# Mahomet
Muḥammad
Pour les articles homonymes, voir Mahomet, Mohammed, Mehmed et Muhammad.
Mahomet (en arabe : مُحَمَّدُ, Muḥammad), également dit Muhammad ou Mohammed, est un chef religieux, politique et militaire arabe issu de la tribu de Quraych. Fondateur de l'islam, il en est considéré comme le prophète majeur. Selon la tradition islamique, il est né à La Mecque vers 570 et mort à Médine en 632.
Les musulmans le considèrent comme un messager de Dieu (rasûl) et un prophète (nabî), le dernier de la religion abrahamique, au sens où, selon l'islam, il termine et scelle la révélation monothéique faite à Abraham. Ses biographies religieuses rapportent qu'il enseignait à ses premiers compagnons (sahabas) les versets du Coran, qu'il présentait comme la parole même de Dieu (Allah en arabe), transmise à lui par l'archange Gabriel. Par ailleurs, ses actions et ses paroles forment la sunna, qui est la seconde source du droit musulman, après le Coran.
Avec ses premiers disciples, il est forcé d'émigrer vers Médine en 622 ; cet événement appelé l'Hégire marque le début du calendrier hégirien. Après huit ans de campagnes militaires pour unifier l'Arabie, Mahomet fait la conquête de la Mecque. Sa mort survient peu après de premières batailles contre l'Empire byzantin, poursuivies par ses successeurs immédiats, les califes bien guidés. Le Coran aurait été compilé par la suite, à partir de transcriptions sur des supports divers.
L'islam et l'importance de la culture islamique ont influencé différentes civilisations, faisant de Mahomet une figure de premier plan de l'histoire. Néanmoins, son historicité est débattue par certains historiens modernes, qui invoquent la rareté des sources historiques et les biais des sources religieuses traditionnelles, rendant toute biographie historique impossible. En outre, les informations présentes dans ces sources ont évolué au cours du temps, présentant des visions différentes de la figure de Mahomet.

## Approche historique
La figure traditionnelle de Mahomet et le récit de sa vie transmis par les traditions religieuses ont commencé à être réinterrogés à partir du XXe siècle moyennant la méthode historico-critique qui met en lumière plusieurs « zones grises » dans la biographie de Mahomet. À l'inverse, selon Michel Orcel, « pour l’islam officiel, il n’est pas question de douter de ces sources, authentifiées aux yeux du croyant par la tradition orale et la moralité des transmetteurs ».
En 2019, le constat de l'absence de certitudes sur la vie de Mahomet pouvait encore être fait : comme le souligne Stephen Shoemaker, « nos chances d'en savoir plus sur la figure historique de Muhammad avec un quelconque degré de fiabilité demeurent […] très faibles ». Les sources islamiques écrites sont bien postérieures aux faits relatés et aucune description de la vie de Mahomet, excepté celles du Coran, qui ne donne que très peu d'information biographique, ne date du premier siècle de l'islam. En contradiction avec certaines traditions musulmanes, il existe un consensus, relève Shoemaker, sur l'absence de transmission écrite, autre que le Coran, avant le XIe siècle. Avec d'autres chercheurs, il considère la tradition orale comme « rarement fiable au-delà d'une ou deux générations », d'autant plus dans le cas de changements sociaux, politiques et religieux importants.

### Historiographie de Mahomet
Les premières études consacrées à Mahomet au XIXe et au XXe siècle étaient « optimistes » quant à la fiabilité des sources islamiques. Les auteurs pensaient qu'il était possible de connaître en détail la vie de celui-ci. Ainsi, Ernest Renan considérait que l'islam était né « à la pleine lumière de l'histoire ». Cette vision est « maintenant injustifiée ». Au même moment, Gustav Weil puis Theodor Nöldeke commençaient à avoir une approche plus critique.
Les recherches d'Ignaz Goldziher permirent de remettre en cause cette confiance et d'interroger la fiabilité des sources musulmanes. Shoemaker constate que depuis ces auteurs, il est « largement admis dans les études occidentales sur les origines de l'islam que quasiment rien de ce qui est rapporté par les sources musulmanes anciennes ne peut être considéré comme authentique et que la plupart des éléments au sujet de Muhammad et de ses Compagnons contenus dans ces récits doivent être considérés avec beaucoup de méfiance ». Bien que cette idée soit largement acceptée en Occident, plusieurs auteurs, comme William Watt, ont continué à utiliser les données traditionnelles dans le cadre de biographies. La méthodologie de telles biographies, même récentes, est généralement critiquée.
En 1926, Arthur Jeffery publie un article sur la « Quête du Muhammad historique ». Dans celui-ci, il décrit plusieurs types de biographies, encore valables pour les ouvrages plus récents. Certaines mettent l'accent sur l'aspect politique, d'autres sur l'aspect apologétique. L'approche politico-économique est conditionnée par la méconnaissance du contexte de l'Arabie préislamique et la dépendance à la vision musulmane de celle-ci. Les biographies apologétiques présentant Mahomet sous un angle mélioratif sont en hausse depuis le début du XXIe siècle. Elles sont écrites aussi bien par des musulmans que par des non-musulmans et cherchent principalement à dédouaner Mahomet de faits violents. Apologétiques, elles sont caractérisées par l'absence de critique des sources.

### Sources historiques sur Mahomet
La vie de Mahomet est fixée à partir de trois principaux ensembles de sources musulmanes : le Coran, les sîra et les hadiths. Pour les historiens modernes, une approche historique doit inclure aussi des sources non musulmanes, par exemple la Doctrina Jacobi.

#### Le Coran
Le Coran est le plus ancien document qui mentionne Mahomet, mais il est d'une « pertinence très limitée » pour cette recherche car il se veut an-historique et n'apporte donc que peu d'éléments biographiques et contextuels concernant Mahomet,,. Ce dernier n'y est cité que quatre fois alors qu'un personnage comme 'Īsā (Jésus) l'est une douzaine de fois, accompagné de titres plus prestigieux que ceux attribués à Mahomet, tels que « Messie » ou « Esprit de Dieu » (sourates 4 et 91). Bien que les mentions spécifiques de Mahomet soient rares dans ce texte sacré, les théologiens musulmans lisent dans certains versets des références à sa vie.

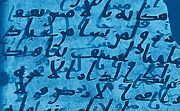
Coran datant du Ier siècle de l'hégire éclairé en lumière ultra-violette et révélant un palimpseste (provenance de Sanaa).

L'orientaliste Jacques Langhade relève toutefois que Mahomet est omniprésent dans le Coran, du fait qu'il y est maintes fois interpellé. C'est en particulier le cas des injonctions qu'il reçoit de prendre la parole: on retrouve trois cent trente-deux fois l'impératif « qul ! », « dis ! ». D'autre part, si l'on considère les sourates 1 à 70, qui représentent plus des neuf dixièmes du Coran, « il n'y a que la sourate 55 (Le Miséricordieux) où il ne se trouve aucun verset renvoyant explicitement ou implicitement à Muḥammad ». Pour Guillaume Dye, selon une approche diachronique, cette formule est un « ajout relevant du travail éditorial et rédactionnel des scribes ».
Selon Michael Cook, si l'on ne s'appuyait que sur le Coran, « on pourrait déduire que le protagoniste du Coran est Muhammad, qu'il a vécu en Arabie occidentale et qu'il en voulait amèrement à ses contemporains qui récusaient ses prétentions à la prophétie. Mais on ne pourrait pas dire que le sanctuaire se trouvait à La Mecque, ni que Muhammad lui-même venait de là, et on ne pourrait que supposer qu'il s'était établi à Yathrib ». Dye considère Cook comme un optimiste puisque, par exemple, rien ne prouve que le locuteur anonyme de certains passages coraniques soit Mahomet.
Ainsi, pour Langhade, « tout ce qui précède [à savoir les mentions explicites de Mahomet dans le Coran] ne nous dit rien de précis sur l'homme Muḥammad, mais ne nous le présente que dans ses fonctions au service de la révélation, de la Parole divine ». Pour les historiens tenants de la recherche historico-critique — « à contre-courant des récits traditionnels sur les origines de l'islam » —, cette méthode appliquée au Coran permettrait de mieux comprendre, non pas la vie, mais au moins la source de l'enseignement de Muhammad, même s'il faut prendre en compte les altérations, additions et fluctuations jusqu'au règne d'Abd al-Malik. Pour Mohammed Hocine Benkheira, « ce qui est étrange, c’est que parfois les tenants de l’hypercriticisme méprisent la tradition, qui n’est que forgeries à leurs yeux, mais ont de l’estime pour le Coran. Pourtant ce dernier souffre souvent des mêmes handicaps du point de vue historiographique ».

#### Biographies anciennes
Les sources principales de la vie de Mahomet résident dans des textes d'hagiographes et d'historiens musulmans, de rédaction relativement tardive (IXe et Xe siècles). La première biographie de Mahomet a été écrite par Ibn Ishaq au VIIIe siècle. Cet auteur s'appuie sur des auteurs plus anciens comme al-Zuhri. Perdue, elle nous est principalement connue par des recensions du IXe et du Xe siècle. Ces dernières ont néanmoins abrégé et modifié le texte d'Ibn Ishaq. Il s'agit essentiellement d'Ibn Ishâm, d'Ibn S'ad et de Tabari, qui proposent une histoire aspirant à répondre aux questionnements religieux, politiques, juridiques ou sociaux de leur époque, offrant par conséquent une image dogmatique et décalée dont l'historicité est sujette à caution.
La précision de ces biographies (sîra) — mais aussi des hadiths — est pour Olivier Hanne « d'autant plus suspecte que leur mise à l'écrit fut tardive (VIIIe et IXe siècles) ». La vie de Mahomet y est reconstituée d'après la tradition orale mise par écrit 140 ans après sa mort grâce aux témoignages indirects de ceux qui avaient connu ses premiers compagnons ; « c'est dire combien l'imagination a pu travailler pendant ce laps de temps », explique l'historien Maxime Rodinson. Les plus anciennes traces écrites, sur papyrus, de ces vies proviennent de la région de la mer Morte. Il est probable que leurs auteurs, qui ne sont pas arabes ou qui sont des convertis, ont subi l'influence de leur propre culture. Cela pourrait expliquer les traits christiques de Mahomet ou les réminiscences bibliques du récit. Pour Olivier Hanne, « les références au christianisme de langue syriaque et arabe sont frappantes dans […] la Sira et les Hadiths ».
Les biographes musulmans de Mahomet ont ainsi créé des récits qui s'appuient sur des autorités de sources ou des « chaînes de transmission » (isnâd), arguments considérés comme « notoirement douteux » par la plupart des historiens modernes. Les isnads et les hadiths qu'ils veulent légitimer sont considérés par eux comme des éléments « massivement forgés dans l'islam des premiers temps ainsi que dans l'islam médiéval ». Ainsi, selon eux, les « traditions biographiques et autres hadiths ne sont donc pas des sources d'informations fiables sur les débuts de l'islam ». I. Goldziher[Qui ?] avait avancé des preuves comme quoi même les plus anciennes sources correspondaient davantage à la pensée des musulmans du VIIIe siècle qu'à une approche historique.
Des biographies de Mahomet auraient déjà été écrites par des descendants de ses compagnons. La première biographie aurait été celle d'Urwah ibn al-Zubayr (mort en 713), petit-fils d'Abu Bakr, fils d'Asmaa bint Abu Bakr et de Zubayr ibn al-Awwam, deux compagnons de Mahomet. Il aurait rédigé cette biographie en se basant sur les témoignages de plusieurs autres compagnons. Son ouvrage, aujourd'hui disparu, aurait inspiré les biographes tels que Tabari, Al-Waqidi et Ibn Ishaq.
Ainsi, comme le souligne Shoemaker, les chercheurs sont face à un dilemme : soit ils acceptent le cœur des traditions musulmanes, soit ils le refusent, ne disposant alors plus de sources d'informations suffisantes.

#### Les hadiths
Des enseignements de Mahomet, ainsi que certains de ses faits et gestes, ou ses attitudes lors de telle ou telle bataille, auraient été mis par écrit très tôt. Néanmoins, plusieurs chercheurs — un des premiers étant I. Goldziher — ont démontré que certains hadiths sont composés d'éléments plus récents qui lui ont été attribués postérieurement. Ainsi, les hadiths, bien qu'ils transmettent des informations sur les deux premiers siècles de l'islam, ne constituent pas une source historique suffisamment fiable pour étudier la vie de Mahomet.

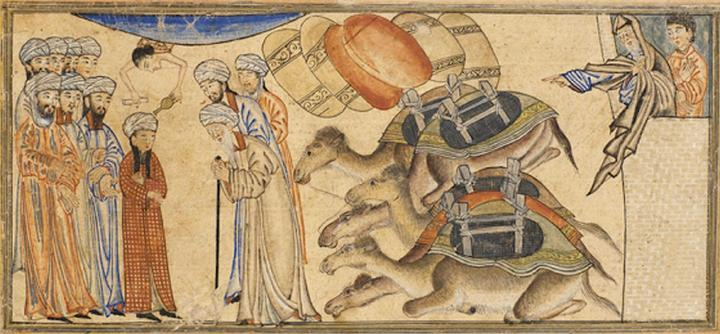
Le jeune Mahomet et le moine Bahira, miniature illustrant du Jami 'al-Tawarikh de Rashid al-Din, Perse, 1307 (Bibliothèque de l'Université d'Édimbourg, en Écosse).

Selon les traditions musulmanes, des recueils de hadiths ont été rédigés du vivant de Mahomet par des compagnons : Abu Bakr, premier calife, aurait compilé 500 hadiths qu’il aurait détruits par crainte d’insérer des fautes[réf. nécessaire]. Amr bin Hazm, gouverneur du Yémen du temps de Mahomet, aurait compilé tout un opuscule qui nous est parvenu intégralement. Jabir ibn Abdullah al-Ansari a rédigé plusieurs ouvrages.[réf. nécessaire] Samurah bin Jundab composa également un grand volume de hadiths. Sa'd ibn Ubadah (en), lui aussi, rédigea un important ouvrage de hadiths que sa descendance conserva. Abdullah ibn Abbas, fils de l’oncle de Mahomet, a laissé de nombreux livres de hadiths à sa mort. Abu Huraira rédigea la Sahifah as-Sahihah avec son disciple Hammam ibn Munabbih (en). Il avait mis par écrit de nombreux rouleaux remplissant un grand coffre en bois qu'il consultait fréquemment. Salmân al-Fârisî (Salman le Perse, mort en 644) a rédigé des hadiths qu'il communiqua à Abu Darda. Abu Ayyub al-Ansari rédigea un manuscrit contenant 122 hadiths qu'il transmit à ses enfants. Des ouvrages consacrés en entier à la collection des hadiths ont été compilés des générations après sa mort par des individus notables tel Mouhammad al-Boukhârî, Muslim ibn al-Hajjaj, Muhammad ibn Isa Al-Tirmidhî, Abd ar-Rahman An-Nasa'i, Abou Dawoud, Ibn Majah, Mâlik ibn Anas, al-Daraqutni, etc..
Pour l'islamologue Michel Orcel, « pour sérieux qu’ils puissent paraître, ces critères [de fiabilité des hadiths déterminés par les penseurs musulmans] sont insuffisants au regard de la science occidentale puisqu’ils ne concernent pas la vraisemblance des faits et des témoins, mais essentiellement la liaison de la chaîne de transmission, la fiabilité morale et la mémoire des transmetteurs, et la non-contradiction avec des transmetteurs jugés plus solides ». Aujourd'hui, prévaut chez les islamologues occidentaux une vision très critique des hadiths dont certains, selon eux, ont été forgés pour des raisons politiques ou religieuses. Pour Orcel, « si l’on écarte les innombrables hadiths visiblement forgés et tout ce qui relève de la pure hagiographie, on en vient peu à peu à cerner le noyau d’une très possible réalité historique », même s'il reconnaît que ce critère est assez subjectif et changeant.
Quelques chercheurs ont essayé de mener une critique historique de ces récits à travers celle de la chaîne de transmission. Ces recherches sont complexes, les isnad ayant fait l'objet de nombreuses modifications, inventions et forgeries. C'est en particulier le cas lorsque les isnad contiennent des transmetteurs anciens. C'est une manière d'assurer une légitimité a posteriori à ces traditions, une « illusion de l'ancienneté ». Ainsi, les traces de traditions anciennes sont « très probablement artificielles et mythifiées ». Ces recherches cherchent donc le premier chaînon historique des traditions. Cette méthode a permis de dater des traditions du IIe siècle de l'islam ou de la fin du Ier siècle. C'est le cas, par exemple, de traditions concernant une accusation d'adultère contre Aisha qui date d'avant l'obtention du statut particulier qu'elle a dans l'islam sunnite.

### Historicité
Si l'existence historique de Mahomet fait globalement consensus, le degré d'authenticité historique de ses biographies est discuté par les historiens et exégètes contemporains : certains comme les historiens Mathieu Tillier et Thierry Bianquis considèrent que les sources traditionnelles musulmanes sont trop contradictoires pour être réconciliées dans une biographie satisfaisante ; d'autres vont jusqu'à les rejeter au profit de sources non musulmanes plus anciennes. Cette représentation conditionne les élaborations doctrinales qui se développent notamment au sein des madhahib, les écoles juridiques. Pour Olivier Hanne, « Pour les spécialistes, la biographie de Mahomet est impossible. Non que le personnage n’ait pas existé, mais qu’aucun des documents qui en retracent le parcours ne répond aux exigences de l’histoire ».

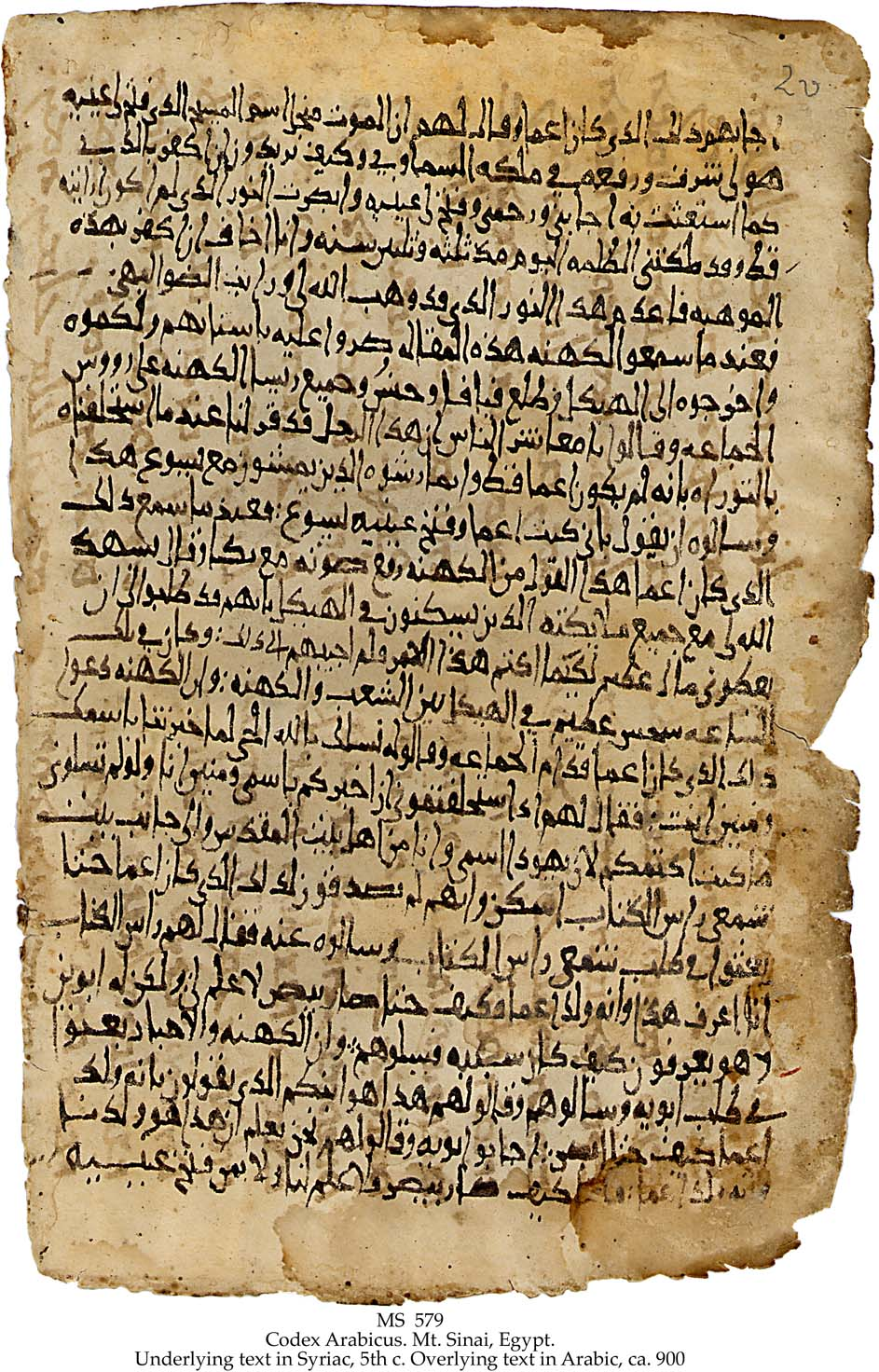
Codex arabicus, palimpseste avec une couche inférieure (datée vers 500) en syriaque encore un peu visible et une couche supérieure (datée vers 900) en arabe, Sainte Catherine du Sinaï.

Selon les termes d'Harald Motzki (en), traduisant la difficulté à atteindre l'historicité du fondateur de l'islam sous la forme d'une biographie classique, « d'un côté, il n'est pas possible d'écrire une biographie historique du Prophète sans être accusé de faire un usage non critique des sources ; tandis que, d'un autre côté, lorsqu'on fait un usage critique des sources, il est simplement impossible d'écrire une telle biographie ». Parmi d'autres biographes, Alfred-Louis de Prémare cite ces propos afin de souligner la difficulté à laquelle sont confrontés les historiens qui tentent d'établir la biographie de Mahomet : il existe à son sujet peu de sources fiables du point de vue de l'historien, ce qui fait, selon lui, que « toute biographie du prophète de l'islam n'a de valeur que celle d'un roman que l'on espère historique ».
La biographie traditionnelle doit être, pour de nombreux chercheurs, nuancée. En effet, de nombreux éléments sont en contradiction avec certaines recherches actuelles. La Mecque n'est mentionnée dans aucun document avant les textes islamiques, ce qui, ajouté à l'absence de traces archéologiques, conduit certains critiques à douter de son existence à cette époque[réf. incomplète]. Pour d'autres, l'islam porte davantage des influences du Nord de l'Arabie,. De même, le Coran décrit le milieu de Mahomet comme étant principalement polythéiste.
Une meilleure connaissance du contexte historique permet de mettre en lumière l'importance du judaïsme et du christianisme, en particulier syriaque, lors de la mise en place de l'islam. Pour Claude Gilliot, « Faire naître l’islam dans un milieu païen, plutôt qu’en contact étroit avec le monothéisme (et dans un cadre polémique inter-monothéiste) devait contribuer à renforcer l’idée de l’origine « purement divine » de la nouvelle révélation ».
Un ensemble de textes juifs, chrétiens et samaritains indépendants et datant du VIIe siècle, indiquent que Mahomet est encore vivant lors de la conquête musulmane du Proche-Orient. Pour cette raison, Stephen J. Shoemaker propose de réviser la date de sa mort plutôt vers 634 ou 635, en contradiction avec les traditions musulmanes,. Il est ainsi possible, d'après Shoemaker, que la tradition musulmane ait fixé sa mort en 632 pour s'inspirer de celle de son modèle Moïse qui meurt avant d'entrer en Terre promise, laissant son successeur Josué mener la conquête du pays de Canaan, à l'instar du successeur de Mahomet, Abou Bakr, qui lance ses troupes à la conquête des pays du Cham (Syrie et Palestine).
L'évolution qui aboutit à la sîra (biographie sacrée du prophète) s'est faite sur un certain nombre de critères qui ne sont pas seulement littéraires, mais aussi doctrinaux et idéologiques. Pour Uri Rubin, la vie de Moïse décrite dans la Bible hébraïque et qui se découpe en trois parties de quarante ans (valeurs mythiques, le nombre 120 étant symbole de perfection) aurait servi de modèle à la vie de Mahomet (vocation à 40 ans pour Mahomet, à 80 ans pour Moïse, durée de vie de 60 ans pour Mahomet, le double pour Moïse, toutes ces valeurs étant symboliques). De même, « les ouvrages islamiques, pour une large part, bâtirent cette biographie [de Mahomet] en vue d’expliquer différents passages du Coran ».

### Mise en place de la figure de Mahomet
Mahomet est une figure historique qui prend forme et acquiert ses caractéristiques actuelles entre les VIIe et XIe siècles. Sa vie, transmise par la sîra et les hadiths, est canonisée entre le IXe et le XIe siècle par des biographes, dont certains ont reconstruit des chaînes de transmission fictives. La fiabilité de ces sources est donc réinterrogée par les historiens. Ces vies de Mahomet présentent une vision tardive de cette figure et participent donc à la mise en place d'une figure de prophète de l'islam qui s'inscrit dans la continuité des prophètes plus anciens, comme Moïse ou Jésus.
La recherche sur les origines de l'islam s'est penchée sur la question de l'apparition du nom de « Mahomet ». Dans L'Islam en débats, Françoise Micheau précise qu'« Il faut attendre la fin du VIIe siècle pour trouver le nom de Muhammed ». Au début du XXIe siècle, des fouilles en Arabie saoudite ont mis au jour des graffitis islamiques — probablement contemporains de la révélation coranique — gravés sur des « murs du pardon », dans des sites de type sanctuaires oratoires ou sur des objets épigraphiques porteurs de professions de foi et de demandes de pardon ne mentionnant pas le nom de Mahomet. Pour Frédéric Imbert, la plus ancienne mention de Mahomet en Arabie, dans un graffiti daté, remonte à 692-693. Si les premiers graffitis, d'origine essentiellement religieuse, proposent la première partie de la profession de foi islamique (« Il n'est de dieu que Dieu »), elle ignore cependant la seconde partie qui mentionne Mahomet qui apparaît « beaucoup plus tardivement ». A contrario, la mention d'un proche de Mahomet selon la tradition, Omar ibn al-Khattâb, figure dans cette série de graffitis, associée à des dates plus anciennes mais sans titre particulier bien que la tradition en fasse un calife.

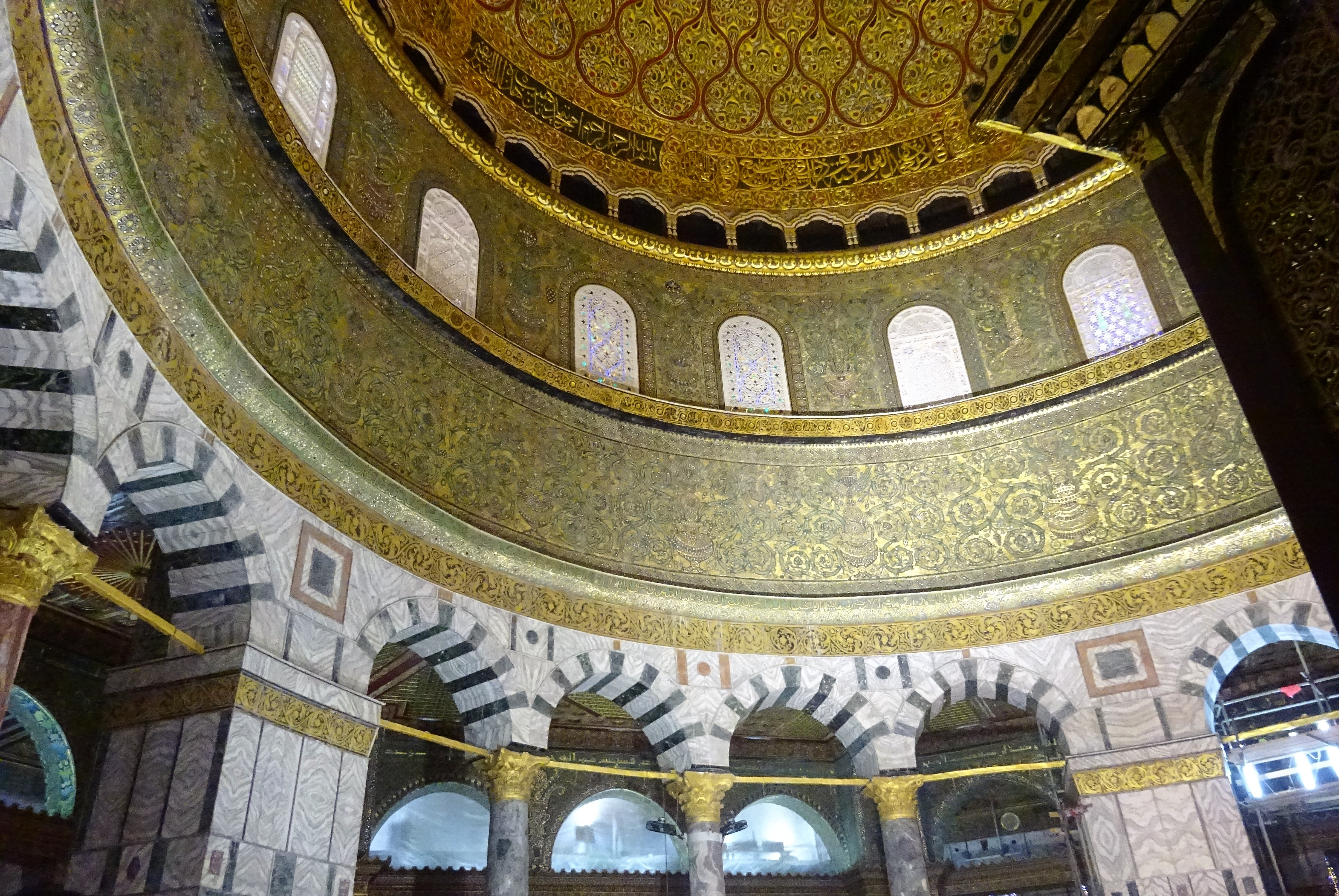
Intérieur du dôme du Rocher, Jérusalem.

Les plus anciennes données matérielles qui mentionnent « Muḥammad » remontent à une cinquantaine d'années après la mort de Mahomet : en 685 (an 66 de l'hégire) sur une drachme arabo-sassanide, en 691 (71 AH) sur une pierre tombale égyptienne et en 692 (72 AH) sur une inscription figurant sur le dôme du Rocher de Jérusalem. Selon Volker Popp, en comparaison d'autres pièces similaires portant ces lettres et des représentations chrétiennes, le terme Mhmd de la pièce de monnaie arabo-sassanide ne désigne pas Mahomet mais se traduit par « le béni », terme utilisé pour désigner Jésus. Cette thèse est reprise par Karl-Heinz Ohlig,. De même, certaines inscriptions du dôme du Rocher seraient issues de la phrase biblique : « Béni soit celui qui vient au nom du Seigneur », le béni signifiant Jésus.
L'extrême rareté de ces mentions pose question : certains chercheurs ont adopté une démarche de révisionnisme historique remettant largement en cause la vision historiographique classique, tels Yehuda Nevo qui parle d'un islam pré-muhammadien. Pour cet archéologue et historien israélien, qui exploite des centaines de graffitis du Néguev, le nom de Mahomet apparaît tardivement lorsque les autorités décidèrent à la fin du VIIe siècle de « créer un prophète arabe pour asseoir leur pouvoir ». Cette thèse trouve deux recensions du même auteur, Mehdi Azaiez, dont l'une très critique et l'autre plus descriptive. Frédéric Imbert, qui exploite les mêmes sources, est plus réservé sur cette question ; il considère que cette apparition tardive témoigne d'une évolution dans l'expression de la foi. Le nom de Mahomet commence à être utilisé seulement à partir du califat omeyyade de Marwān Ier (qui débute en 65 de l'hégire) et ne sera vraiment intégré que peu à peu.
Dans une interview intitulée « Mahomet, le prophète posthume », l'historienne Jacqueline Chabbi explique cette mise en place ainsi : « Parmi les convertis, dans les villes, la masse de la population veut un modèle pratique. La tradition prophétique s’invente à ce moment-là, à travers ce qu’on appelle les hadiths, c’est-à-dire les paroles et les actes prêtés au prophète sur lesquels on veut calquer sa conduite. Mais c’est une figure complètement reconstruite ». Pour Olivier Hanne, « Les quatorze siècles de l’islam ont construit autour de lui une doctrine cohérente que l’historien perce difficilement » ; la vie de Mahomet racontée par les traditions est donc « une image idéalisée du Prophète à travers le regard des musulmans des VIIIe – Xe siècles ».
C'est ainsi, par exemple, que se met en place la doctrine de « l’impeccabilité de Mahomet et des prophètes », absente des premières générations de musulmans et contraire, pour ceux-ci, à la formule coranique disant que Mahomet est un « homme comme les autres ». Les écrits plus anciens associent à certains prophètes des « fautes graves ». Cette doctrine est énoncée, pour la première fois clairement, par Ibn Hanbal (855). Cette notion aurait été importée dans l'islam par le biais de l'islam chiite, à partir de l'influence des croyances orientales et a connu dans la pensée sunnite des évolutions et une mise en place longue.
La définition de ce dogme pour l'islam sunnite se construit en réaction à la doctrine de l'impeccabilité appliquée par les chiites aux imams et, probablement aussi, par comparaison avec le statut de Jésus chez les chrétiens. Cette mise en place a impliqué de « négliger les textes litigieux » et de s'estimer « libre dans l'interprétation ». Hormis certaines positions modernes, c'est l'avis d'Ibn Taymiyya (1328) qui est, aujourd'hui, le plus suivi.

## Biographie selon les sources musulmanes
Avant de commencer le récit de la biographie de Mahomet par ces mots « Selon la tradition », l'ouvrage Les Débuts du monde musulman, VIIe – Xe siècle (Presses universitaires de France) propose cette introduction de Thierry Bianquis et Mathieu Tillier :

« Les débuts de l'islam sont surtout connus par les récits que les historiens musulmans rédigèrent aux IXe et Xe siècles […]. Mis en forme deux siècles après les événements qu'elle relate, cette histoire offre une image dogmatique et décalée, avant tout destinée à répondre aux interrogations religieuses, politiques, juridiques ou sociales de son temps. C'est pourquoi son authenticité est souvent mise en doute par les historiens du XXe siècle […]. Néanmoins, ces remises en cause (elles-mêmes objets de débats […]) n'affectent pas l'importance historique de cette vision des débuts : à travers celle-ci transparaissent les représentations que les musulmans des IIIe et IVe siècles de l'hégire avaient de leur passé. C'est sur cette représentation du temps écoulé depuis la révélation prophétique muhammadienne que se fondent les élaborations doctrinales se cristallisant alors, en particulier à travers les écoles juridiques (madhahib). Faute de certitudes sur l'histoire des premiers siècles de l'hégire, son reflet aux yeux des musulmans des siècles suivants jusqu'à nos jours doit être connu et étudié pour lui-même. »

### Naissance et enfance

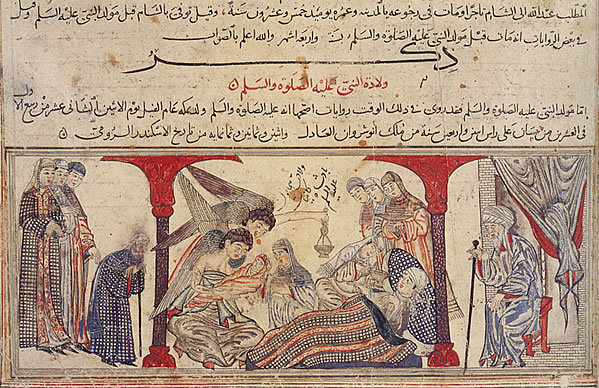
Naissance de Mahomet représentée dans Jamiʿ al-tawarikh, œuvre encyclopédique de Rashid al-Dín, 1315.

Mahomet, selon la tradition musulmane, est né à la fin du VIe siècle à La Mecque, cité caravanière vivant du commerce de marchandises, traversée de routes allant vers la Syrie, la Mésopotamie, le Yémen.
« Pour tout ce qui concerne l'ascendance et la jeunesse de Mohammed, on ne peut que s'en tenir à la tradition, faute de données historiques probantes ». La tradition musulmane calcule la date de naissance de Mahomet à partir de la date de sa mort,,. Selon les sources, l'année pourrait être 569, 570 ou 571. Pour des traditions, il serait né un lundi soir, le 12 ou le 13 du mois de Rabiʿ al-awwal, troisième mois lunaire du calendrier arabe,. 

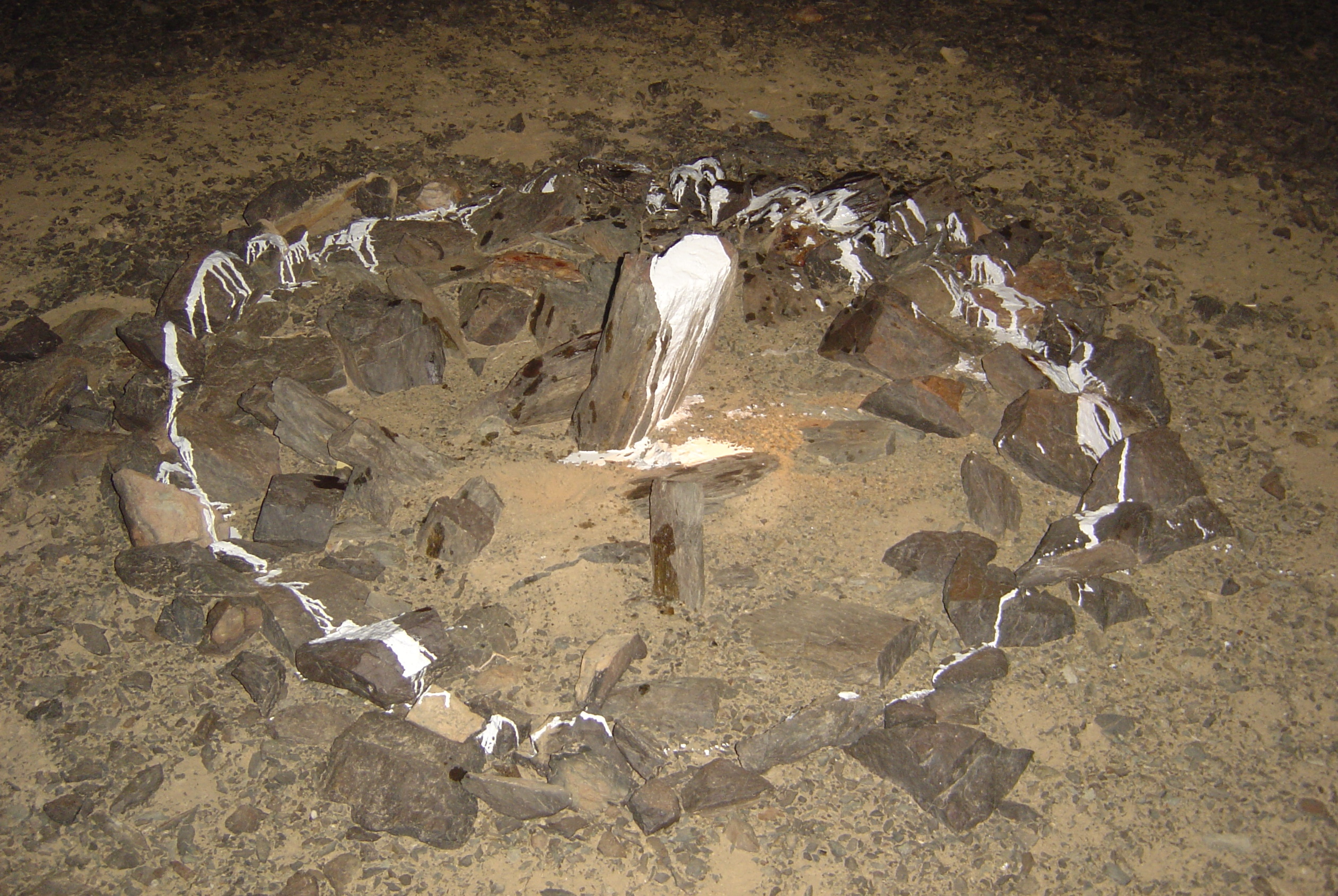
Tombe attribuée traditionnellement à Amina bint Wahb, mère de Mahomet. Détruite en 1998 par l'État Saoudien.

La date de 570 est fondée sur la datation traditionnelle de la campagne militaire d'Abraha, général chrétien éthiopien et vice-roi du Yémen, contre La Mecque. L'année de naissance de Mahomet est appelée par l'islam « l'année de l’éléphant », en référence à cette attaque de La Mecque avec l'aide d'un ou plusieurs éléphants. Le développement de l'étude des inscriptions permet actuellement de dater une expédition d'Abraha vers l'Arabie en 553 et non vers 570. « La chronologie des événements, telle que l'ont établie les historiens du Yémen préislamique, ne permet donc pas de maintenir l'interprétation des commentateurs musulmans traditionnels ». Selon l'historien britannique Bernard Lewis, cet événement s'est produit en l'an 507 après Jésus-Christ. Selon Christian J. Robin, une expédition de l'armée d'Abraha vers l'Arabie centrale peut être « raisonnablement assurée » en 552, soit environ 20 ans avant la date donnée par la tradition musulmane. Le règne d'Abraha est situé entre 535 et 565.
Mahomet est né du mariage d’ʿAbdullah ibn ʿAbdil-Mouttalib et d'Amina bint Wahb. ʿAbdullah était le fils d'ʿAbd al-Muttalib, chargé de la source Zamzam et de la distribution de l'eau pendant le pèlerinage de La Mecque. La tribu de Quraych (ou Koreish) est une ancienne tribu arabe qui descend de Ghâlib, fils de Fihr, surnommé Quraych, guerrier puissant et redouté. Amina était la fille de Wahb ibn ʿAbd Manaf, chef du clan médinois des Banu Zuhrah. La famille de Mahomet est hachémite par référence à son arrière-grand-père Hâshim ibn ʿAbd Manâf. Son clan a cependant perdu de sa splendeur et c'est la tribu des Banu Umayyah (« le clan d’Umayyah ibn ʿAbd Shams », grand-oncle de Mahomet) qui contrôle La Mecque. Les Quraychites ont la garde de la Kaʿba, sanctuaire qu'auraient reconstruit Abraham et son fils Ismaël, selon la tradition musulmane.
La mort de son père Abdullâh survient probablement avant l'émigration de Mahomet à Yathrib (qui prendra plus tard le nom de Médine). Son nom, qui était totalement inconnu à l'époque, lui est donné à la suite d'un songe de sa mère. Amina accoucha à La Mecque dans la maison de son oncle paternel Abû Tâlib, du clan des Banû Hâchim et frère d'Abdullâh. Son accoucheuse fut ach-Chifâʾ, la mère d'ʿAbd ar-Rahmân ibn ʿAwf[source insuffisante].

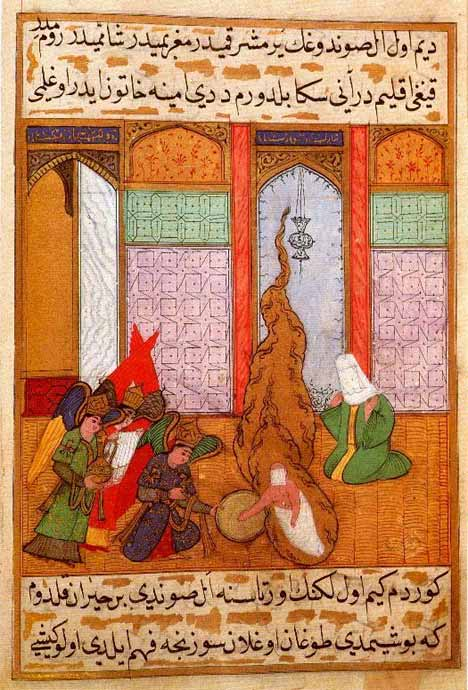
La naissance de Mahomet, représentée dans une peinture du Siyar-i Nabi, Istanbul, vers 1595.

Se trouvant dans une situation précaire, sa mère Amina le confie à une nourrice, d'abord à Thuwaybah, servante d'Abu Lahab, un autre de ses oncles, puis à Halimah bint Abi Dhuayb as-Saʿdiyyah (de la tribu des Saʿdites, Banû Saʿd), et dont le mari était Harith, fils d'Abd al-ʿOuzza, fils de Rifa. Tous deux faisaient partie du clan des Banû Saʿd (en) et étaient pauvres. À cette époque, la coutume des familles nobles de Quraych voulait que les enfants soient élevés à la campagne. Celle-ci emporte le nourrisson dans le désert où son mari vit avec la tribu des Saʿdites à l'écart du reste de la population. La vie dans le désert, au milieu des Bédouins réputés pour la pureté de leur langue, était censée prodiguer aux enfants santé et force d'expression[réf. nécessaire].
La tradition islamique raconte qu'alors que Mahomet et l'un de ses frères de lait avaient la garde de quelques bêtes à proximité des habitations, Halîma et son mari Abû Kabchah (surnom donné à son mari) furent alertés par leur fils de lait qu'il aurait vu deux hommes vêtus de blanc coucher Mahomet sur le sol et lui ouvrir la poitrine. Accourant sur les lieux, Halîma et son mari trouvèrent Mahomet debout mais tout pâle. Il leur aurait donné la même version que celle du fils de lait. Les deux hommes vêtus de blanc auraient été deux anges, envoyés pour purifier le cœur de l'enfant, destiné à être prophète de l'islam, et pour apposer le sceau de la prophétie entre ses épaules,.
Craignant pour la santé de l'enfant, Halîma se serait empressée de rendre l'enfant à sa mère Amina mais celle-ci meurt trois ans plus tard. Mahomet n'a alors que six ans. Son grand-père paternel ʿAbd al-Muttalib le prend alors dans sa maison. Deux ans après, sur son lit de mort, ʿAbd al-Muttalib charge Abû Tâlib, l'aîné de ses enfants, de prendre soin de Mahomet. Il l'élève comme ses propres enfants,.

### Jeunesse et vie adulte
Alors que Mahomet a douze ans, Abû Talib décide de tenter sa chance dans le commerce caravanier avec la Syrie et Mahomet, son neveu, insiste pour l'accompagner. La tradition veut que, lors d'un voyage, un moine reconnaisse sur lui le signe de la vocation prophétique. Des historiens se sont à « juste titre étonnés qu'il n'en ait pas gardé plus de souvenirs et que ses allusions au christianisme soient si éloignées de ce qu'il aurait pu voir ou comprendre de cette religion. Cela conduit même à penser que l'hypothèse des voyages en Syrie est assez douteuse ».
À La Mecque, d'après les deux biographies (sîra) d'Ibn Hichâm et d'Ibn Kathir, Mahomet se serait distingué des gens de son âge. Une tradition, avec ses exagérations selon l'historien Maxime Rodinson, « en fait dès cette époque un modèle de perfection physique, intellectuelle et morale » : il aurait été fort, judicieux dans ses propos, énergique dans ses expressions, fidèle à ses amis et plus encore à ses promesses. Il aurait évité avec un soin extrême tout ce qui peut faire soupçonner en lui quelque goût pour le vice.
Vers 590, les Quraychites ayant déclaré la guerre (connue sous le nom d'al-Fijâr — l'impie) aux tribus de Kénan et de Hawazan, ils marchèrent contre elles commandés par Abu Talib. Mahomet, âgé de vingt ans (ou de quatorze ans) se serait distingué par son intrépidité. Les deux tribus ont été battues et dispersées[réf. nécessaire].
Quelque temps plus tard, les fondations de la Kaaba sont gravement touchées par des pluies torrentielles. Menaçant de s'effondrer, le sanctuaire doit être démoli et reconstruit par les Quraychites. Quand il s'agit d'y reloger la Pierre noire, une météorite qui serait vénérée par les Arabes depuis le temps d'Abraham, les tribus ne s'accordent pas sur le choix de celui qui aura l'honneur de replacer la pierre sacrée. Elles conviennent qu'il reviendra au premier qui se présentera le lendemain à la porte du temple. Selon cette tradition, ce fut Mahomet. Pour ménager les susceptibilités, il aurait enlevé sa cape et y aurait placé la pierre noire, qu'il aurait fait élever ensuite par deux Arabes de chaque tribu, et la prenant alors, il l'aurait relogée lui-même sous le regard approbateur des habitants de La Mecque, enchantés par la noblesse de cette action qui visait à démêler l'orgueil qui en avait été le motif[source insuffisante]. Quelques mois après la guerre du Fijar, un marchand yéménite est dérobé de ses biens[style à revoir] par Al-As ibn Wa'il al-Sahmi. À l'instigation de l'oncle de Mahomet, Al-Zubayr ibn Abd al-Muttalib, une coalition de plusieurs clans est formée, le Hilf al-Fudul, visant à défendre les étrangers et les personnes sans protection clanique. Mahomet y participe et reconnaîtra son utilité et sa justesse par la suite.
Il entre au service d'une riche veuve du nom de Khadîja qui lui confie ses affaires et qui l'épouse bientôt. Selon la tradition musulmane, cela le met à l’abri des soucis matériels et lui confère une certaine reconnaissance sociale à La Mecque mais il est raisonnable de penser que Mahomet, orphelin qui a contracté un mariage inégalitaire, a dû subir une certaine stigmatisation sociale, les individus isolés n'ayant à cette époque d'autre recours que la voie de l'affiliation à l'un des clans dominants. De cette union, il a plusieurs enfants dont seules survivent quatre filles : Zaynab, Oumm Koulthoum, Fâtima et Ruqayya.
Son mariage et sa participation au Hilf al-Fudul sont les derniers événements historiques connus avant le prêche de l'islam. Il a alors 20 ans. Les vingt années suivantes de sa vie sont peu documentées et l'on ignore les influences extérieures qui ont pu s'exercer sur lui durant cette période. Robinson suggère de s'intéresser à ses proches au tout début de la révélation pour avoir une meilleure idée de sa personne. Il semble qu'il ait continué à participer à des caravanes pour Khadija, et la tradition présente lors de ces voyages plusieurs rencontres avec des moines et ascètes chrétiens ; cependant, leur insistance sur des prophéties annonçant Mahomet comme prophète à venir donne à ces histoires un aspect légendaire. D'après Leone Caetani, il est peu riche au début de la révélation, car il ne pourra racheter qu'un seul esclave lors des persécutions,,.

### Naissance d'une nouvelle religion

#### Premiers pas de l'islam

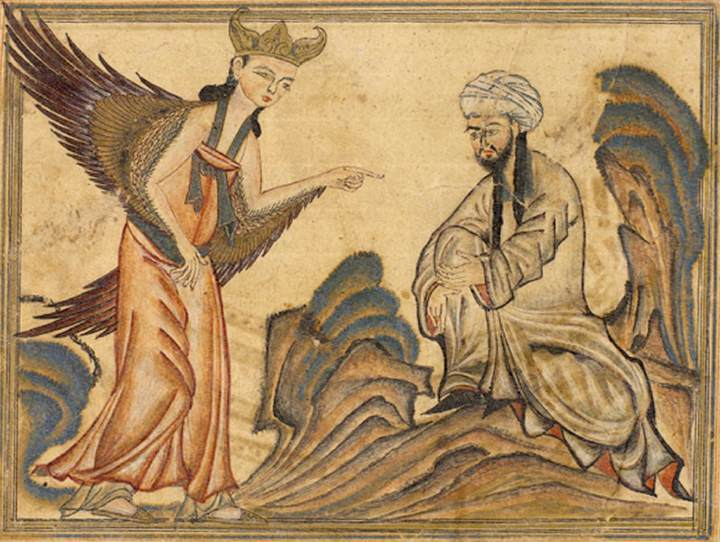
Mahomet recevant le Coran de Gabriel. Tiré du Jami' al-Tawarikh (Histoire du Monde) de Rashid al-Din, Tabriz, Perse, 1307.

Mahomet effectue de nombreuses retraites spirituelles (appelées taḥannuth), à l'instar de ce que font les hunafâ, des ascètes de tendance monothéiste qui annoncent la fin des temps. Il y vit alors une expérience spirituelle forte.
La tradition musulmane affirme que c'est en juillet ou août 610, la « Nuit du destin » (Laylat al-Qadr) que, pour la première fois, l'archange Gabriel (Jibril) lui est apparu dans la grotte de Hira où Mahomet avait coutume de se recueillir et a commencé à lui transmettre la révélation, la parole de Dieu.
Mahomet, qui a alors 40 ans, commence à transmettre des versets qu'il déclare être révélés par Allah et dictés en arabe par Gabriel ; cette dictée aurait duré vingt-trois ans. Selon le dogme musulman, c'est là l'origine du Coran, que Mahomet aurait pris soin d'enseigner oralement dès le début[réf. nécessaire].

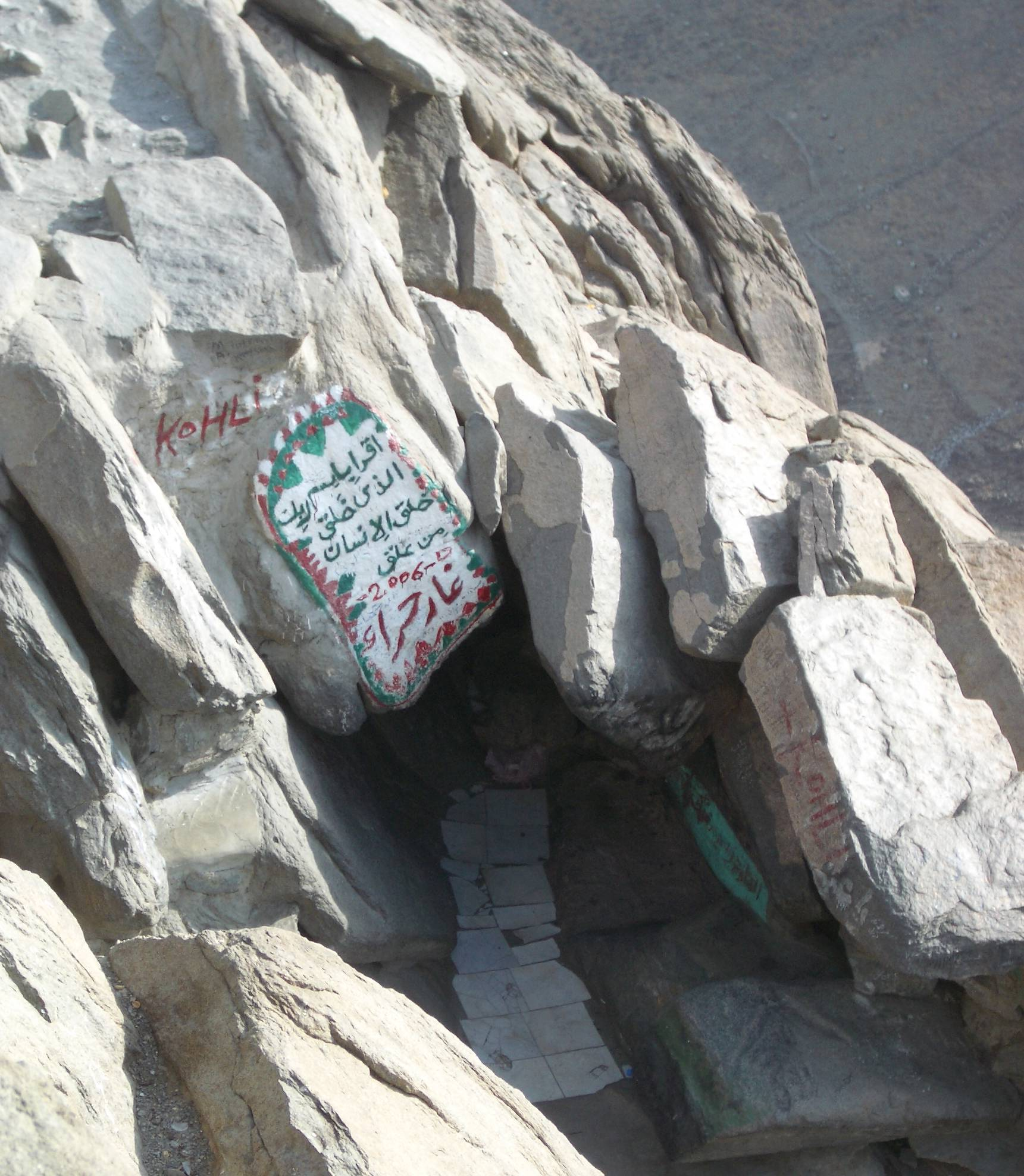
La caverne de Hira, l'endroit où Mahomet aurait reçu le premier verset du Coran.

Mahomet, craignant avoir perdu la raison, ne s'ouvre de son expérience qu'auprès de son épouse, qui l'engage à accomplir son destin prophétique, puis auprès d'un petit cercle comprenant son cousin 'Alî et son affranchi et fils adoptif Zayd,. Selon l'historien musulman médiéval Tabari, Khadija, aurait été la première à se convertir à l'islam et Waraqa, son cousin, serait donc la deuxième. Il aurait été le premier homme à suivre Mahomet ; il savait que certains Juifs et certains judéo-chrétiens attendaient la naissance d'un prophète et de deux messies,. Après sa femme Khadija et Waraqa, les premiers convertis à l'islam seraient par ordre chronologique : Abou-Bakr ; puis Zayd ibn Harithah (esclave de Khadija et donné à Mahomet pour l'affranchir et même le considérer comme son fils), Bilal ibn Rabah (esclave de Omayyah Ibn Khalaf qui l'a torturé pour s'être converti à l'islam puis racheté par le plus riche des compagnons de Mahomet, Abou Bakr, pour être affranchi). Par la suite, plusieurs se convertiront à l'islam.
Au départ, les compagnons de Mahomet (sahaba) auraient été au nombre de trente-sept qui gardaient secret leur confession. Bien que ses contemporains acceptaient difficilement d'abandonner leurs croyances et leurs pratiques ancestrales et voyaient d'un mauvais œil le monothéisme prêché par Mahomet ainsi que ses attaques contre les divinités traditionnelles, il réussit à s'entourer en trois ans d'une petite cinquantaine de disciples qui croyaient en sa mission. Ils étaient une centaine au bout de cinq ans. Protégé par sa femme et son oncle, Mahomet dérange les autorités établies car ses croyances risquent de saper la prospérité économique de la cité, liée aux foires et aux pèlerinages, tandis que le rejet des cultes ancestraux risque de fragiliser le statut social des grandes familles.
La mort en 619 de son oncle Abû Ṭâlib et de sa femme Khadija lui fait perdre tous ses appuis. Il est exclu du clan par le nouveau chef, son oncle Abû Lahab, ce qui signifie que n'importe qui peut le tuer sans avoir à payer le prix du sang. Il est contraint de chercher des soutiens hors d'une ville qui le rejette, non sans avoir converti quelques notables comme Abû Bakr et 'Umar. Mahomet cherche vainement à toucher la population de la ville voisine de Tâ'if, avant de trouver un accord avec la ville plus septentrionale de Yathrib où, en 621, plusieurs de ses disciples se sont déjà installés. Selon la sunna, les habitants lui demandent de trancher un conflit entre les deux tribus principales. Le succès de cette médiation gagne à sa cause une partie des habitants de la ville qui reconnaissent son autorité, renoncent aux idoles et lui promettent lors d'une rencontre à Aqaba de l'accueillir et de le protéger. De retour à La Mecque, le chef du petit clan des Banu Nawfal (en), Mut'im ibn 'Âdî, finit par lui accorder une « protection temporaire ».

#### L'Hégire
La croissance du groupe inquiète les Mecquois, et les persécutions contre Mahomet et les siens se font de plus en plus vives après la mort de Khadija et d'Abû Tâlib. Une première vague d'émigration emmène une partie des musulmans en Éthiopie où ils vivent quelque temps sous la protection du négus. Olivier Hanne remarque que cette émigration est placée sous la direction d'un ascète. Pour l'auteur, il pourrait s'agir d'une manière pour Mahomet d'exiler un groupe plus intégriste.
Mahomet profite de la saison du pèlerinage, qui voyait affluer vers La Mecque les Arabes de toutes les régions de la péninsule d'Arabie, pour prêcher le message de l'islam. Il conclut un pacte avec un groupe de Médinois qui acceptent son message. L'année suivante, la communauté musulmane médinoise est plus nombreuse. 70 hommes se rendent en pèlerinage à La Mecque pour prêter allégeance à Mahomet et lui proposer leur protection s'il s'installait à Médine,. L'ordre est donné aux musulmans mecquois d'émigrer (hégire) à Yathrib (future Médine) en 622, an 0 du calendrier musulman. Cette date fait l'objet d'un consensus parmi les musulmans. « Une tradition, appuyée sur une interprétation incertaine d’un verset du Coran, fixe d’autre part à quarante ans l’âge de Mahomet quand il commença sa prédication. ». Bannis de leur cité, Mahomet et Abû Bakr sont les derniers à partir ; selon la tradition musulmane, il s'agit du 24 septembre 622, date que retiendra plus tard 'Umar pour marquer le début du calendrier musulman.
Selon René Marchand, Mahomet et ses disciples, privés de ressources, montent en secret plusieurs expéditions qui échouent contre les caravanes faisant le cabotage entre les oasis, jusqu'à l'attaque en mars 624 de la grande caravane à Badr, connue sous le nom de bataille de Badr où ils sont vainqueurs. Le butin est considérable et fait de lui l'homme le plus riche et le plus puissant de Médine.
De nombreux miracles sont attribués à Mahomet par le Coran ou les hadiths. Ainsi, lorsque les gens de La Mecque auraient demandé à Mahomet de faire un miracle, la lune se serait scindée en deux sous les yeux des Mecquois. Pour Hanne, ce miracle est une réinterprétation du VIIIe – Xe siècles d'un verset coranique qui était originellement une annonce du Jugement Dernier. De même, la pluie serait tombée par l'invocation de Mahomet à plusieurs reprises. Un épisode célèbre relate le tissage d'une toile d'araignée et l'installation d'un nid de pigeons devant l'entrée de la caverne dans laquelle Mahomet et ses compagnons s'étaient cachés des troupes mecquoises[réf. nécessaire].

### Chef de guerre et fondateur politique de l'Oumma
Fort de son nouveau pouvoir, Mahomet réorganise Yathrib où il est en même temps chef religieux, politique et militaire. Il s'appuie à la fois sur les deux tribus arabes et les trois tribus juives qui y vivent[réf. nécessaire].
Là, Mahomet se mue en chef unificateur d'un État théocratique monothéiste qui dépasse les divisions tribales traditionnelles, commençant par former une communauté unique entre les Muhâjirûn — les « Émigrants » mecquois — et les Ansâr — les « Auxiliaires » [du Prophète] convertis de Médine. Cette communauté supra-tribale réunie sous l'autorité de Mahomet se concrétise à travers un ensemble de documents, connu sous le nom de « Constitution de Médine » (en fait huit documents rédigés à des dates différentes), qui précise les droits et devoirs des différents groupes médinois, musulmans, juifs et polythéistes. Cette nouvelle communauté de nature religieuse — l’Oumma — est ouverte à chacun par la conversion, indépendamment de son origine tribale ou ethnique. L'Oumma initiale devait ainsi probablement inclure les trois tribus juives médinoises qui devaient participer à la défense de la ville.
Quelques Juifs, par conviction, reconnaissant en Mahomet le prophète tant attendu à l'instar du rabbin `Abdullah ibn Salam de la tribu des Banu Qaynuqa, ou par opportunisme, embrassent l'islam,. Si Mahomet semble avoir voulu gagner la reconnaissance, voire l'adhésion des tribus juives de Yathrib par l'adoption ou l'adaptation de certaines de leurs pratiques — jeûne, prière de midi, institution de l'Achoura, à l'imitation du Yom Kippour… —, les réticences de ces dernières poussent Mahomet à prendre ses distances avec le judaïsme. La rupture se marque, selon la tradition, vers 623, à la suite d'une vision de Mahomet qui invite les fidèles à ne plus prier vers Jérusalem mais désormais tournés vers La Mecque (changement de Qibla), marquant l'« arabisation » de l'islam. Le sanctuaire mecquois dont la fondation est attribuée à Abraham devient le centre spirituel de la nouvelle religion tandis que le Coran s'affirme comme la seule révélation authentique, le judaïsme et le christianisme n’ayant su, selon lui, conserver l'intégrité des Écritures.

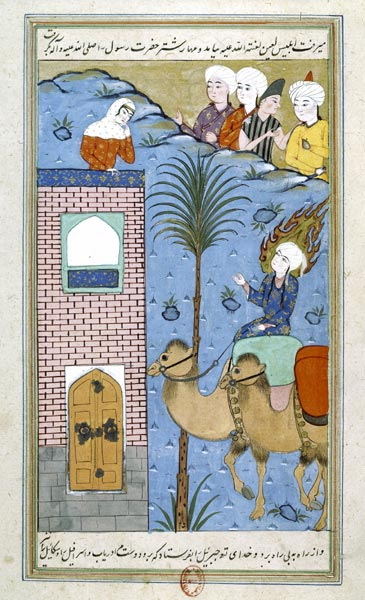
L'arrivée de Mahomet à la Mecque - miniature persane du XVIe siècle.

Pour René Marchand, cette prise en main de la communauté médinoise se traduit par une discipline sévère, des rituels (prières, ramadan) que tous les membres doivent respecter. Deux poètes qui se sont moqués de ses partisans sont assassinés. Ceux qui ne s'accordent pas avec les projets de Mahomet se retrouvent écartés et l'opposition interne à Médine, qui inquiète Mahomet, est matée : deux tribus juives sont chassées de la ville en 624 puis 625 et la troisième est décimée en avril 627.
Après la bataille de Badr, Mahomet définit une véritable doctrine de la guerre, du djihad. Il fixe notamment les règles pour la répartition du butin. Le mois de jeûne, Ramadan, est par la suite fixé au mois anniversaire où aurait commencé la révélation du Coran ou, selon une autre version, pour commémorer la bataille de Badr[réf. nécessaire].

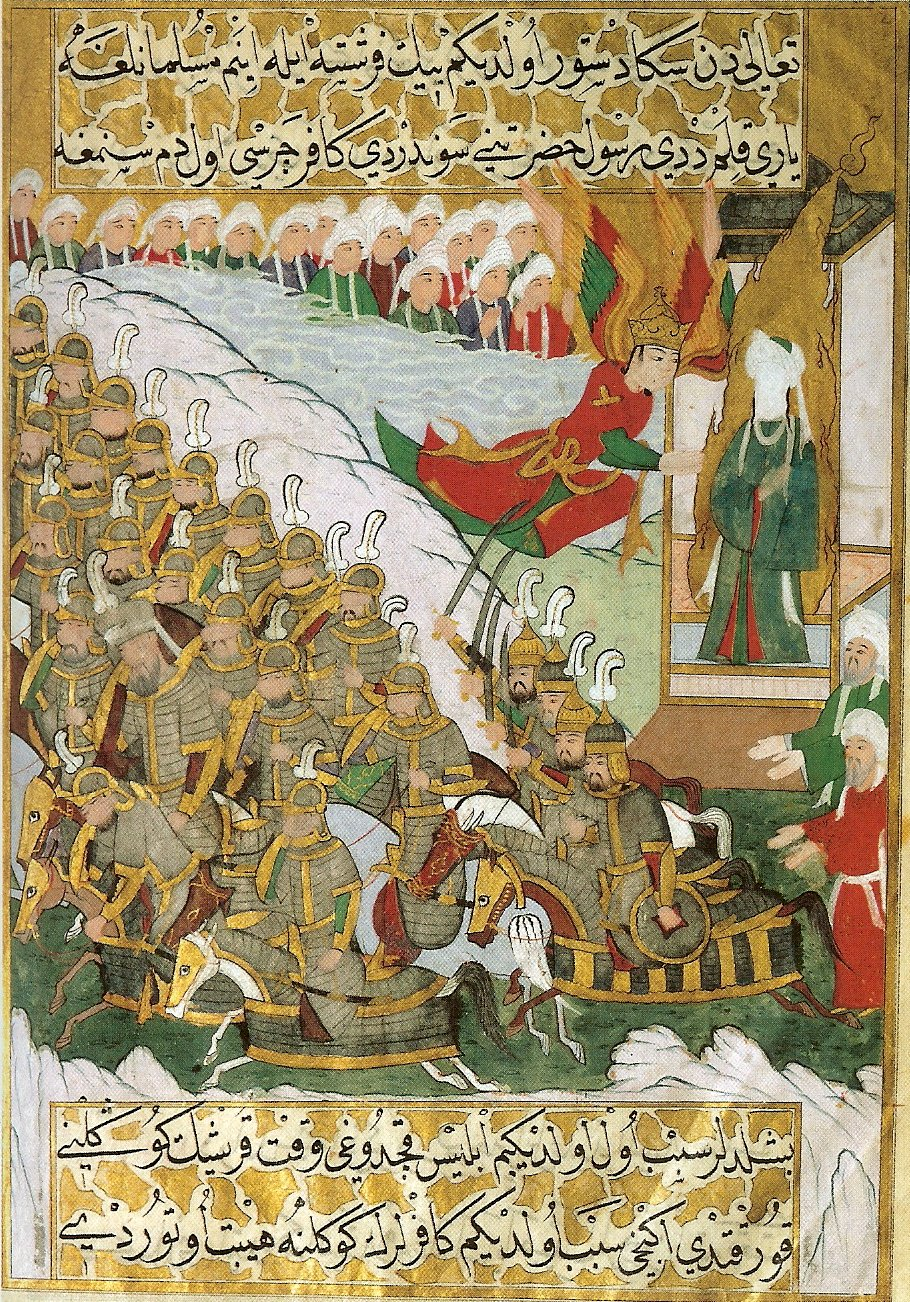
Mahomet à la bataille de Badr, Siyer-i Nebi, XIVe siècle.

Mahomet aurait participé à de nombreuses batailles après l'Hégire. Selon Hichem Djaït, l'un des motifs essentiels du combat de Mahomet contre les Quraychites étaient qu'ils fermaient l'accès de la ville sainte aux musulmans. Une des autres raisons avancées par l'historien est que pour faire triompher l'islam du vivant de Mahomet, il fallait user de la force guerrière, seule option valable pour réformer et convertir les Arabes qui ne comprenaient que les rapports de force à l'époque. En effet, la violence y était extrêmement forte à l'époque de l'Arabie préislamique étant donné qu’il n’y avait pas d’organisation étatique, à l’exception du Yémen. Par ailleurs, seuls les Muhajirun (en émigrant à Médine, ils avaient perdu tous leurs biens à la Mecque) participaient aux expéditions contre les caravanes avant Badr. Pour Asma Hilali, les batailles de Mahomet s'inscrivent dans la continuité des razzias préislamiques, expéditions menées pour piller les adversaires pour « des raisons matérielles ou d'autorité tribale » avant de prendre une tournure religieuse.
Les Mecquois prennent leur revanche lors de la bataille de Uhud, en l'an 625. Supportant mal la mainmise des musulmans sur Médine, certains notables juifs, à l'instar de Salam ibn Abi Al-Haqiq, auraient profité de cette défaite pour se rendre à la Mecque et inciter les Mecquois à revenir à la charge. Afin d'en finir avec la menace que constituait à leurs yeux ce nouvel état, les Mecquois forment une coalition regroupant plusieurs tribus arabes dont Gatafan, Banu Sulaym, Banu Asad, Fazarah et Ashja.
En l'an 627, lors de la bataille de la Tranchée, une armée de dix mille soldats marche sur Médine ; les défenseurs se retranchent derrière un fossé creusé sur la proposition du compagnon de Mahomet, le Persan Salman Al-Farisi. La ville ne doit son salut qu'à ce fossé creusé pour en défendre une partie non protégée, ouvrage qui donne son nom à l'épisode. Le siège de la ville s'installe dans la durée. Quelques escarmouches opposent les deux parties. Selon la tradition, la diplomatie mecquoise a tenté secrètement et a réussi à soudoyer la tribu juive des Banu Qurayza qui avait la charge d'une partie du front. Mahomet envoie quatre émissaires aux Banu Qurayza pour s'assurer de la réalité de leur soutien, mais les émissaires sont mal reçus et constatent la défection des Banu Qurayza. Exténués par le siège et les intempéries, les coalisés décident de lever le siège laissant les Banu Qurayza à leur sort. Après un siège de 25 jours, ces derniers sont soumis au jugement de leur allié de jadis, Sa'd ibn Mu'adh : Mahomet fait exécuter devant la population convoquée tous les mâles (entre 600 et 900 individus) de la tribu juive, leurs biens confisqués et leurs femmes et enfants sont vendus comme esclaves. Pour Hichem Djaït, ce nombre serait d'une centaine (estimation du nombre total des combattants pour 500 à 600 habitants au total) et non 600 à 900 tués. Par ailleurs, seuls les noms des chefs sont cités. Concernant les exécutants, non seulement la Sîra se contredit mais certaines traditions rapportent que seuls Ali et Zubayr exécutèrent les condamnés, ce qui est peu vraisemblable. L'opposition des munâfiqun — « hypocrites » —, les convertis qui marquent une certaine distance critique avec Mahomet, est elle aussi momentanément jugulée. Ce dernier peut alors se consacrer à la préparation de son retour à La Mecque[réf. nécessaire].
En 628, Mahomet part en pèlerinage à La Mecque à la tête d'un convoi de 1 400 pèlerins et multiplie les signes de ses intentions pacifiques. Les Mecquois leur refusent l'accès au sanctuaire, mais concluent avec les musulmans la trêve dite d'Al-Hudaybiyya. Cette islamisation du rite païen garantit la perpétuation des pèlerinages et leurs retombées économiques à La Mecque, levant les préventions des élites mecquoises des Quraysh, dont plusieurs notables comme Khâlid ibn al-Walîd ou ‘Amr ibn al-‘As se rallient à Mahomet. Prévue pour durer dix ans, elle permit dans les deux premières années de plus que doubler le nombre de musulmans.
En l'an 630 (8 de l'hégire), la trêve est rompue lorsqu’une tribu alliée de La Mecque agresse une tribu alliée de Médine. Mahomet marche secrètement sur La Mecque à la tête de dix mille soldats. Aux portes de la ville, il garantit la sécurité de toute personne non combattante et déclare une amnistie générale. La Mecque se rend alors sans opposition. La plupart des habitants se convertissent à l'islam et la Kaaba, débarrassée de ses idoles, conserve sa place éminente dans la culture arabe en voie d'islamisation.
Mahomet a accompli trois fois le rituel du pèlerinage. Deux fois avant sa fuite et une fois lorsqu'il était à Médine. Le dernier pèlerinage s'appelle Hadjetou el Wadâ (« le pèlerinage de l'adieu » ou « de la perfection »). Mahomet a fait quatre fois la visite de l'Accomplissement[pas clair].
Établi à Médine, Mahomet poursuit l'élaboration de son réseau d'influence : plusieurs expéditions assurent la domination au nord de la Péninsule, notamment à Khaybar, dans l'actuelle Arabie saoudite, une riche cité juive. Il assure la « protection » des habitants exigeant de leur part une taxe au profit des musulmans. Ainsi naît notamment la djizîa, l'impôt annuel collecté sur les hommes pubères non musulmans (dhimmis). Les autres villes juives d'Arabie tombent rapidement et sont soumises au même statut. Mahomet, qui domine alors une bonne partie de l'Arabie, semble s'engager dans des relations diplomatiques avec les souverains des empires voisins de l'Arabie mais également dans des entreprises à visées expansionnistes, ainsi que paraît en attester une expédition avortée contre la Syrie byzantine. La raison donnée pour cette expédition était le meurtre d'un émissaire de Mahomet par les Ghassanides.

À partir de l'hégire, il aura fallu neuf ans pour que de nombreuses tribus se rallient à Mahomet (sans pour autant toutes se convertir). Mahomet ordonne l'arrêt des razzias entre tribus arabes déclarant lors de son Sermon d'Adieu, seul grand pèlerinage qu'il fit, en l'an 632 : « Le musulman est intégralement sacré pour le musulman, son sang est sacré, ses biens sont sacrés, son honneur est sacré ». L'unification de la péninsule arabe sous la bannière de l'islam n'est pas de nature à laisser ses puissants voisins indifférents. Mahomet décide donc d'envoyer ses ambassadeurs en Égypte, en Perse et à Byzance, entre autres destinations, pour transmettre son message[réf. nécessaire]. 

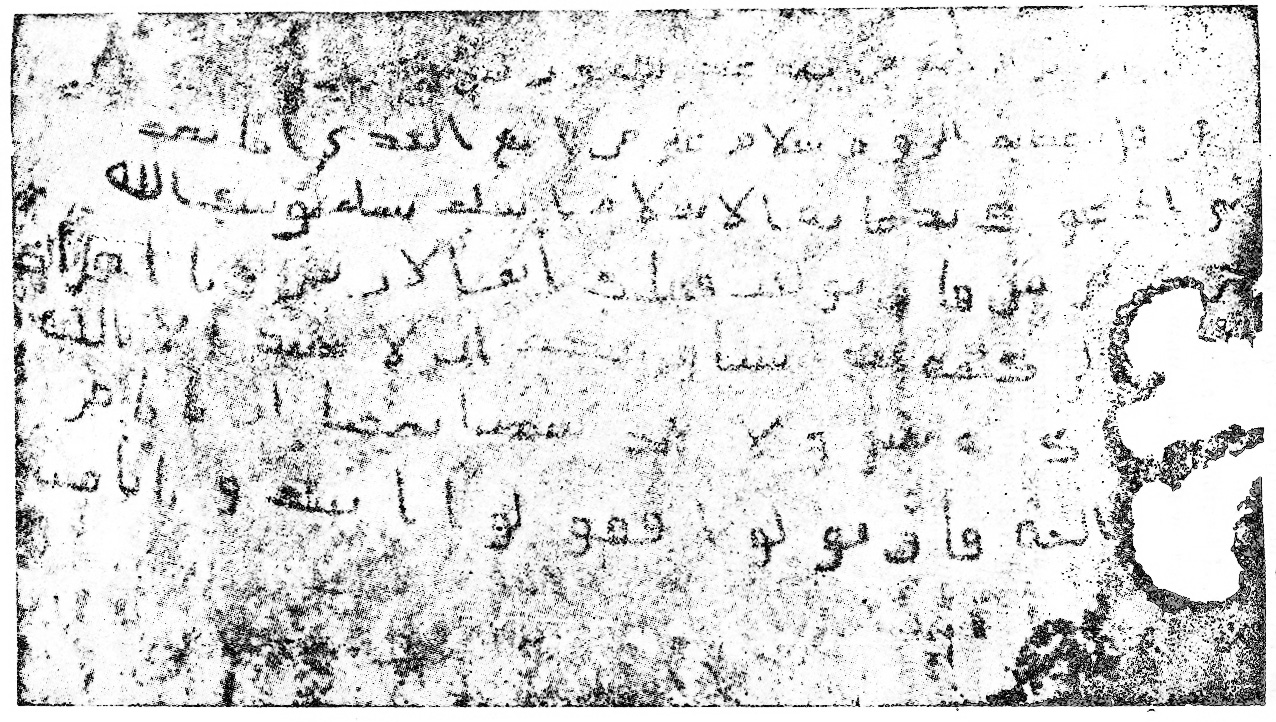
Prétendue lettre envoyée à Héraclius, l'empereur byzantin.

Selon la tradition transmise par les historiens musulmans, Mahomet aurait envoyé huit ambassadeurs vers huit rois ou gouverneurs, pour les appeler à l'islam. Cette tradition est aujourd'hui remise en cause par des chercheurs. Il s'agirait du gouverneur des Coptes en Égypte, Muqawqas, du gouverneur de Syrie, Harith, du prince d’Oman, Djafar ben Djolonda, du prince du Yémen, Haudsa, du gouverneur de Bahreïn, Al Ala ben al Hadhrami, du Négus ou roi d'Abyssinie, de l'empereur byzantin, Héraclius, du roi de Perse, Khosro II. La lettre de Mahomet remise par les ambassadeurs aurait contenu : « Au nom d'Allah clément et miséricordieux. Dis : Ô humain, je suis l'apôtre d'Allah, envoyé vers vous tous, de celui qui possède les cieux et la terre. Il n'y a pas de dieu en dehors de Lui, qui donne la vie et fait mourir […] ». La lettre finissait par « Salut à celui qui suit la droite voie. Mets-toi à l’abri du châtiment de Dieu si tu ne le fais pas, eh bien, moi je t'ai fait parvenir ce message ! ».

### Mort de Mahomet

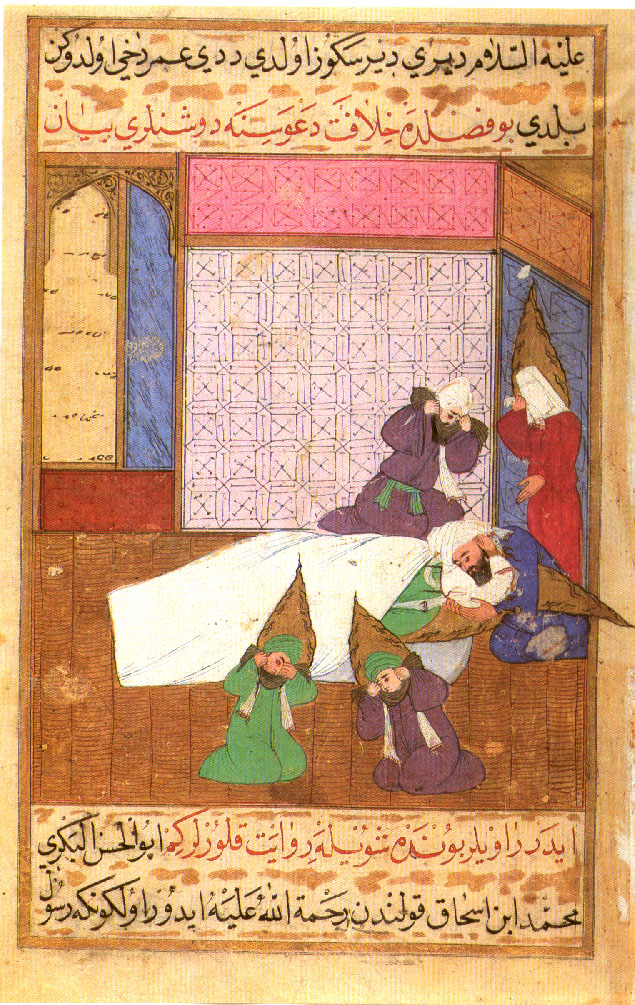
Mort de Mahomet, peinture du Siyar-i Nabi, Istanbul, 1595.

À la fin de sa vie, Mahomet connaît une période d’abattement psychologique à la suite, en partie, de plusieurs défaites, de tentatives d’assassinat et de la mort de son fils. Après avoir réorganisé l'administration et assis l'influence de l'islam à La Mecque, il retourne à Médine, où il meurt après une courte maladie le 8 juin 632 âgé de soixante-trois ans selon la tradition musulmane. D'autres traditions parlent du 28 mai. Selon une tradition chiite, il serait mort pendant qu'il respirait une pomme donnée par Azraël, l'ange de la mort, sur le modèle des légendes juives liées à la mort de Moïse. Selon la tradition musulmane, il est enterré à Médine dans sa maison-mosquée qui devient un lieu de pèlerinage où sont aussi enterrés ses deux successeurs Abû Bakr et 'Umar ibn al-Khattâb.
Les recherches menées par Hela Ouardi mettent en lumière la multiplicité des traditions musulmanes liées à la mort de Mahomet. Selon certaines, il serait mort d'une courte maladie, peut-être une pleurésie, pour d'autres, il serait mort empoisonné par une juive de Khaybar. Néanmoins, elle explique que « son histoire a été « écrite » pour les besoins d'une légitimation du pouvoir » et certaines sources permettent de supposer une mort dans la région de Gaza après 634. Son corps aurait alors été abandonné trois jours montrant ainsi le refus de sa mort — certains croyant une fin du monde imminente — et pour des raisons politiques, afin de permettre la prise du pouvoir par Abû Bakr.
Avec la prise de Khaïbar en 628, le prophète Mahomet était devenu l'homme le plus riche du Hijaz et pourtant à sa mort, il ne laissa rien comme héritage ; il ne possédait au moment de sa mort qu’une tunique, un pagne de tissu grossier et avait gagé son armure contre un gallon d’orge chez un Juif[réf. nécessaire]. Il ne donna aucune instruction concernant sa succession et selon certaines sources sunnites et chiites, il en aurait été volontairement empêché entre autres par Abû Bakr et 'Umar,. Selon la tradition chiite, il aurait, avant de mourir, désigné Ali comme héritier et premier calife. Par la suite, ses disciples continueront de se transmettre oralement et sous forme d'écrits les sourates, avant qu'elles ne soient rassemblées définitivement, selon la tradition, en un seul livre, le Coran, par le troisième calife Uthman moins de vingt ans après la disparition de Mahomet.
Au départ de la péninsule arabique et en moins d'un siècle, l'action politique de Mahomet conjuguée à la mission prophétique dont il s'est senti investi va affecter une grande partie du monde connu, de l'Atlantique aux confins de l'Asie, et modifier durablement les équilibres religieux, culturels et politiques de l'humanité.

## Vie maritale et familiale

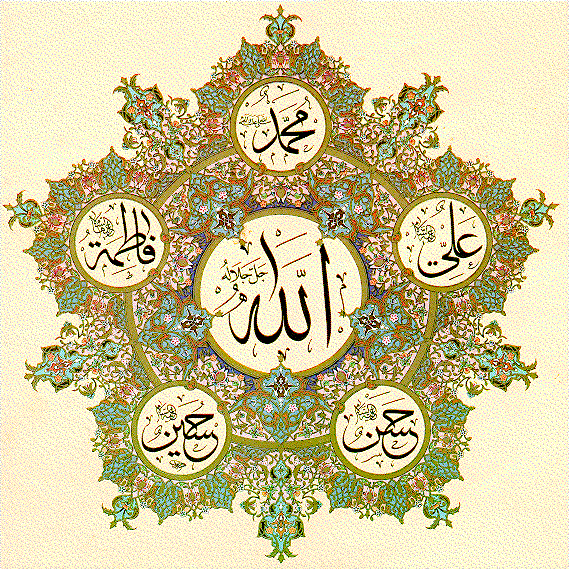
Ahl al-Bayt (proches de Mahomet) : Allah au centre, entouré des noms également calligraphiés de Mahomet, Ali, Fatima, Hassan et Hussayn.

La famille de Mahomet possède un statut particulier pour les musulmans et en particulier pour les chiites. Ce respect possède des origines coraniques puisque le Coran ordonne, à plusieurs reprises, la justice ou la bonté envers ceux qu'unissent les liens du sang. (Coran 16.90 ; 17.26…). Déjà, les familles des prophètes bibliques tiennent une place importante, généralement de protecteurs ou d'héritiers spirituels, dans les récits coraniques. Selon Amir-Moezzi, « Cette place éminente accordée aux proches parents des prophètes antérieurs à l'islam ne pouvait rester sans parallèle avec la famille proche de Mahomet. Pourtant, contrairement aux autres prophètes les références à la famille du Prophète restent allusives, vagues, parfois même ambiguës ». Les commentateurs utilisent la sourate 3, al-Imran (v.61) pour distinguer certains membres de la famille (en particulier sa fille Fatima, son gendre Ali et les deux fils d'Ali). La sourate 33, al-Ahzab, présente la pureté de la famille de Mahomet, nommée « famille de la demeure », expression qui évoque la Beth David, maison de David, ou la Sainte Famille chrétienne. Toutefois, certains chercheurs (Wilfred Madelung, Tilman Nagel…) pensent que cette expression coranique ne désigne pas la famille de Mahomet.
De nombreux récits se sont développés sur la famille de Mahomet. Pour Guillaume Dye, « Il me semble à peu près impossible de retrouver la réalité historique derrière tous ces récits, mais l’idée traditionnelle selon laquelle le Prophète aurait eu sept enfants (un chiffre qui n’est pas anodin dans la culture biblique) ne paraît pas être une information historique. » Par exemple, pour l'auteur, Maria la Copte/Maria al-Qibtiyya est une fiction littéraire.

### Épouses de Mahomet
Mahomet aurait eu onze, treize ou quinze femmes. Les sunnites les appellent les mères des croyants (en arabe : Ummahāt al-Muʾminīn), en signe de précellence sur les autres femmes musulmanes, d'après le verset du Coran suivant (33:6) : « Le Prophète a plus de droit sur les croyants qu’ils n’en ont sur eux-mêmes ; et ses épouses sont leurs mères ». Elles servent de modèles aux musulmanes. Elles sont Khadija bint Khuwaylid, Zaynab bint Khouzayma, Aïcha bint Abi Bakr, Hafsa bint Omar, Umm Salama, Juwayriya bint al-Harith, Zaynab bint Jahsh, Umm Habiba, Maymouna bint al-Harith, Safiya bint Houyay, Rayhana bint Zayd, Maria al-Qibtiyya… La sourate 33 semble mettre en place une hiérarchie entre ces épouses même si les commentateurs ne sont pas unanimes sur sa compréhension.
Khadija est la première femme de Mahomet. Riche veuve possédant un commerce, elle épouse Mahomet, alors son employé. Ils ont sept enfants. Elle est connue par la tradition comme étant la première à croire aux révélations faites à Mahomet. Elle meurt trois ans avant l'Hégire. Peu de temps après la mort de Khadija (619), Mahomet épouse Sawda bint Zama (555-644) déjà âgée de 65 ans et donc de quinze ans son aînée.[réf. nécessaire]

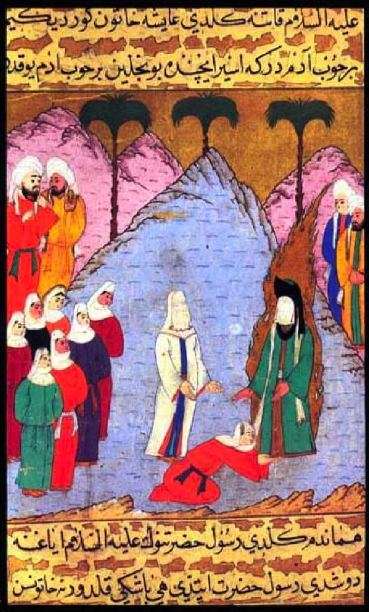
Mahomet et sa femme Aïcha libérant la fille d'un chef de tribu, Siyer-i Nebi. XIVe siècle.

Pratique conforme aux normes et aux valeurs de l'Arabie de l'époque,, âgé de 53 ans, il épouse la jeune Aïcha (605/610-678) fille d'Abu Bakr. L'âge d'Aïcha lors de son mariage est depuis plusieurs années sujet à débat. Ainsi le consensus traditionnel indiquant l'âge du mariage d'Aïcha à 6 ans suivi de sa consommation à 9 ans est aujourd'hui controversé pour des raisons d'incohérences chronologiques multiples, sachant qu'aux VIe et VIIe siècles, les habitants de la péninsule arabique n'avaient pas l'usage d'un calendrier qui pût fournir des dates clairement référencées,. Il existait cependant un calendrier luni-solaire qui comportait des mois lunaires synchronisés avec le cycle solaire par l'intercalation d'un treizième mois, nommé nasīʾ, le différé. Plusieurs hadiths, considérés authentiques par nombre d'oulémas et rapporté tant par Muslim que par Boukhari appuient la thèse d'un mariage à 6 ans. D’après Sunan an-Nasa'i 3378, Aïsha déclara elle-même que « Le messager d’Allah m’épousa alors que j’avais 6 ans, et consomma le mariage quand j’en eu 9, et je jouais alors avec des poupées ». L'historien Maxime Rodinson fait partie de ceux qui émettent une certaine réserve au sujet de ces hadiths.
À partir de 625 et conséquemment aux batailles menées contre les Mecquois, Mahomet conclut une série de mariages auprès de plusieurs femmes devenues veuves sinon proposées en gage d'alliance inter-tribale. Ainsi en est-il de Hafsa bint Omar (602-667) en 625, de Zaynab bint Khouzayma (597-627), de Hind bint Abi Umayya (580-680) en 627, de Rayhana bint Zayd (?-632) issue de la tribu juive des Banu Nadir en 627, de Zaynab bint Jahsh (597-641) en 627, de Juwayriya bint al-Harith (608-673) en 628, et de Safiyya bint Huyeiy Ibn Akhtab (610-670) également issue de la tribu juive des Banu Nadir, en 629. Le traité de paix enfin contracté entre Mecquois et Médinois (628) contiendra encore une nouvelle promesse de mariage pour Mahomet en la personne de Ramla bint Abi Sufyan (589-666). Dans la même logique d'alliance politique, il acceptera d'épouser Maria bint Sham'ûn (?-637) en 629, une chrétienne d'Égypte que le gouverneur byzantin Al-Muqawqis (en) lui présenta et que l'on surnommera plus tard Maria la Copte. La même année, il se lie à Safiya bint Houyay (610-670), également issue de la tribu juive des Banu Nadir, avant d'accepter la demande en mariage de Maymouna bint al-Harith (594-674), en dernières noces (630), soit vers 60 ans[réf. nécessaire].
Le mariage avec Zaynab bint Jahsh est particulièrement évoqué par le texte coranique, épouse divorcée du fils adoptif de Mahomet, soit sa bru. Une révélation coranique permet à Mahomet d'acter la séparation avec son époux puis de l'épouser. À la suite de cet épisode, le droit lié aux adoptions évolue et les adoptés doivent porter le nom de leur père naturel. Pour les commentateurs, cela permet de souligner que des fils adoptifs ne sont pas des « vrais fils ».
À la fin de sa vie, Mahomet aurait eu neuf femmes. Selon le Coran,, ce statut spécial de Mahomet lui autorisant d'avoir plus de quatre épouses lui aurait été révélé par l'archange Gabriel : « Ô prophète ! il t'est permis d'épouser les femmes que tu auras dotées, les captives que Dieu a fait tomber entre tes mains, les filles de tes oncles et de tes tantes maternels et paternels qui ont pris la fuite avec toi, et toute femme fidèle qui aura donné son âme au prophète, si le prophète veut l'épouser. C'est une prérogative que nous t'accordons sur les autres croyants ». « Nous connaissons les lois du mariage que nous avons établies pour les croyants. Ne crains point de te rendre coupable en usant de tes droits. Dieu est indulgent et miséricordieux. » (sourate al Ahzab, versets 49-51).
La plupart de ses unions avaient un caractère politique et accompagnaient le ralliement de tel notable ou tel clan. Au Moyen Âge, la polygamie est fréquente en Arabie, Mahomet la limite à quatre épouses[réf. nécessaire]. À part Aycha, toutes les autres épouses de Mahomet étaient veuves, pour certaines plusieurs fois. Les mariages sont tous liés à un intérêt diplomatique comme le veut la tradition arabe de l'époque. Chaque mariage établissait un lien de sympathie avec la tribu de la mariée,[réf. nécessaire].

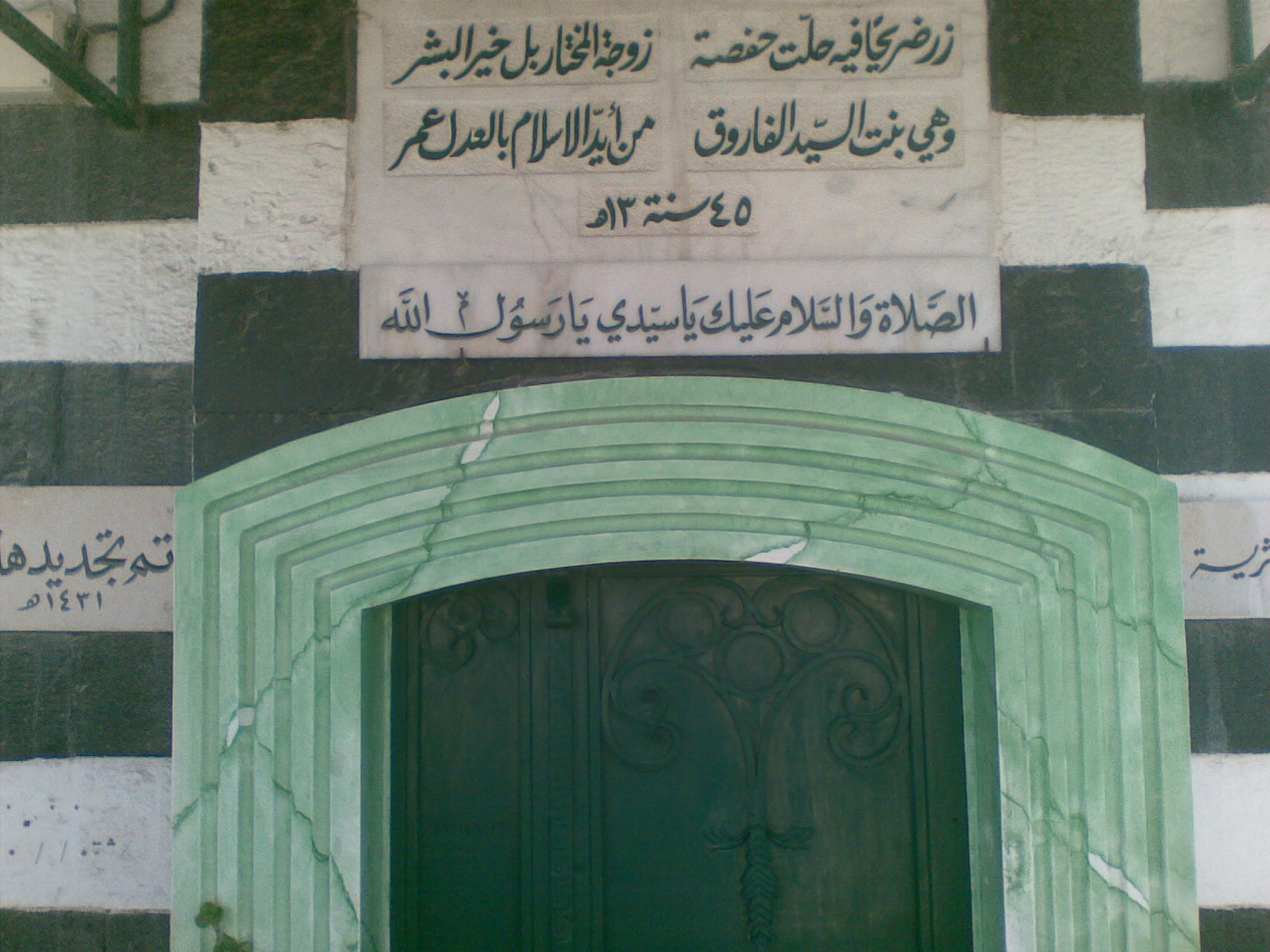
Tombeau de Hafsa bint Omar.
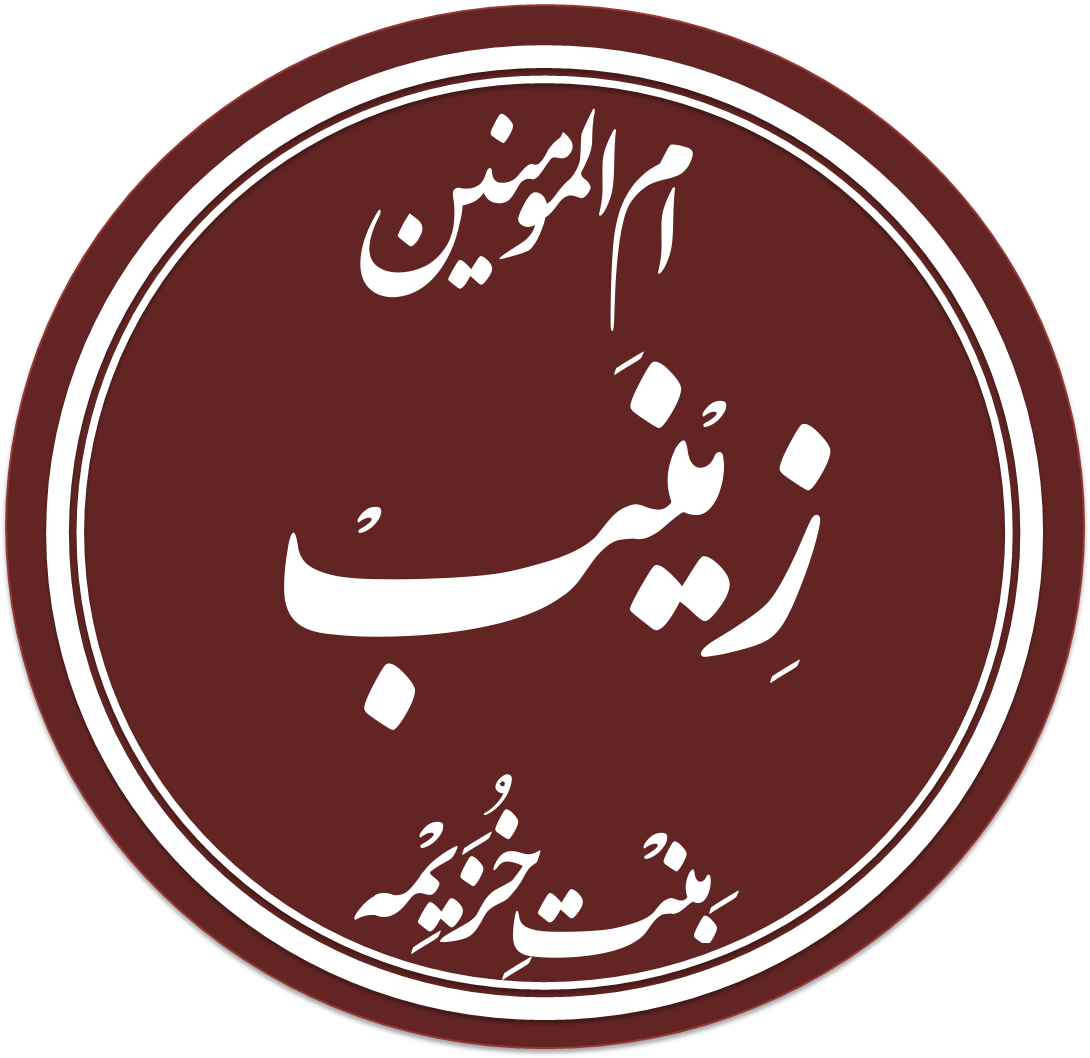
Zaynab bint Khouzayma.
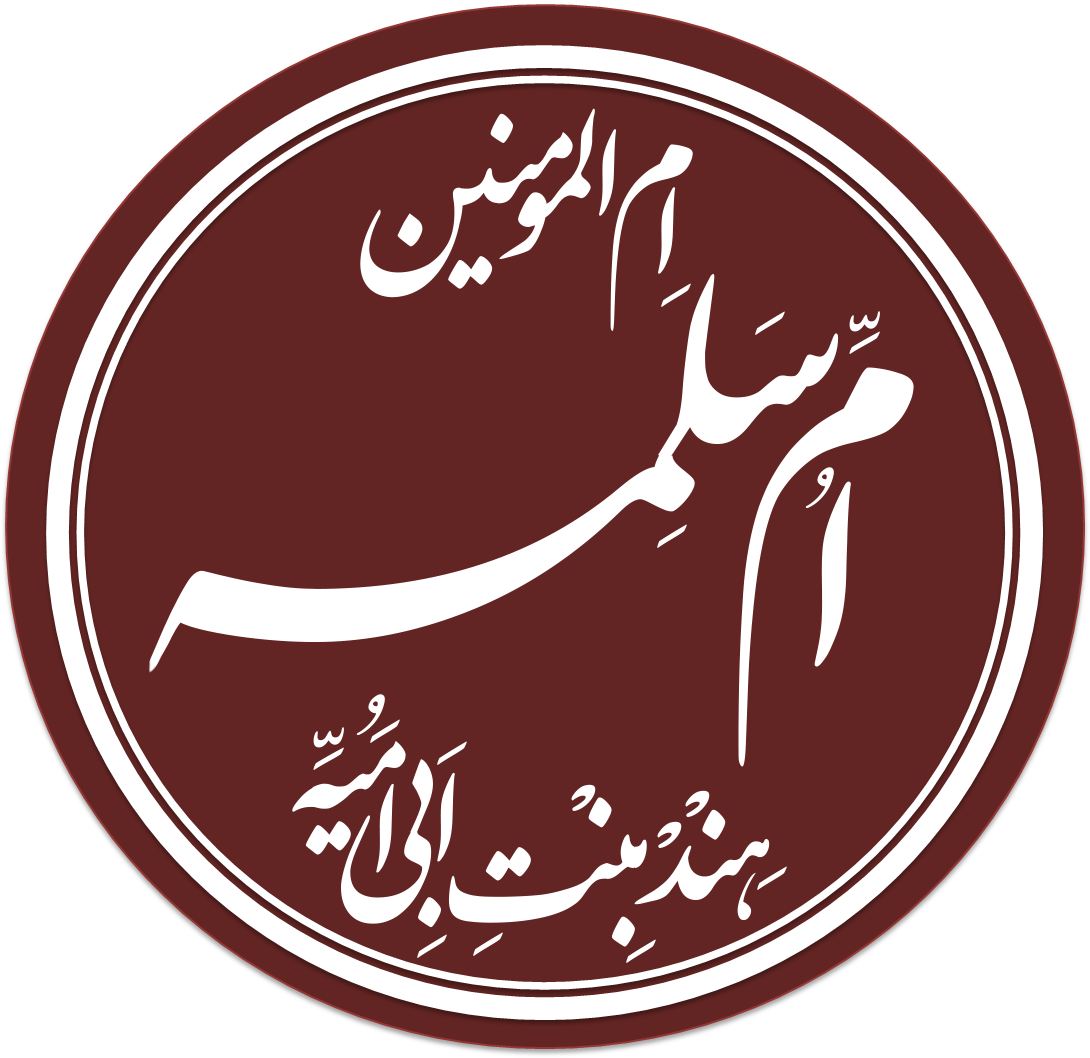
Hind bint Abi Umayya.
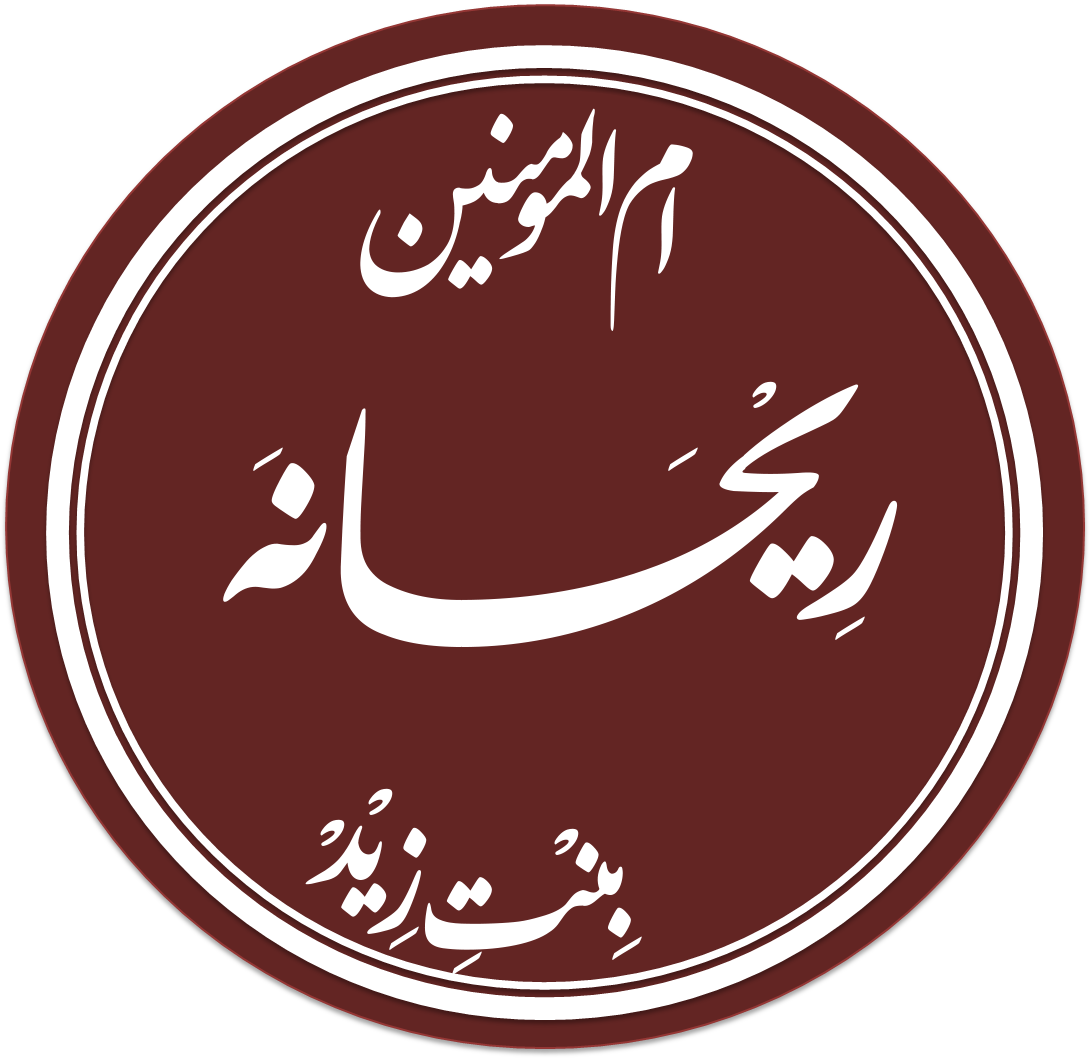
Rayhana bint Zayd.
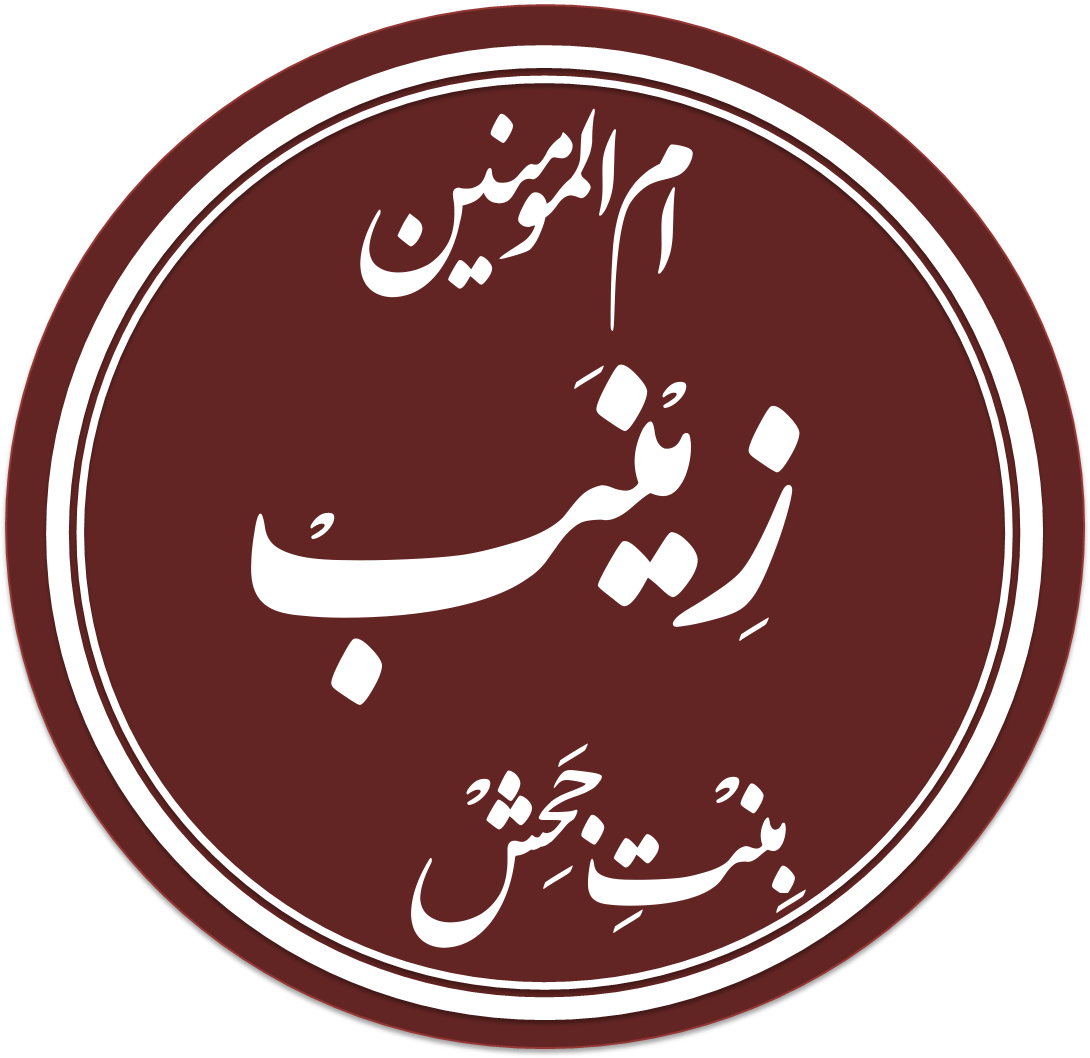
Zaynab bint Jahsh.
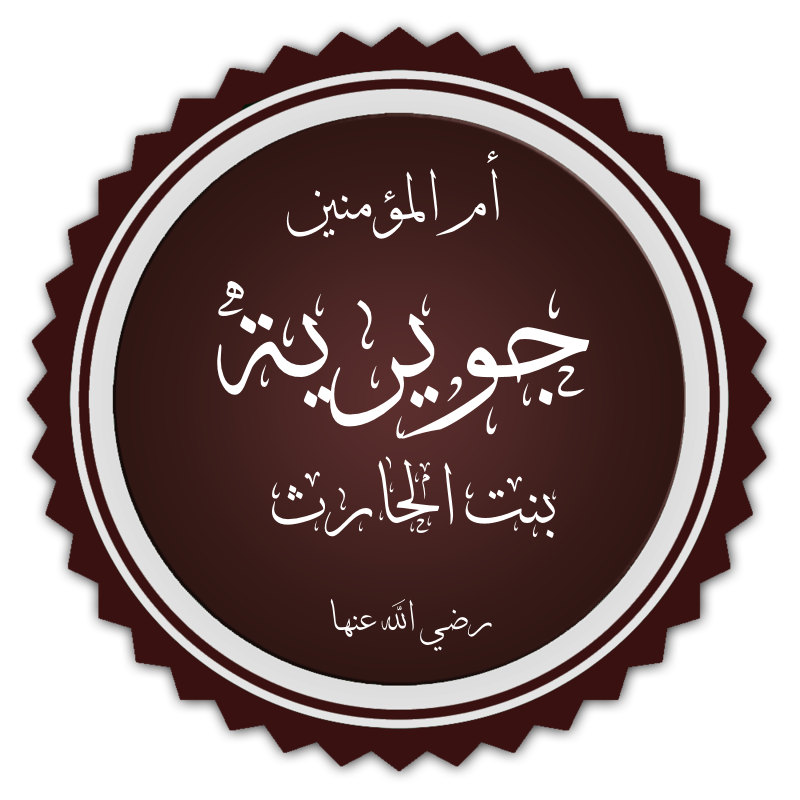
Juwayriya bint al-Harith.
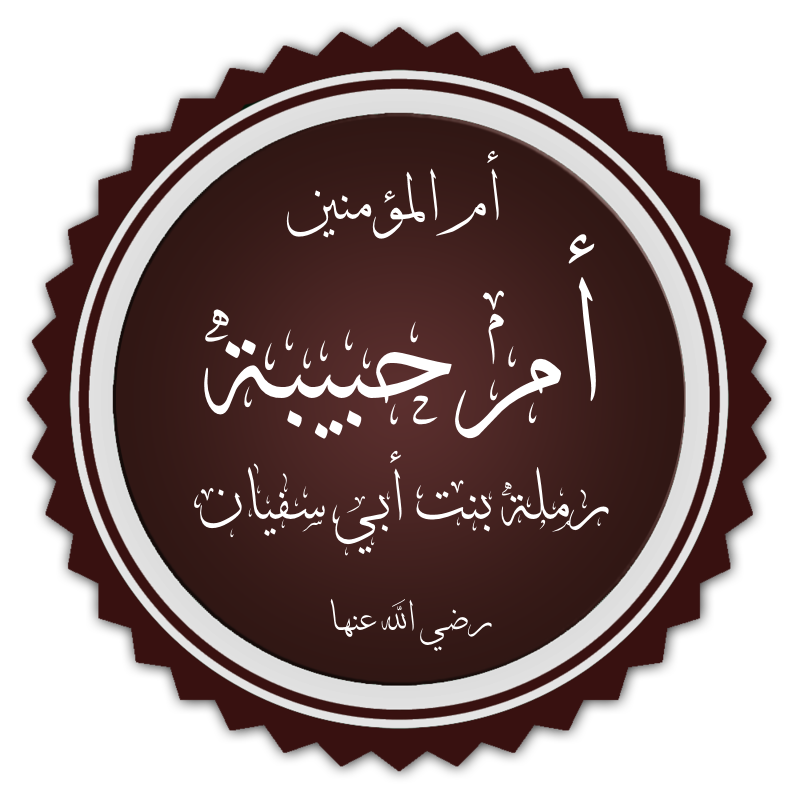
Umm Habiba - Ramla bint Abi Sufyan.
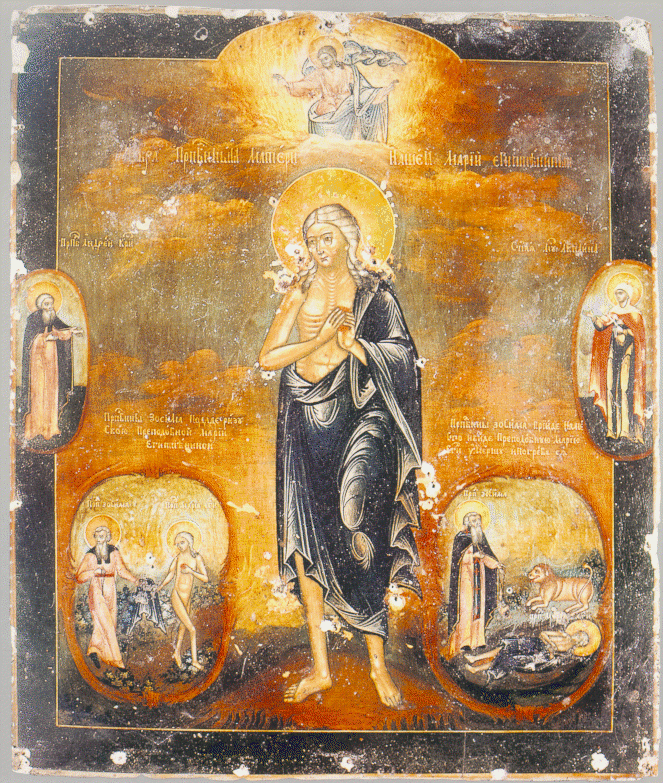
Représentation orthodoxe de Marie d'Égypte.
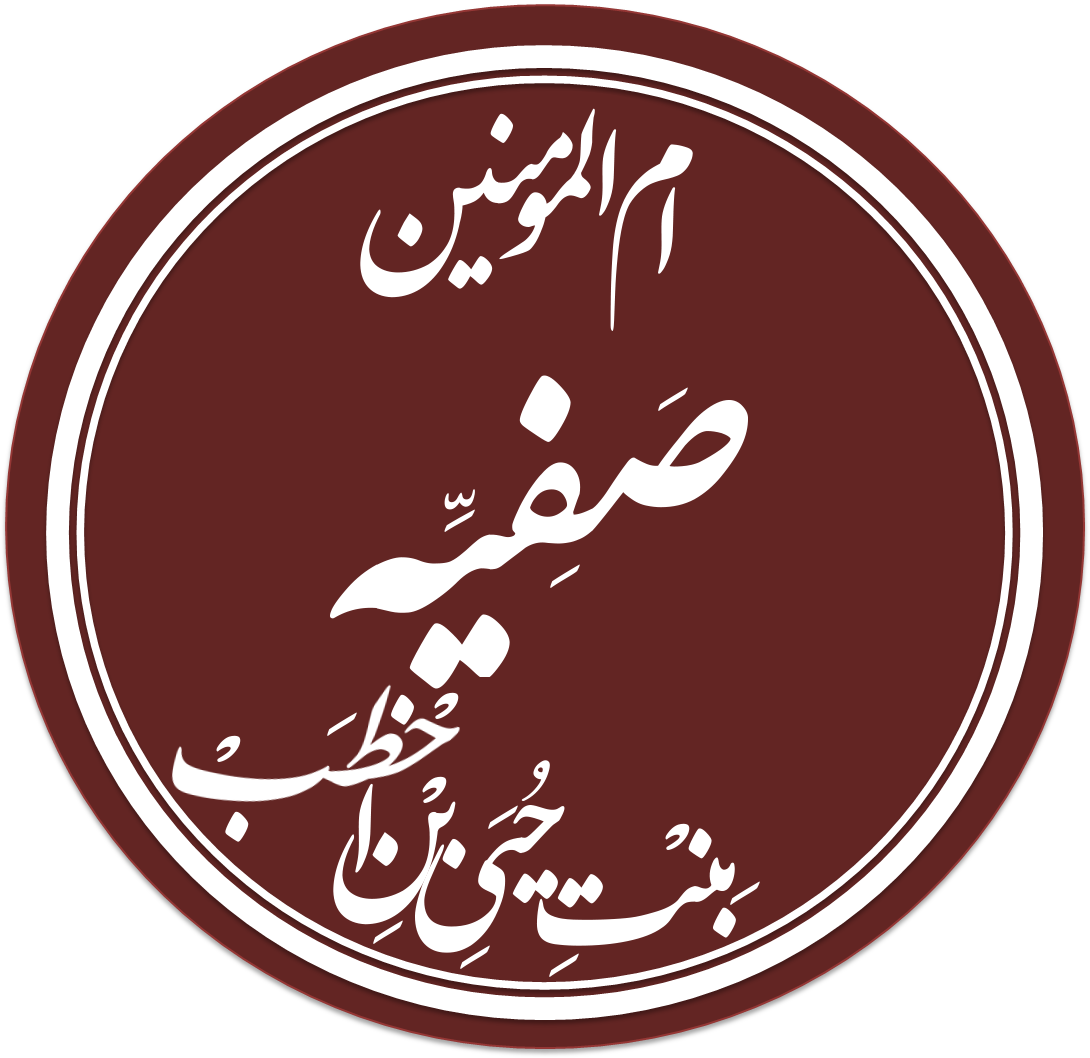
Safiya bint Houyay.
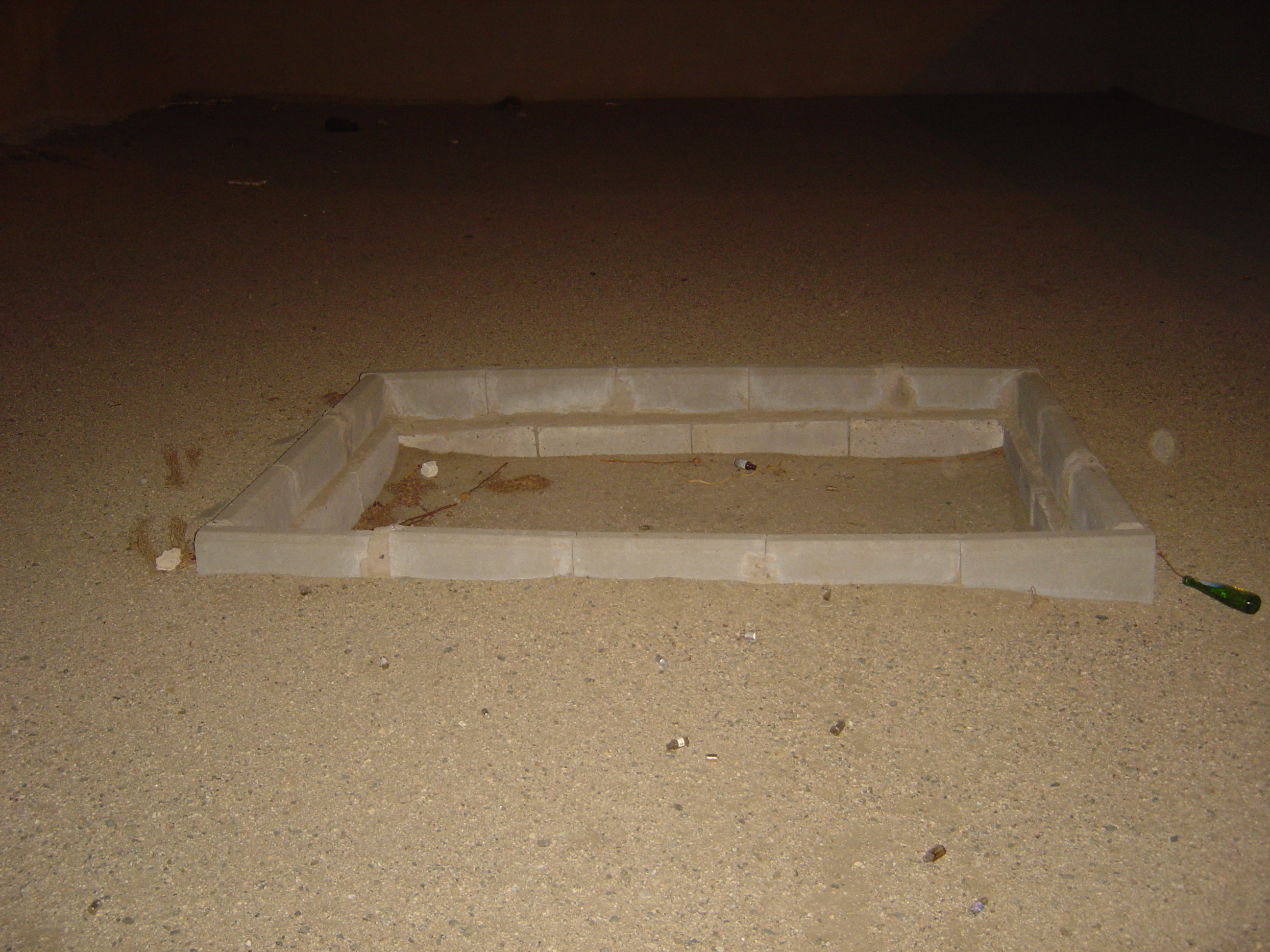
Tombe de Maymouna bint al-Harith.

### Ses descendants
Après la mort de Mahomet, de nombreux musulmans se réclament de sa descendance. Cette appartenance possède une importante dimension politique. Les Omeyyades prirent le titre de « famille de la demeure ». Les abbassides se rattachèrent à Mahomet par son oncle, en contradiction avec les exégèses anciennes.

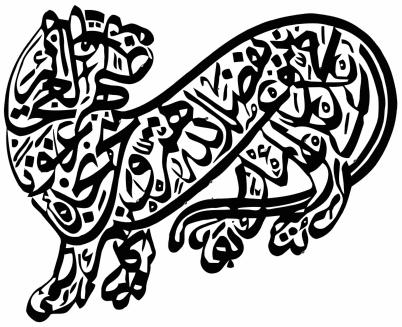
Calligraphie chiite symbolisant Ali comme le Tigre d'Allah.

Les Alides, devenus plus tard les chiites, insistèrent sur le lien entre Mahomet et son gendre Ali. Constatant la prolixité du Coran sur les familles des prophètes, ils considéraient qu'il était impossible que le Coran n'évoque pas davantage la famille de Mahomet. Sur ce constat repose l'accusation de falsification portée par les chiites contre la version officielle du Coran. Les sources chiites anciennes contiennent de nombreuses citations de ce Coran chiite et absentes de la version officielle. Elles évoquent Ali, Fatima et la famille de Mahomet.
Les descendants de Mahomet sont qualifiés de chérif, littéralement « noble » ou sayyid « seigneur ». Leur lignée remonterait à Mahomet par l'intermédiaire d'al-Hasan ou d'Al-Husayn, les enfants de Ali ibn Abi Talib et de Fatima Az-Zahra, la fille de Mahomet[réf. nécessaire].
Ces considérations généalogiques peuvent revêtir, aujourd'hui encore, une dimension politique importante lorsque certaines familles régnantes la font valoir pour asseoir leur légitimité, à l'instar des Hachémites en Jordanie et de la famille royale du Maroc, les Alaouites.[réf. nécessaire] En Occident, être ou se réclamer de la descendance de Mahomet est plus anecdotique. Néanmoins, à la suite de la conquête de l'Espagne au VIIIe siècle, plusieurs dynasties espagnoles comptent Mahomet dans leur ascendance[réf. nécessaire].

## Aspects de la psychologie de Mahomet

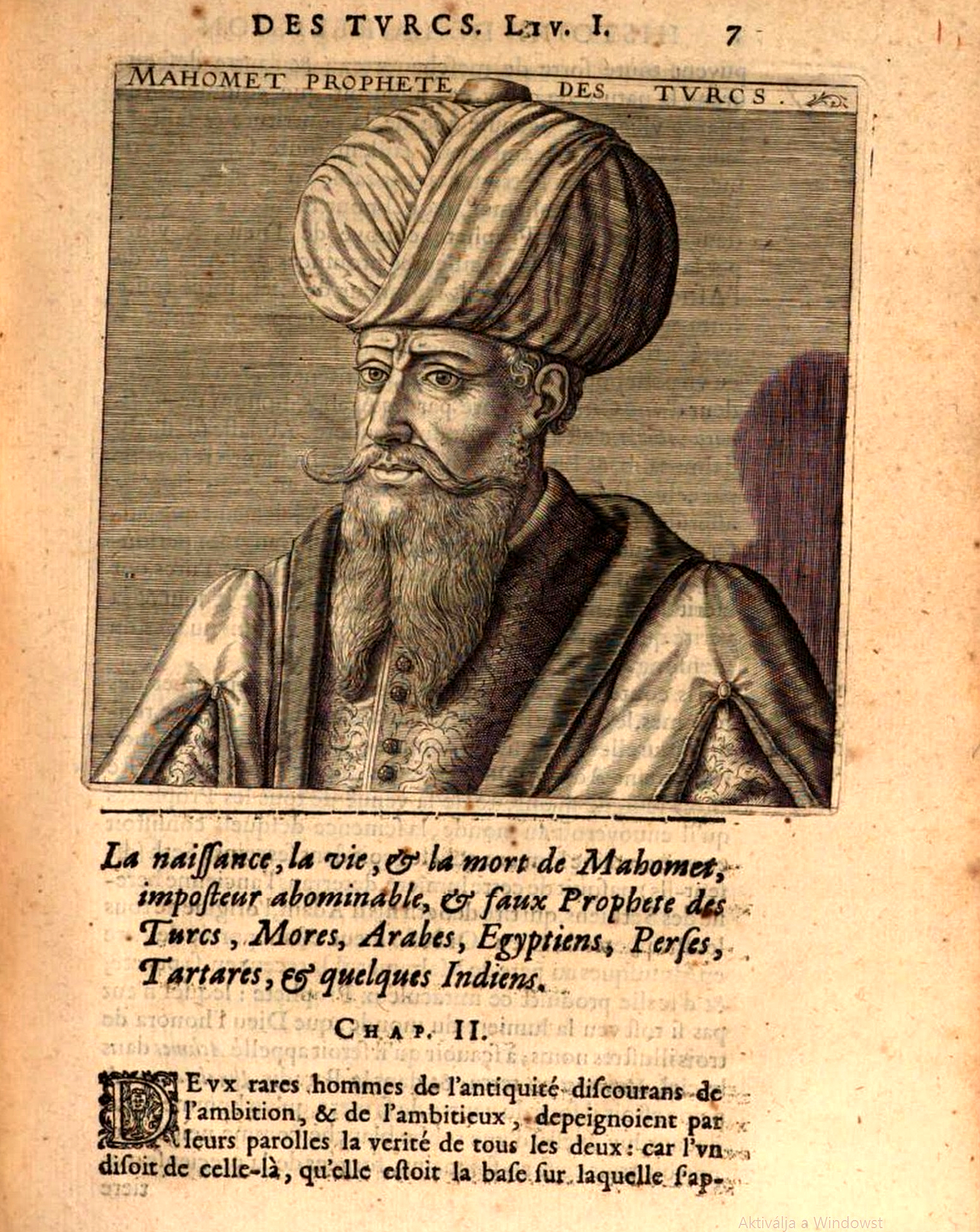
Portrait de Mahomet, tiré de lHistoire générale de la religion des Turcs de Michel Baudier. Paris (1625).

Des spécialistes de disciplines variées se sont penchés sur la psychologie de Mahomet. Deux éléments sont souvent retenus pour la caractériser. Des sources indiquent qu'il aurait été orphelin à six ans. Par ailleurs, à 25 ans il épouse Khadidja sans avoir d’autre femme. Ce n'est que deux ans après la mort de Khadidja qu’il se remarie, cette fois en ayant plusieurs épouses.
L’historien Maxime Rodinson écrit que « Mahomet donne l'impression d'un homme sage, équilibré ». Il constate que malgré cela, Mahomet a un tempérament inquiet, nerveux, causé selon lui par son incapacité à obtenir une descendance mâle, source d’infamie à l'époque. Cette inquiétude est peut-être nourrie aussi par sa grande ambition. Il interprète l’épisode où, à 6 ans, Mahomet a, selon la tradition, le cœur ouvert par des anges, comme le signe d'une constitution pathologique qu’il rapproche des poètes arabes préislamiques, les kohânn, qui pouvaient avoir des visions et expliquaient les songes. Maxime Rodinson rapproche la figure de Mahomet de celle des grands mystiques.
Malek Bennabi réfute la thèse de la schizophrénie. Il compare le prophétisme de Mahomet à celui de Jonas ou de Jérémie, à l’aide de la phénoménologie. La description des moments où Mahomet recevait une révélation a amené de nombreux commentateurs à évoquer l’épilepsie. Cependant, Bennabi affirme que toutes les caractéristiques de l’épilepsie ne se retrouvent pas, et que par ailleurs, Mahomet conservait l’usage de sa mémoire, ce qui va à l’encontre de ce diagnostic.

## Noms et titres de Mahomet

### En arabe

#### Muhammad, entre nom et surnom

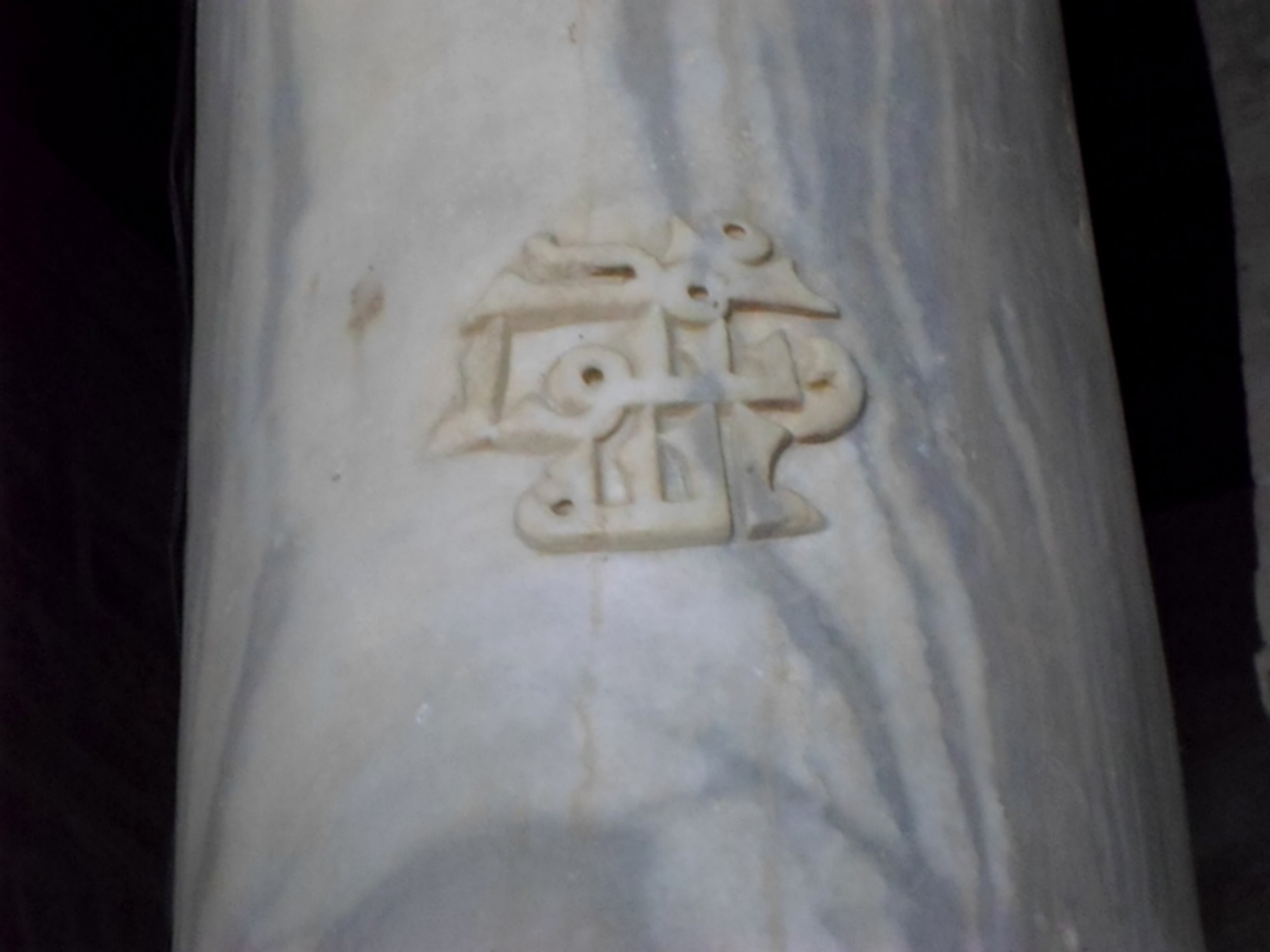
Inscription en style coufique Muḥammad messager d'Allah gravée sur le fût d'une colonne de la grande mosquée de Kairouan.

Mahomet porte le nom arabe مُحَمَّد (Muḥammad), que l'on peut traduire par « digne de louanges ». Il n'est que très peu nommé dans le Coran. Son nom محمد (Muhammad) ne compte que quatre occurrences dans le corpus coranique, [3:144, 33:40, 47:2 et 48:29], uniquement dans des passages dits médinois. Il serait désigné une cinquième fois sous le nom أحمد (Aḥmad), [61:6]. Toutefois, initialement compris comme un adjectif, Ahmad interprété comme nom propre n’apparaît qu'au IIe siècle de l'hégire.
Pour Claude Gilliot, « Le nom de Muhammad était très rare avant l'islam. On pourrait même être tenté de douter de son existence ». L'auteur remarque et voit dans la volonté d'auteurs musulmans anciens d'en trouver des occurrences « presque désespérément », qui se limitent selon eux à quatre ou sept, un argument pour dire que Muhammad n'était pas le nom originel de Mahomet. Le temps passant, les auteurs musulmans en ont rajouté (quatorze pour Shams al-Dīn al-Saḫāwī - XVe siècle). Pour certains, Allah aurait empêché de donner ce nom pour le réserver à Mahomet. S'appuyant sur ces listes, Buhl et Welche, à l'inverse, considèrent que le nom existait avant Mahomet et que Muhammad doit être son vrai nom.
Participe passif du verbe « louer », ce terme n'est pas un prénom et ne put être donné comme tel. Il s'agit probablement d'un surnom — peut-être posthume, à l'instar du « Bien-aimé » donné à Jésus dans les textes chrétiens (Mt.17.6, l'Épître aux Éphésiens ou l'Ascension d'Isaïe). Pour K.H. Ohlig, le terme Muhammad est un prédicat christique syro-arabe avant d’être repris pour désigner un prophète sous les Omeyyades.
Selon l'islamologue Hichem Djaït, « les sources de l'islam, elles, ont occulté le premier nom du Prophète ». À partir de sources anciennes — ce nom apparaît chez Ibn Saad du IXe siècle —, l'auteur suppose que le nom original de Mahomet est « Qutham ». Selon la coutume en vigueur, il porte le nom de « Qathem Ibn Al-Mutalib », son oncle décédé. L'apparition et le changement du nom en Muhammad, « le loué » seraient liés à la prédication. Le nom Muhammad est un nom qui lui aurait été donné plus tardivement à la suite de la vision en rêve d'un ange. Gilliot remarque qu'al-Qutam fait partie des listes de noms. Le verbe a plusieurs significations : « rassembler des biens et des richesses », ou « quelqu'un à salir avec de la terre et du fumier ».

#### Autres noms et titres de Mahomet

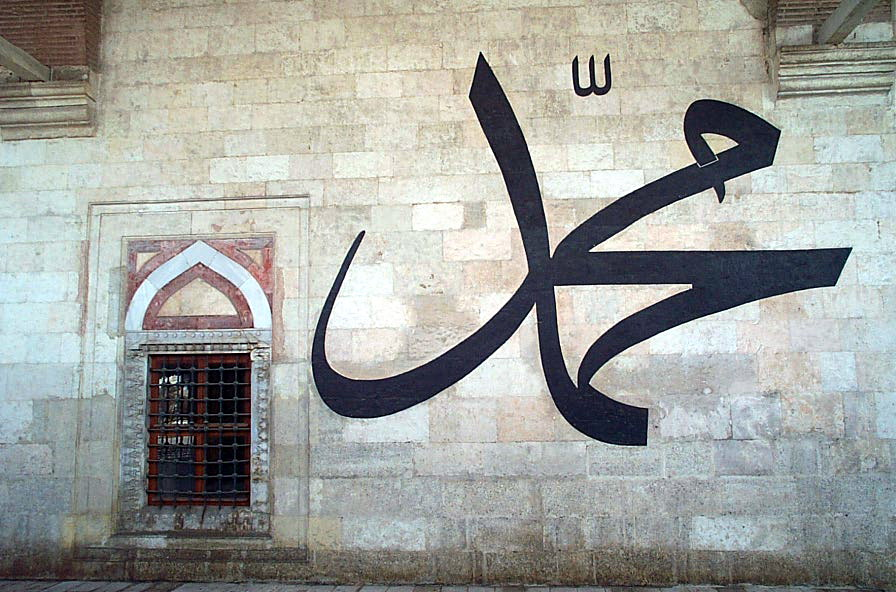
Muḥammad en calligraphie arabe sur le mur d'une mosquée d'Edirne en Turquie.

Il est surnommé encore Abou l-Qâsim, soit « père de Qasim » (correspond toujours au fils aîné comme le veut la tradition arabe)[réf. nécessaire] et avec le lignage complet « Abû Ibrâhîm Muhammad ibn `Abd Allâh ibn `Abd al-Mouttalib ibn Hâshim » (أَبُو القَاسِم مُحَمَّد بنِ عَبد الله بنِ عَبدِ المُطَّلِب بن هاشم), soit « père d'Ibrahim Muhammad, fils de `Abdallah, fils de `Abd al-Mouttalib, fils de Hachim ». Selon certaines traditions, Mahomet aurait été appelé pendant sa jeunesse Amin, forme masculine du nom de sa mère.
Des auteurs anciens donnent des listes de noms à Mahomet, 1000 pour Abou Bakr Ibn al-'Arabī (XIIe siècle), 300 pour Diḥya al-Kalbī al-Nasabayn al-Andalusī al-Balansī (XIIIe siècle)[Quoi ?], 860 pour Yūsuf al-Nabhānī (XIXe – XXe siècle). Certains les limitent à 99 pour ne pas dépasser le nombre des noms divins. Certains de ces noms ou titres sont communs à Allah et à Mahomet.
Dans sa période mecquoise, le Coran qualifie Mahomet de contribule (ṣâḥibukum) des siens, c'est-à-dire appartenant à la même tribu que ses proches. Puis, en période mecquoise tardive et en période médinoise, ainsi que dans les hadiths, de « messager de Dieu » (rasoul) (الرَّسول). Il est également désigné par l'expression (Nabi) (النَّبيّ, an-nabīy, traduit « le Prophète »). Ces deux appellations renvoient à une distinction faite en islam entre deux catégories de personnes investies d'une mission divine : d'une part les « messagers de Dieu » ou « envoyés de Dieu » — au nombre de trois cent treize — qui ont reçu la révélation de lois abrogeant les lois des messagers précédents, avec l'ordre de le transmettre aux hommes ; d'autre part les « prophètes » — au nombre de cent vingt-quatre mille — qui ont reçu une révélation par les mêmes voies et l'ordre de transmettre aux hommes un message du messager précédent, le premier d'entre eux étant Adam et le dernier, Mahomet, l'un comme l'autre étant considérés comme des prophètes-messagers[réf. nécessaire].

#### Formule d'eulogie
Lorsque les musulmans pieux prononcent ou écrivent le nom de Mahomet, ils emploient la forme arabe et ajoutent généralement l'eulogie « prière et paix sur lui » qui peut se dire de plusieurs façons dont les deux principales sont « ṣalloullāhou `alayhi wa sallam » (صَلَّى اللَّهُ عَلَيْهِ وَسَلَّمَ) ou bien « `alayhi salātou wa salām » (عليه الصلاة والسلام). Pour chacun des autres prophètes cités dans le Coran ou encore lorsqu'ils parlent des anges, ils prononcent « sur lui la paix », « `alayhi salām » (عليه السلام). Cette formule porte le nom de Tasliya.

### Le nom propre «Mahomet» dans la langue française

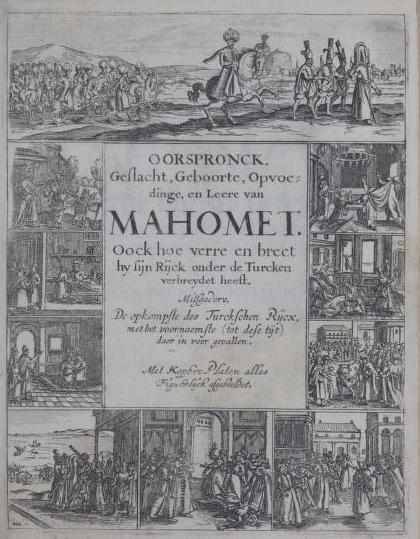
Oorspronck, geslacht, opvoedinge en leere van Mahomet. Oock hoe verre en breet hy sijn rijck onder de Turcken verbreydet heeft, (« Origine, famille, éducation et enseignements de Mahomet. Et aussi à quel point il a étendu son empire parmi les Turcs ») par Broer Jansz (Amsterdam, 1640)

« Mahomet » est le nom propre français qui désigne habituellement le fondateur de l'islam. Il est aussi utilisé pour désigner certains personnages historiques de l'islam comme les anciens califes, mais jamais pour les personnes ordinaires ou contemporaines. Cette forme, qui est attestée depuis le XIIIe siècle, est assez éloignée des prononciations musulmanes actuelles, par exemple de l'arabe (محمد, mʊˈħæmmæd ). Vestige médiéval, elle résulte d'une transcription incorrecte mais consacrée par l'usage et les dictionnaires de langue française. Le nom du prophète de l'islam est connu depuis le VIIIe siècle dans le monde romanophone, au fil des contacts générés par l'expansion musulmane.
On trouve la forme brève « Mahum » dans la Chanson de Roland (XIe siècle). Dans les chansons de geste qui popularisent son nom sous diverses formes (par exemple « Mahon » ou « Mahom ») à la suite de la prise de Jérusalem par les Turcs seldjoukides (1078) et la prédication des croisades en Occident, Mahomet est assimilé à une divinité faisant partie d'un panthéon idolâtre des Sarrasins, en compagnie de Tervagant, Apollin, Jupiter, Noiron, Cahu et d'autres. Cette présentation adressée à un public laïque relève à l'époque soit de l'ignorance, soit d'une volonté de présenter l'adversaire sous un jour ridicule.

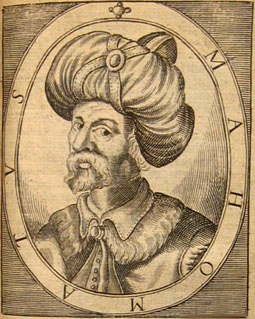
Portrait de Mahomet provenant de l'ouvrage d'Alexander Ross A View of all Religions in the World, (1683). On peut lire le nom MAHOMATUS en médaillon.

La graphie « Machumet », apparaît dans la traduction du Coran faite en latin à la demande de l'abbé de Cluny Pierre le Vénérable en 1142. Ce dernier, contempteur des ennemis du christianisme, présente Mahomet comme une créature satanique à mi-chemin entre Arius et l'Antéchrist mais fait montre de respect envers les musulmans. Cette traduction latine servira pendant des siècles de matrice à toutes les autres en langue européenne[réf. incomplète]. Elle est publiée en 1543 puis 1550 à Bâle par le philologue protestant Theodor Bibliander, constituant le premier volume de son fameux « Machumetis Saracenorum principis, ejusque successorum vitae et doctrina, ipseque Alcoran », ouvrage à connotation polémique qui rencontre un grand succès et sert à la première version française considérablement révisée par André Du Ryer, publiée en 1647 sous le titre L'Alcoran de Mahomet. Plusieurs autres variantes sont connues mais les sources vont majoritairement utiliser la forme « Mahumet ». Cependant, l'érudit et précurseur orientaliste français Guillaume Postel, contemporain de François Ier, utilisera dès le XVIe siècle et les premières relations franco-ottomanes la forme « Muhamed », proche de l'originale, de même qu'il inventera les termes « muhamediste » et « muhamedique », qu'il emploiera indistinctement comme synonymes des substantifs et adjectifs « mahométan » ou « musulman ». Son disciple Guy Le Fèvre de La Boderie reprendra la forme de Postel dans sa traduction de l'écrit de controverse sur l'islam Confusion de la secte de Muhamed, en 1574.
L'Encyclopædia Universalis fait en 1971 usage de la graphie Muhammad dans son article consacré au prophète de l'islam, rédigé par l'historien Maxime Rodinson ; le dictionnaire Larousse titre son article Mahomet ou Muhammad. Abdurrahmân Badawî, traducteur égyptien de la Sîra d'Ibn Ishaq, écrit Muhammad, mais Hermann Zotenberg, traducteur de Tabarî, utilise Mohammed, et Vincent Monteil, traducteur d'Ibn Khaldoun, utilise Muhammad. Nombre d'autres spécialistes de l'islam n'utilisent plus la forme française « Mahomet », mais tantôt « Muhammad », tantôt « Mohammad » ou tantôt « Mohammed » dans leurs textes en français quand d'autres restent attachés à cette forme « savante »,,. Certains auteurs préfèrent par ailleurs user d'autres formes vernaculaires : Mohamed, Mouhammad ou encore Mamadou. Tolan alterne entre « Mahomet » pour évoquer la vision historiographique du personnage et « Muhammad » pour évoquer le personnage historique. Deux ouvrages de synthèse sur le Coran illustrent l'absence de consensus sur cette question pour les chercheurs. Le Coran des historiens utilise « Muhammad » comme version simplifiée de la translittération et le Dictionnaire du Coran, « Mahomet » comme forme francisée.

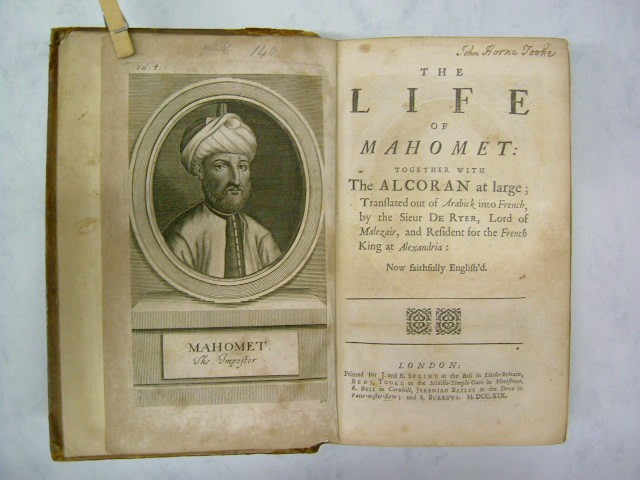
The Life of Mahomet avec à gauche représentation de Mahomet, par André du Ryer (Londres, 1719).

La forme française « Mahomet » serait, selon l'historienne Jacqueline Chabbi, la traduction de la forme latine « Mahometus » que l'on retrouve déjà au XIIIe siècle dans un ouvrage en latin de Raymond Lulle dont la première version — aujourd'hui perdue — était rédigée en arabe. Cette forme latine résulte de modifications phonétiques par métathèses vocaliques et consonantiques du nom arabe Muhammad,,. Si le linguiste Michel Masson voit dans les altérations phonétiques une origine dépréciative du nom « Mahomet » qui dénoterait l'imaginaire péjoratif au sujet du prophète de l'islam dans l'Occident médiéval, Olivier Hanne l'associe davantage à la « maladresse des premiers transcripteurs et à la méconnaissance de l’arabe en Europe ». Les formes du nom, Mohamed ou Mohammed ou Muhammad ont commencé à se répandre en français à partir du XIXe siècle mais n'ont pas supplanté la forme « Mahomet ».
Cette forme « Mahomet » ne présente plus a priori aucune connotation péjorative mais est peu appréciée dans le monde musulman. Pour Tareq Oubrou, certains musulmans francophones se lancent dans des « élucubrations linguistiques » très poussées, en voulant faire venir « Mahomet » de « ma houmid », qui veut dire « celui qui n'est pas loué », soit précisément une signification contraire de « Mohammed », qui se traduit par « celui qui est loué ». L'usage de ce terme est perçu par des musulmans comme « volontairement dépréciative », mais Hanne remarque que ces polémiques ne visent jamais les formes turques (Mehmet) ou africaines (Mamadou) aussi éloignées de la forme arabe.

### Autres variantes françaises du nom de Mahomet
Il existe différentes variantes et usages du nom et de ses dérivés. Mohamed est une forme française courante dans le Maghreb[réf. incomplète]. Elle est traditionnellement utilisée en français pour le prénom des personnes vivantes, la forme Mahomet étant réservée aux personnages historiques.
Certaines variantes peuvent avoir un aspect péjoratif. Mahound est une manière péjorative dont Mahomet a été désigné en ancien français pendant le Moyen Âge, par exemple au XIIe siècle dans La Chanson de Roland,, au point de devenir un nom commun, notamment en dialecte normand. Il a été utilisé pour présenter Mahomet comme une déité que les musulmans auraient adorée ou encore comme un démon ou un cardinal romain qui avait inspiré une fausse religion aux musulmans, et il a fini par simplement désigner le diable,. Plus récemment, Salman Rushdie dans Les Versets sataniques reprend ce terme péjoratif médiéval Mahound pour désigner Mahomet. Ce dénigrement par le nom se retrouve en Andalousie orientale, dans la comédie baroque, le personnage d'un bouffon nommé el Mahoma, très libre dans la construction de son jeu de scène, représente avec humour « une altérité négative ».

## Foi et traditions musulmanes

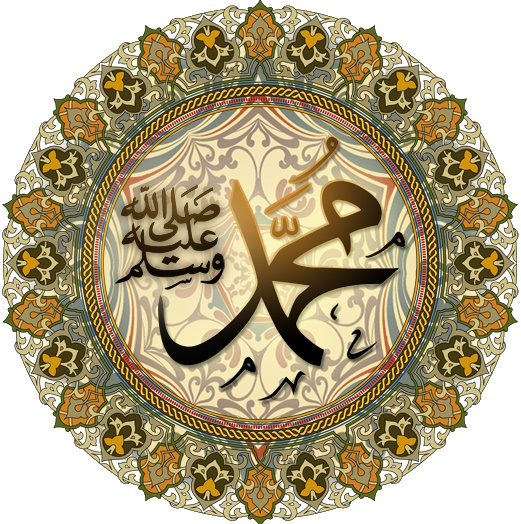
Nom de « Mahomet » en écriture thuluth calligraphiée, et ornementé.

Mahomet est considéré par les musulmans comme le dernier des prophètes et des messagers dans le sens où il termine et scelle le cycle de révélation des religions abrahamiques. Il lui revient donc, dans la croyance islamique, de restaurer la loi ainsi que la foi incorruptible du monothéisme d'origine tel qu'il fut apporté par Dieu à Adam, Noé, Abraham, Moïse et Jésus, ainsi que tous les autres prophètes venus avant lui.
Les révélations (ou Ayat, lit. « signes de Dieu »), sont progressivement « descendues » sur Mahomet jusqu'à sa mort sous forme de versets qui seront compilés en un seul livre : le Coran, considéré par les musulmans comme la « Parole de Dieu » autour de laquelle la religion est fondée. Outre le Coran, la vie de Mahomet (Sira) et les traditions (Sunna) nourrissent également la foi musulmane. La vie et les actes de Mahomet ont été commentés et critiqués au cours des siècles aussi bien par ses partisans que par ses opposants.

### L'imitation de Mahomet
Le Coran présente Mahomet comme un « beau modèle » (s. 33, 21) et fait de son exemple, la sunna, la seconde source du droit. Pour autant, selon différentes pensées juridiques, la question de savoir s'il faut le considérer comme un conformisme, qui se définit comme « l'acceptation d'une doctrine sans en connaître la preuve », s'est posée. Ce conformisme/imitation — taqlîd — est une obligation pour ceux qui, non versés dans les sciences juridiques, sont confrontés à une question légale ou éthique. Ils doivent alors interroger un légiste. Cette vision est présentée positivement par l'islam. En revanche, cette imitation est présentée négativement lorsqu'elle est pratiquée par quelqu'un ayant les capacités de se pencher sur les aspects légaux.
Au VIIIe siècle, les textes de l'islam spirituel montrent que « l’amour du Prophète ne représente pas encore une voie de salut et n’occupe pas l’horizon du croyant, sinon de manière diffuse ». C'est au Xe siècle que le « modèle prophétique [devient une] source fondamentale de la voie spirituelle et de ses exigences ». Quant à eux, « les hanafites (et muʿtazilites) font ainsi prévaloir le ra’y, l’intelligence mise au service du jugement, plutôt que la stricte imitation des actions du Prophète et des anciens (salaf) érigés en modèles atemporels ».
Le port de la barbe par certains musulmans ou la polygamie sont des exemples de cette imitation de Mahomet. Pour Delcambre, « L'importance de cette imitation de Mahomet dans la vie musulmane est due au fait que l'islam est à la fois normatif et ritualiste. Le ritualisme traduit le souci de coller à la norme ». En cela, l'islam se rapproche d'une orthopraxie. L'attachement à la figure de Mahomet, dans la continuité de formes de piété médiévales, participe pleinement depuis le début de l'époque pré-moderne au développement individuel.

### Les musulmans et Mahomet
Si Mahomet lui-même ou sa perception en Europe a fait l'objet de nombreuses études, la perception de Mahomet par les musulmans eux-mêmes a moins été étudiée. Si, dans le monde musulman, un respect, « voire une vénération » sont généralisés, les degrés entre la vénération et la dévotion mais aussi les pratiques consacrées à Mahomet font davantage débat et sont multiformes dans le monde musulman. Cette vénération de Mahomet a « produit un rapport complexe à la mémoire, symptomatique du rapport aux origines et du malaise actuel dans la façon de se situer dans le monde moderne », celle-ci ayant « fossilisé » une figure prophétique.
Pour Gril, un retour aux sources scripturaires permet d'illustrer dans les traditions une « intense vénération » de la part des compagnons pour Mahomet. Entre le XVIIe et le XIXe siècle, au Maghreb, existaient des ouvrages de dévotion à Mahomet, comportant des descriptions des qualités de celui-ci mais aussi des prières et des invocations qui lui sont consacrées. Pour Boespflug, « Muhammad est de toute évidence la figure la plus vénérée en Islam. […] Un autre de ses titres est : « le beau modèle ». Le Prophète lui-même, devinant la vénération dont il commençait d’être l’objet et désireux de prévenir tout risque d’idolâtrie, a souvent rappelé qu’il n’était qu’un homme ». Le Coran lui donne pour autant une dimension « distincte de l'humanité ordinaire ».
La célébration de l'anniversaire de Mahomet (Mawlid), pratiquée depuis le VIIIe siècle dans le sunnisme, est l'une de ces pratiques qui fait débat. Bien que non-canonique et très critiquée par une minorité fondamentaliste, elle « est acceptée par la majorité des clercs de l’islam comme une bonne coutume ». À cette occasion sont récités des poèmes de louange, sont organisées des processions… Un des traits de ces fêtes est l'importance de la Lumière. « Dans la conscience de la majorité des musulmans le Prophète est bien plus que l’être humain, simple envoyé et fondateur d’une communauté, que wahhabites et rationalistes modernistes voudraient imposer : il est la lumière à l’origine de la création du monde, l’intercesseur universel, proche en particulier de ceux qui prient sur lui ». En raison du développement de la pensée salafiste, mais aussi d'un courant rationaliste, elle connait aujourd'hui un déclin. À partir de sa création en 1932, l'Arabie Saoudite, en particulier, souhaitant un retour à un « islam supposé originel » lance une campagne pour l'interdiction de cette célébration.

### Mahomet considéré comme intercesseur
Plusieurs hadiths donnent à Mahomet le rôle d'intercesseur, de même certains passages du Coran. Cette intercession fait l'objet d'une des inscriptions du Dôme du Rocher : « Nous vous demandons, ô Seigneur, […], de bénir Muhammad Votre serviteur, Votre prophète, et d’accepter son intercession pour son peuple… ». Celle-ci aura en particulier lieu au Jugement Dernier lors du passage « du pont », épisode s'inspirant de l'antiquité iranienne où l'homme doit passer sur un pont au-dessus des flammes de l'enfer. Cette intercession est dite permise par Dieu. Il témoigne pour les croyants et contre les incroyants. D'autres êtres peuvent être des intercesseurs en islam (les anges, les « saints » dans l'ensemble du monde musulman, les imams pour le chiisme…) mais Mahomet en occupe la première place, voire l'unique, après Allah.
Des auteurs issus du mutazilisme refusent cette doctrine comme en contradiction avec le principe de justice et de châtiment. Certaines traditions (qui sont, en partie, nées des conflits entre courants rivaux) sont alors rejetées. Le wahhabisme (ou salafisme) se refuse « à reconnaître l’intercession du Prophète, pourtant solidement établie dans les textes et la Tradition ». C'est ainsi qu'ils ont détruit de nombreuses mosquées-tombes et ne font que tolérer les visites sur la tombe de Mahomet « parce qu'ils ne peuvent réellement s'y opposer ».
À l'inverse du sunnisme divisé sur la question, le chiisme est plus uni sur l'intercession. Conscient de la contradiction avec une justice stricte, ils présentent l'intercession comme une miséricorde divine. Elle reste en revanche limitée aux croyants musulmans qui ne sont pas ennemis du chiisme.

### Annonce de la venue de Mahomet

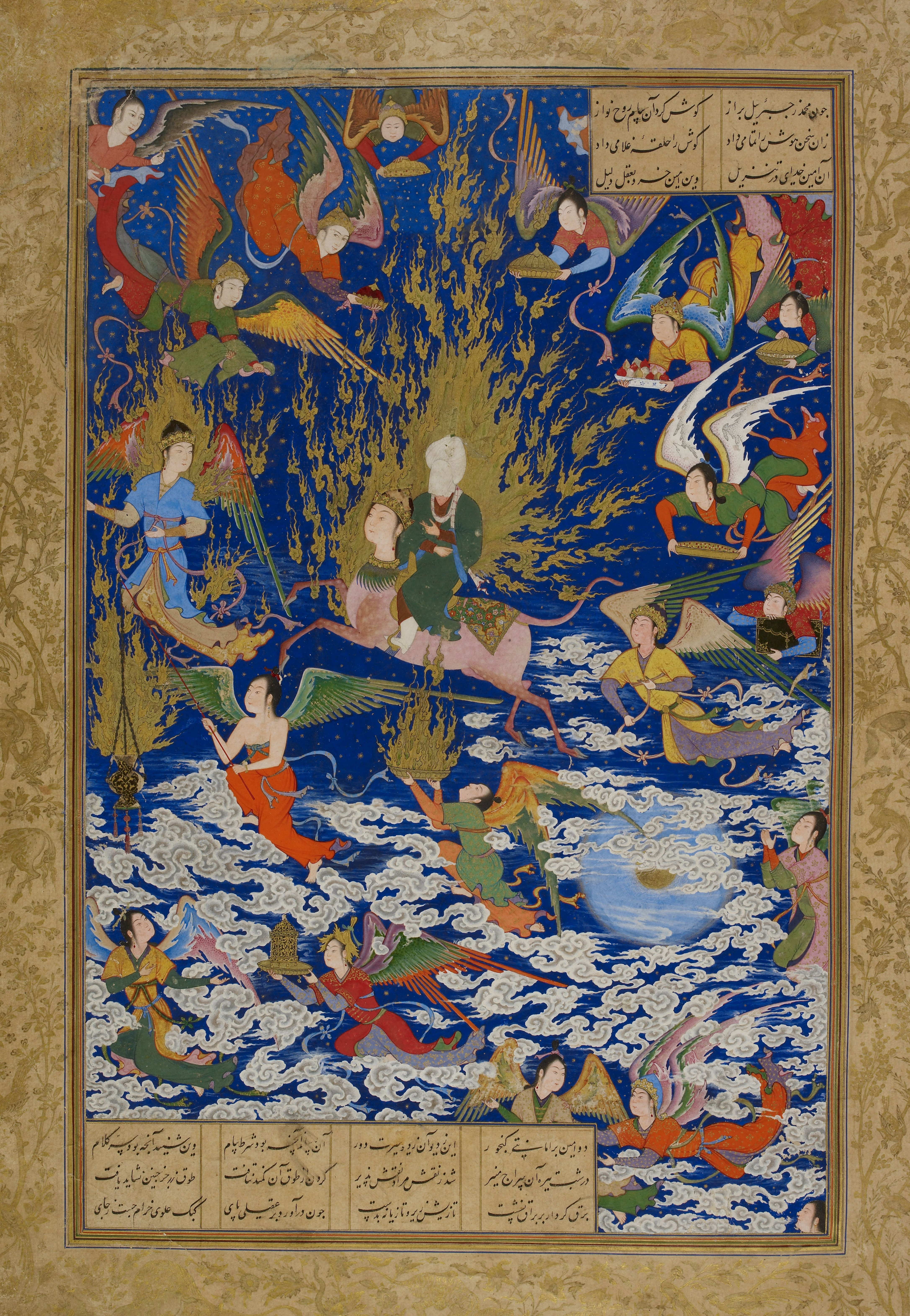
Mahomet lors de l'épisode du Voyage nocturne, chevauchant le cheval Bouraq, est entouré d'anges, dont l'archange Gabriel, à gauche. Mahomet, comme il est de tradition dans la peinture persane, est auréolé de flammes et son visage est représenté couvert d'un voile. Peinture issue d'un Khamseh de Nizami, attribuée à Sultan Muhammad et datée 1539-43.

Le Coran affirme que la venue de Mahomet comme prophète de l'islam pour toute l'humanité est annoncée dans la Torah et dans l'Évangile. Plusieurs passages de la Bible sont interprétés par les musulmans en ce sens.

« Et quand Jésus fils de Marie dit : « ô Enfants d’Israël, je suis vraiment le Messager d’Allah [envoyé] à vous, confirmateur de ce qui, dans la Thora, est antérieur à moi, et annonciateur d’un Messager à venir après moi, dont le nom sera « Ahmad ». Puis quand celui-ci vint à eux avec des preuves évidentes, ils dirent : « C’est là une magie manifeste ». »

— Sourate 61.6
L'assimilation de Mahomet au Paraclet annoncé dans les Évangiles (chap. 14:16-17) reconnu par le christianisme comme l'Esprit Saint, est un exemple de recherche apologétique d'annonce de Mahomet dans les textes bibliques. Ainsi, dès le VIIIe siècle, ce terme est associé par Ibn Ishaq à Mahomet. Ce terme a fait l'objet de deux « détournements linguistiques ». Le premier a détourné le terme syriaque mnahmana utilisé dans une adaptation « très approximative du texte de Jean ». La racine de ce mot nhm n'a pourtant avec celle hmd de Mahomet que deux lettres en commun dans un ordre différent. Cette interprétation s'est peu répandue au Moyen-Orient en raison du nombre de personnes parlant syriaque capable de « dénoncer la confusion » mais s'est répandue au Magreb. Le second est lié au terme grec. L’apologétique musulmane a ainsi transcrit le terme parakletos par le mot « periklutos », modifiant le sens original d'« avocat » en celui de « loué », le « glorieux », sens en arabe du terme « Mohamed » ou particulièrement Ahmad (Cor.LXI. 6.). Cependant, il n'est jamais fait mention de ce terme dans les manuscrits de la Bible en langue grecque et une association de ces termes « reviendrait à traiter une langue indo-européenne (le grec) comme une langue sémitique » dans laquelle primeraient les consonnes et où les voyelles seraient variables, ce qui est inexact,. « L’histoire du texte et des traductions de l’Évangile, jointe au fait que le mot periklutos n’était pas courant en grec contemporain, montre que c’est impossible ». Cette démarche de « captation » des textes chrétiens s'accompagne d'accusations portées contre les chrétiens et les juifs par le Coran d'avoir « falsifié » les écritures. Gilliot voit dans cette annonce une « mimesis concurrentielle », Mahomet fondant son statut prophétique sur l'imitation de Jésus.

### Reliques
L'islam possède une tradition de reliques attachées à Mahomet et appelées Athar. Des reliques corporelles sont aussi vénérées. Il peut s'agir de sueur, de cheveux ou de poils. Les auteurs classiques, tel Bukhari, témoignent de la vénération de reliques dès les débuts de l'islam. Certaines traditions racontent, en effet, comment les compagnons de Mahomet cherchaient à récupérer cheveux et ongles après sa toilette afin d'en faire des amulettes.
L'islam reproduit en la matière les traditions antérieures du judaïsme ancien et du christianisme de son temps.[réf. nécessaire]. La possession des reliques de Mahomet et en particulier du « manteau du Prophète » est utilisée comme légitimation du pouvoir califal. Elles sont vénérées par les fidèles pour obtenir une grâce « qui en émane », qui pour guérir, qui pour trouver un époux, qui pour conjurer le « mauvais sort ». Le culte des reliques est rejeté par le wahhabisme.
Une des plus grandes collections de reliques musulmanes est conservée au palais de Topkapi à Istanbul. Elle contient aussi bien des reliques de Mahomet que d'autres reliques considérées comme ayant appartenu à des personnages bibliques, comme la verge de Moïse ou l'épée de David. Même si le commerce des reliques et escroqueries sont courantes jusqu'au XXe siècle, la majeure partie de la collection d'Istanbul a été offerte au sultan Selim Ier, après la prise du Caire en 1517.
De nombreuses reliques d'objets attribués au prophète de l'islam sont aujourd'hui conservées dans diverses mosquées ou sanctuaires. En Inde, il existe une tradition d'ostension de reliques. Une paire de chaussures de Mahomet, très sacrée pour les pèlerins musulmans, qui se trouvait à Lahore au Pakistan, a été volée en 2002.

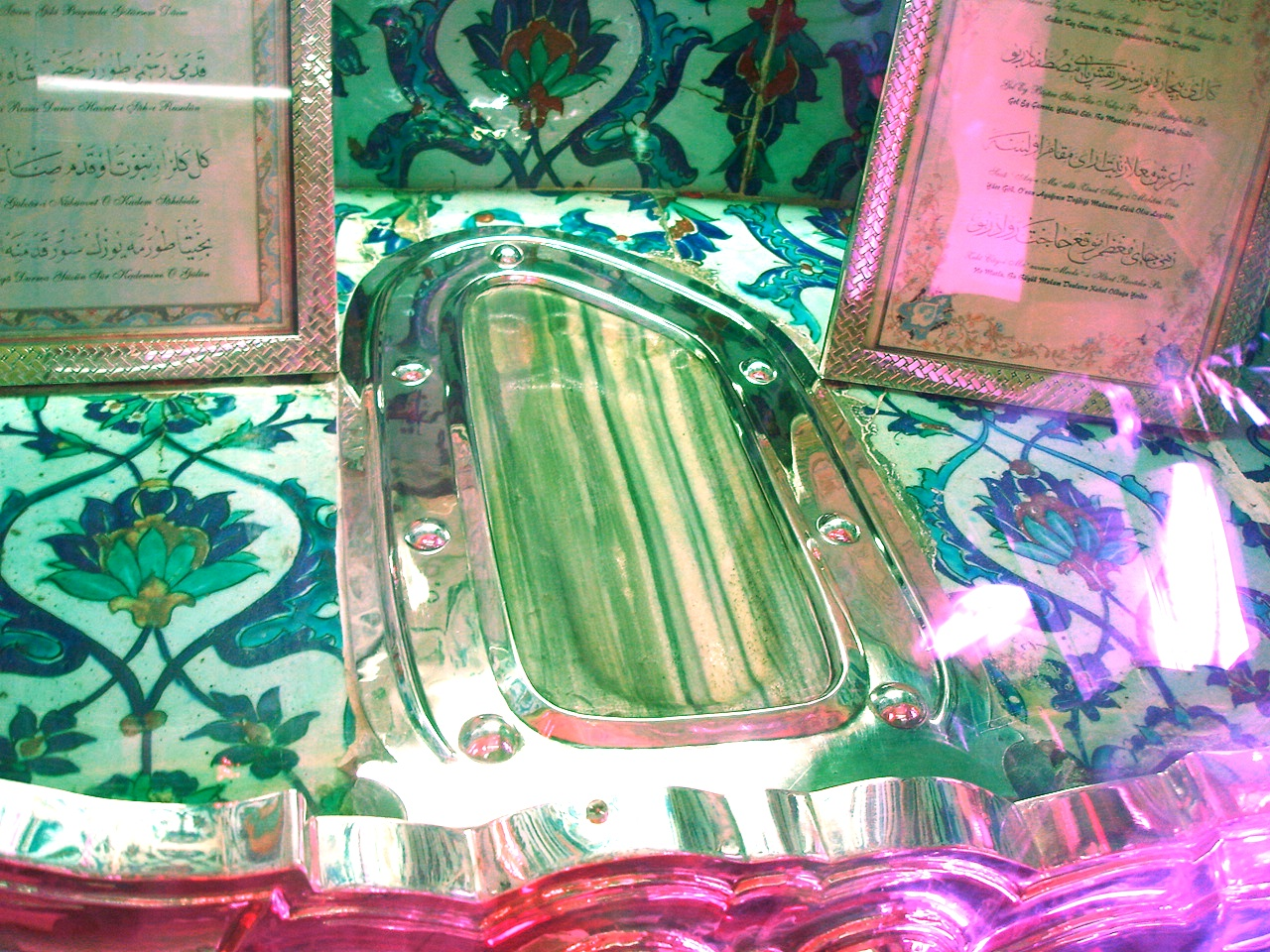
Empreinte présentée comme celle du pied de Mahomet au musée d'Istanbul.
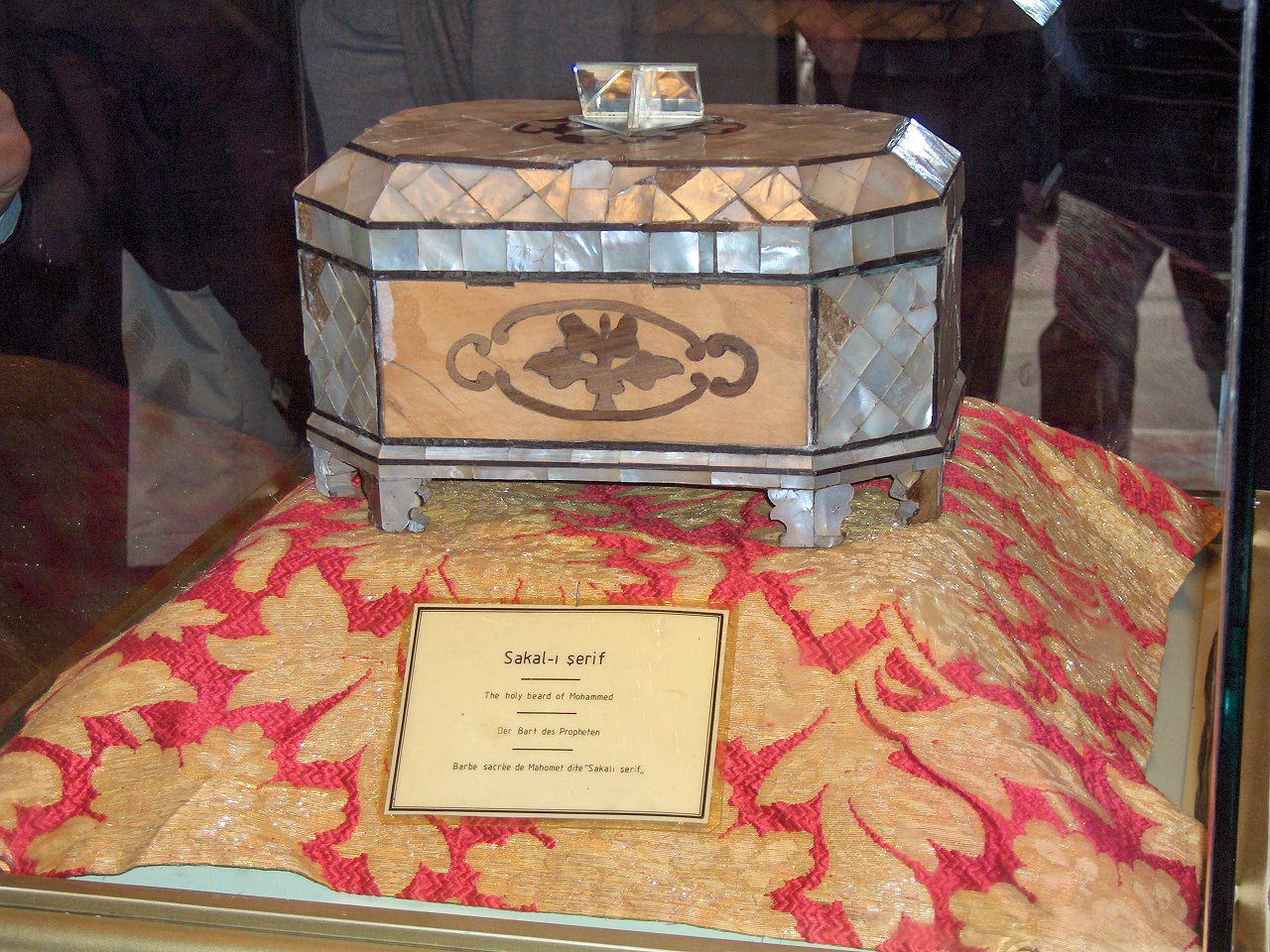
Boîte qui contiendrait des poils de barbe de Mahomet conservés au musée de Konya en Turquie.

## Représentations de Mahomet

### Question du physique de Mahomet
L'apparence et l'allure physique de Mahomet ont été précisément décrites dans les textes musulmans tardifs, certains manuscrits accumulant les détails. Ces données font l'objet d'ouvrages particuliers, les shamâ’il, qui présentent des descriptions physiques à partir des hadiths. Les représentations des XIIIe – XVIe siècles s'inspirent de ces ouvrages,. Pour Rodinson, « A vrai dire, tous les portraits que nous en avons sont sujets à caution ».
Selon ces descriptions, « il était, nous dit-on, de taille moyenne, avec une grande tête, mais n’avait pas la face ronde et joufflue ; ses cheveux étaient frisés sans excès, ses yeux noirs, grands et bien fendus, sous de longs cils. Sa carnation était blonde tirant vers le rouge. Il avait sur la poitrine des poils rares et fins, mais par contre ceux des mains et des pieds étaient épais, sa barbe bien fournie. Son ossature était forte, ses épaules larges. Quand il cheminait, il lançait ses pieds énergiquement en avant comme s’il descendait une pente. Quand il se retournait, c’était tout d’une pièce ».

### Dans les arts visuels

#### Représenter Mahomet?

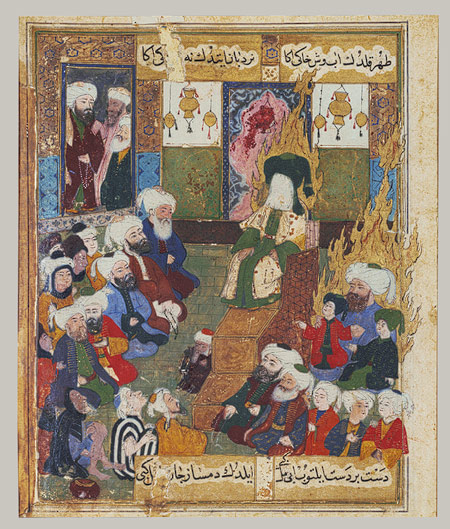
Mahomet (voilé), Ali et ses fils, enluminure ottomane du XVIe siècle, Bagdad.

La tradition islamique a hérité de l’interdiction juive de la représentation de Dieu, elle-même issue du Décalogue, mais l'aniconisme n'a jamais explicitement été promulgué : l'interdit pesant sur la fabrication d’images cultuelles « d’êtres vivants ayant un souffle vital (rûh) » (autrement dit, les êtres humains et les animaux) n’est pas posé par le Coran, ni la Sunna, ni, à proprement parler, par aucun des hadiths même s'il est incontestable que ces derniers véhiculent une conception fort négative — presque diabolisante — des images : leurs créateurs sont soupçonnés, voire accusés, de se livrer au blasphème en prétendant rivaliser avec l'activité créatrice d'Allah. Si interdit il y a, c'est davantage dans un sentiment largement partagé et un certain consensus théologique — un ijmâ — qui réprouvent ces représentations et qui, même dépourvus de justification théorique objective, suscitent une large adhésion chez les musulmans, à la suite du courant majoritaire sunnite. Au-delà de cette pensée religieuse, l'image des êtres animés a ainsi toujours été utilisée dans les pays musulmans.
Pour Boespflug, « Muhammad est de toute évidence la figure la plus vénérée en Islam. […] Un autre de ses titres est : « le beau modèle ». Le Prophète lui-même, devinant la vénération dont il commençait d’être l’objet et désireux de prévenir tout risque d’idolâtrie, a souvent rappelé qu’il n’était qu’un homme. L’interdiction de le représenter est encore une manière de lui obéir, sauf s’il s’avère qu’elle est vécue comme une extension subreptice à sa personne de l’interdiction de toute image de Dieu, auquel cas cette interdiction devient elle-même tacitement idolâtrique ».
Ainsi, l'interdit s'est étendu, « mais pas partout ni toujours », à la figuration de Mahomet — jugé non digne d'être représenté afin d'assurer la primauté de la lecture et de l'iconographie du Coran ou au contraire jugé trop digne ontologiquement pour être figuré, en-Nûr el-Muhammadî, la « lumière mohammedienne », étant selon les soufis trop éclatante pour être regardée —, voire à celle de tous les prophètes, leurs familles et leur descendance.
Les polémiques récentes autour de la représentation de Mahomet sous forme de caricature ont déclenché un rejet de l'image. « Elles alimentent l’idée fausse et essentialiste que, « de tout temps », l’islam aurait interdit la représentation de son prophète, voire toute représentation humaine » sans prendre en compte la diversité des islams, la diversité géographique, chronologique dont le rapport à l'image va du rejet à la « contemplation de portraits de leur prophète comme une expression de leur dévotion ».
Au XIe siècle, plusieurs récits musulmans racontent l'existence d'images de Mahomet en dehors du monde musulman, dans des monastères ou dans des maisons privées. Ces récits appartiennent à un style littéraire, un récit type, de la découverte de portraits préfigurant ou prédisant un avènement. Au XIe siècle, un tel récit prend place chez Heraclius à Constantinople. Un texte plus ancien, au IXe siècle, place le même récit avec des détails similaires en Chine. Dans ces récits, l'image de Mahomet est une preuve, faite de main divine, de la Prophétie de Mahomet.

#### Particularités des représentations figurées de Mahomet dans le monde musulman

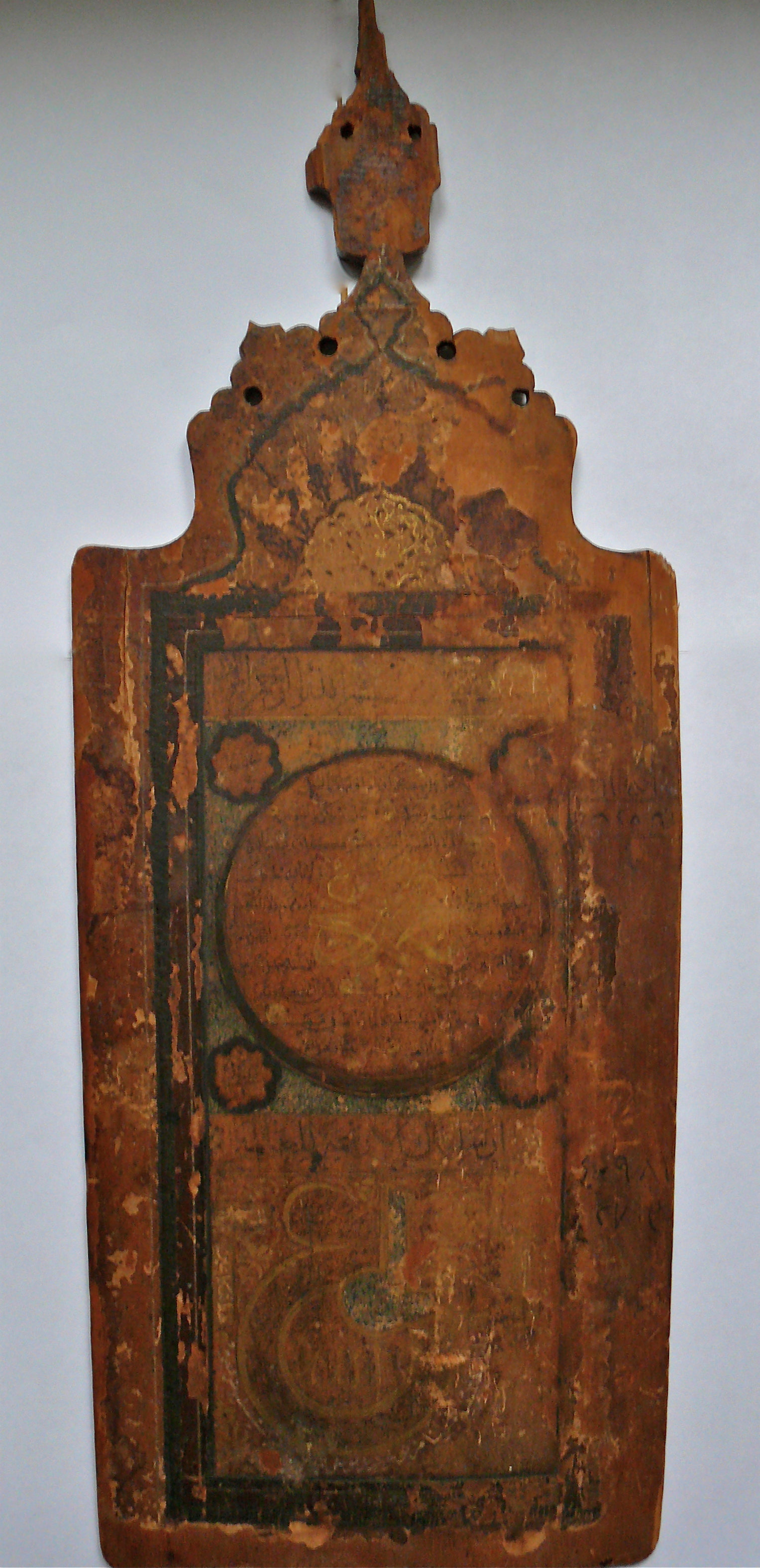
Hilya, bois, XIVe siècle.

S'il faut constater que l'art de l'islam — qui est essentiellement un art du concept caractérisé par l'évitement de l'imitation des êtres vivants ainsi que par l'abstraction — évite d'une manière générale le portrait, Mahomet a néanmoins été régulièrement représenté en Perse, en Inde, en Afghanistan, en Turquie… avec différentes variantes,. Cependant, et malgré la nature iconique de bien des épisodes de sa vie, le prophète de l'islam a été peu représenté pour lui-même : il s'agit essentiellement de représentations — pas toujours figuratives — « en mouvement » ou « en action » pour l'illustration desdits épisodes.
Al-Dinawari rapporte l'existence de portraits dès le IXe siècle mais il n'en existe plus de trace : il faut attendre la fin du XIIIe siècle pour trouver les premières représentations dans des enluminures en Perse ilkhanide. Mahomet est alors représenté dans des chroniques à visage découvert, nimbé d'une auréole ou d'une flamme.
À partir du XVIe siècle, la quantité d'images de Mahomet diminue. Son visage, ainsi que les mains, se trouvent voilés progressivement à partir du XVe siècle. La silhouette se voile ensuite entièrement avant de disparaître complètement au profit de motifs ou de formules évocatrices de sa personne, quittant une réalité anthropomorphe à laquelle se substitue une flamme, une lumière ou encore une « absence perceptible ». À partir du XVIIe siècle et de l'époque ottomane, naît le principe de hilya ou « portrait-écrit », Mahomet étant remplacé par la calligraphie de son nom, par un arbre généalogique, voire l'empreinte de ses pieds ou de ses sandales dans une évolution spirituelle due notamment au soufisme chiite qui considère les représentations anthropomorphes comme mondaines et non-musulmanes.

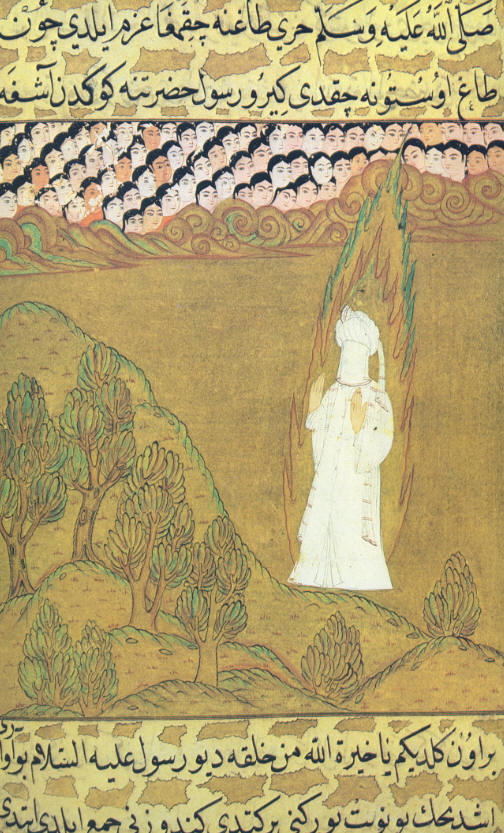
Illustration du Siyer-i Nebi, XVIe siècle.

La raison de ces évolutions est mal connue et il n'est pas certain qu'il faille y voir une conséquence de la « désapprobation des ulémas ». Pour Christiane Gruber, il s'agit plutôt d'un reflet de la tendance mystique à l'abstraction dans la représentation de Mahomet comme « Lumière prophétique ». Ces visions, nées en Iran safavide, « insistent sur le fait que l’essence du prophète ne peut être appréhendée que par une vision de l’âme, et s’accompagnent de descriptions allégoriques de la « lumière prophétique », symbolisée par le nimbe de flamme ».
À la fin du XXe siècle des bandes dessinées à vocation pédagogique, adaptant le Coran, ont été publiées en pays sunnites mais ont suscité le débat avant que la publication en soit stoppée : en effet, au début du XXIe siècle, en dehors de l'espace chiite, l'interdit concernant les représentations de Mahomet — qui représente une réalité divine pour nombre de croyants — est devenu plus fort qu'il ne l'était auparavant, pour atteindre une grande rigueur et devenir un interdit majeur s'apparentant à un tabou. Dans ce contexte, la publication de caricatures de Mahomet dans un journal danois en 2005, relayées dans des médias internationaux, a soulevé un tollé et provoqué des réactions violentes dans plusieurs pays de tradition et de culture islamiques et certaines communautés musulmanes des pays occidentaux[réf. nécessaire].

#### Filmographie concernant Mahomet
Plusieurs films, des films de fiction biographique ou des films documentaires, ont été consacrés à Mahomet.
Parmi les films de fiction, plusieurs sont réalisés dans une perspective musulmane et s'imposent de respecter l'interdiction de représenter Mahomet. Ils y parviennent en recourant à des plans en caméra subjective chaque fois qu'une scène implique Mahomet[réf. nécessaire]. C'est le cas du film biographique Le Message, coproduction multinationale réalisée par Moustapha Akkad et sortie en 1976. Plusieurs films d'animation américains produits par le studio Badr International adoptent la même technique : Muhammad : The Last Prophet de Richard Rich en 2002 et ses préquelles sorties au cours des années suivantes : Before the Light, Salman the Persian et Great Women of Islam[réf. nécessaire]. Le film iranien Mohammad, le Messager de Dieu de 2015 ne reproduit pas non plus son visage.

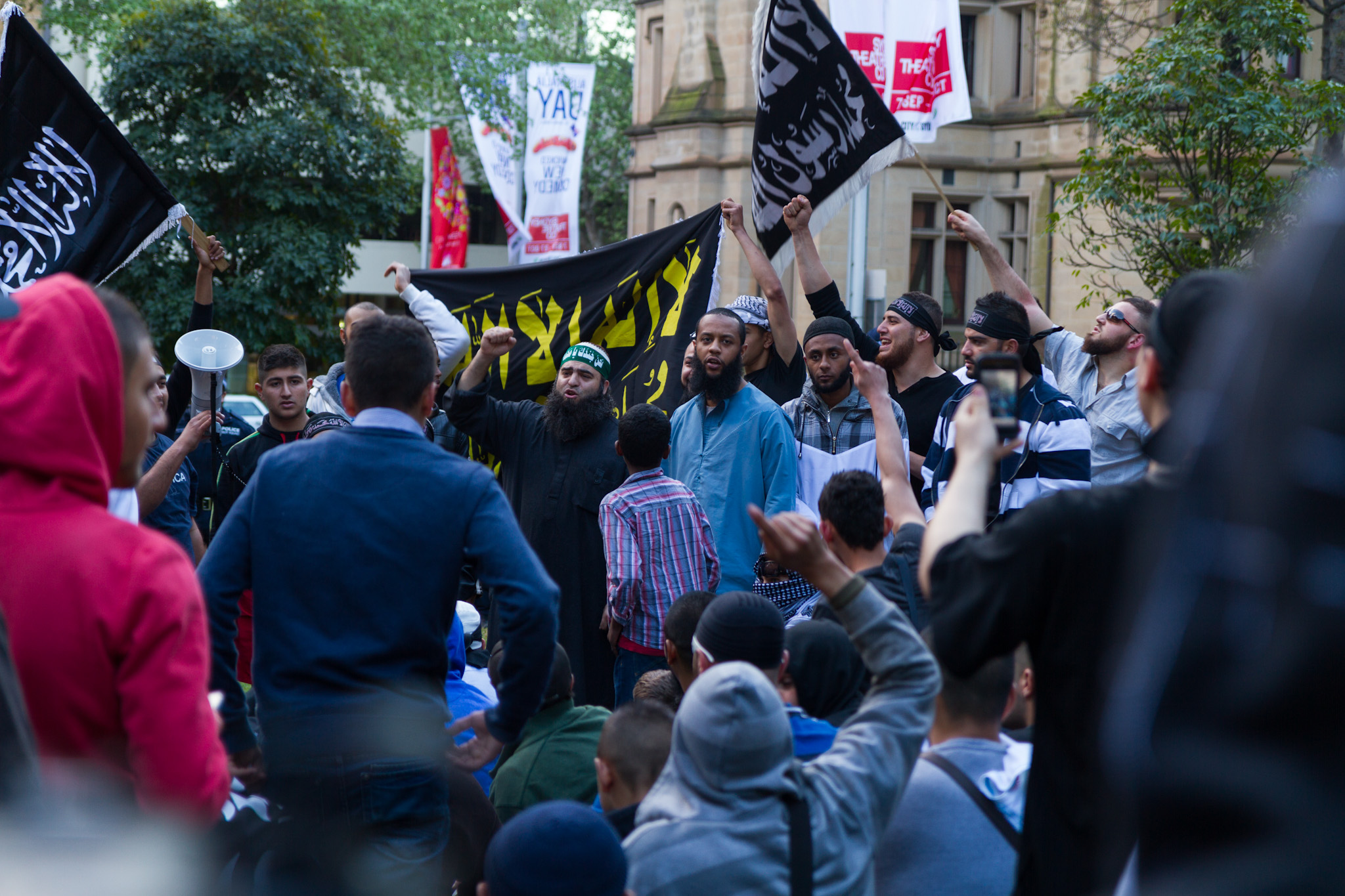
Manifestation contre le film L'Innocence des musulmans, 2012, Sydney.

Par ailleurs, plusieurs documentaires consacrés à Mahomet ou à l'histoire de l'islam en général relatent la vie du prophète de l'islam. C'est le cas de la série documentaire Islam : Empire of Faith de Robert H. Gardner, distribuée par la compagnie américaine PBS en 2000. En 2002, la même chaîne produit un documentaire Muhammad : Legacy of a Prophet, réalisé par Michael Schwarz et Omar al-Qattan. En 2011, du 21 au 25 juillet, la chaîne britannique BBC diffuse une mini-série documentaire en trois volets sur la vie de Mahomet, The Life of Muhammad, réalisée par Faris Kermani. Selon la BBC, il s'agit de la première série documentaire consacrée au prophète de l'islam à être diffusée sur une chaîne européenne. La mini-série est purement documentaire et ne contient pas de scènes de reconstitution mettant en scène Mahomet.
Dans la série télévisée française Il était une fois… l'Homme (1978), Mahomet est représenté dans l’épisode 8, mais uniquement comme un personnage vu de dos, vêtu de blanc et à la longue chevelure noire.
En 2012, le film L'Innocence des musulmans mettant en scène des passages de la vie de Mahomet est invoqué comme raison principale des manifestations et attentats anti-américains de septembre 2012[réf. nécessaire].
En 2021, La Dame du Paradis met en scène Fatima, fille de Mahomet, et son mari Ali. Il s'agit du premier film à donner un « visage » à Mahomet.

## Mahomet dans la littérature et l'imaginaire occidental

### Du Moyen Âge auXVIIesiècle
L'imaginaire européen sur l'islam se forme principalement à partir du Moyen Âge. Dans ce contexte, précédant et préparant les confrontations des croisades, « l’islam et son prophète ont été successivement (mais aussi, parfois, concomitamment) présentés comme un fléau de Dieu puis comme une hérésie et/ou un paganisme idolâtre. ». L'idée de l'islam comme hérésie chrétienne apparaît chez les chrétiens orientaux dès le VIIIe siècle. Elle atteint l'Espagne au IXe siècle puis se diffuse en Europe à partir du XIIe siècle.

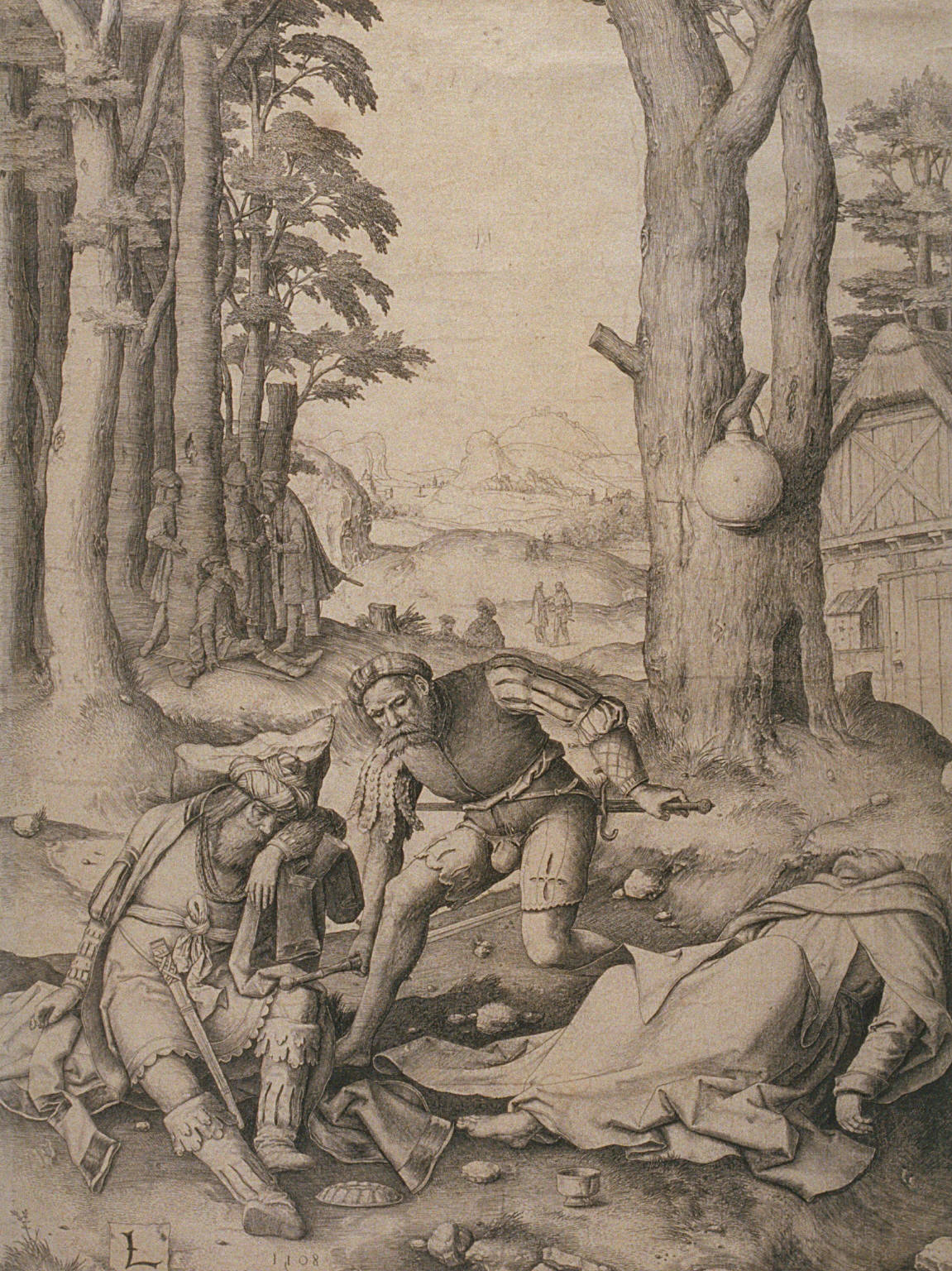
Lucas van Leyden, Mahomet et le moine Sergius, original de 1508.

Mahomet apparaît tout d'abord dans la littérature populaire occidentale, sous le nom de Mahound (entre autres corruptions comme Mahowne, Mahon…) en tant que divinité païenne ou démon : il est parfois identifié comme l'une des principales divinités des Sarrasins au sein d'un panthéon variant d'une œuvre à l'autre (par exemple, aux côtés d'Apollyon et Termagant dans La Chanson de Roland, voire comme une divinité païenne générique d'autres peuples « infidèles » : ainsi, dans les mystères du cycle de York, Pharaon à l'orée de la mort, appelle son armée à adresser ses prières à la divinité « Mahowe »[réf. nécessaire].
Sous l'influence de sources espagnoles comme les chroniques d'Euloge de Cordoue ou de récits de pèlerins revenant de Terre sainte comme celui de Dithmar, le Mahomet de la littérature se rapproche aux XIIe et XIIIe siècles de celui de la tradition musulmane, sa vie est enrichie de nombreuses histoires fabuleuses et calomnieuses. Des biographies occidentales fleurissent, essentiellement en latin, telles la Vita Mahumeti de Embricon de Mayence, les Otia de Machomete de Gautier de Compiègne dont le Roman de Mahomet (1258) d'Alexandre du Pont est une adaptation qui constitue la première œuvre de littérature française à son sujet. Mahomet y est présenté comme un schismatique de la chrétienté, brutal et perfide, souvent comme un sorcier malfaisant. Durant cette période, Mahomet est représenté comme un personnage repoussoir par une sélection d'anecdotes, ou l'invention d'autres, afin de limiter et dissuader les interactions entre chrétiens et musulmans. Dans ces récits et afin de le dénigrer, Mahomet est présenté comme ayant eu « une mort affreuse et honteuse, suivie du déchirement et de la profanation de son corps ».
Au XIIIe siècle, Dante, dans la Divine Comédie, présente Mahomet en compagnie de son cousin Ali dans son neuvième cercle des enfers, celui qu'il réserve aux « schismatiques », les entrailles sortant de son ventre ouvert. Cette description sera utilisée par plusieurs artistes, comme récemment Salvador Dalí, pour représenter Mahomet les entrailles exposées, ou encore Gustave Doré dans son illustration de la Divine Comédie. On rencontre aussi le Mahomet éventré de Dante dans certaines églises, telles la basilique San Petronio de Bologne en Italie, dont la chapelle Bolognini contient une fresque réalisée par Giovanni da Modena vers 1410-1415, où il représente « Machomet » (comme l'indique une inscription sur la fresque) tourmenté par un démon.

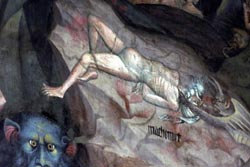
Fresque de la basilique San Petronio de Bologne en Italie, où Mahomet est tourmenté par un diable (v. 1410).
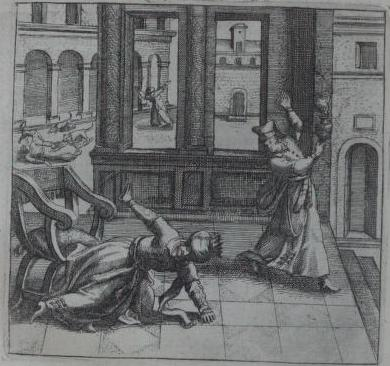
Mahomet ayant une crise d'épilepsie, par Broer Jansz (Amsterdam, 1640).
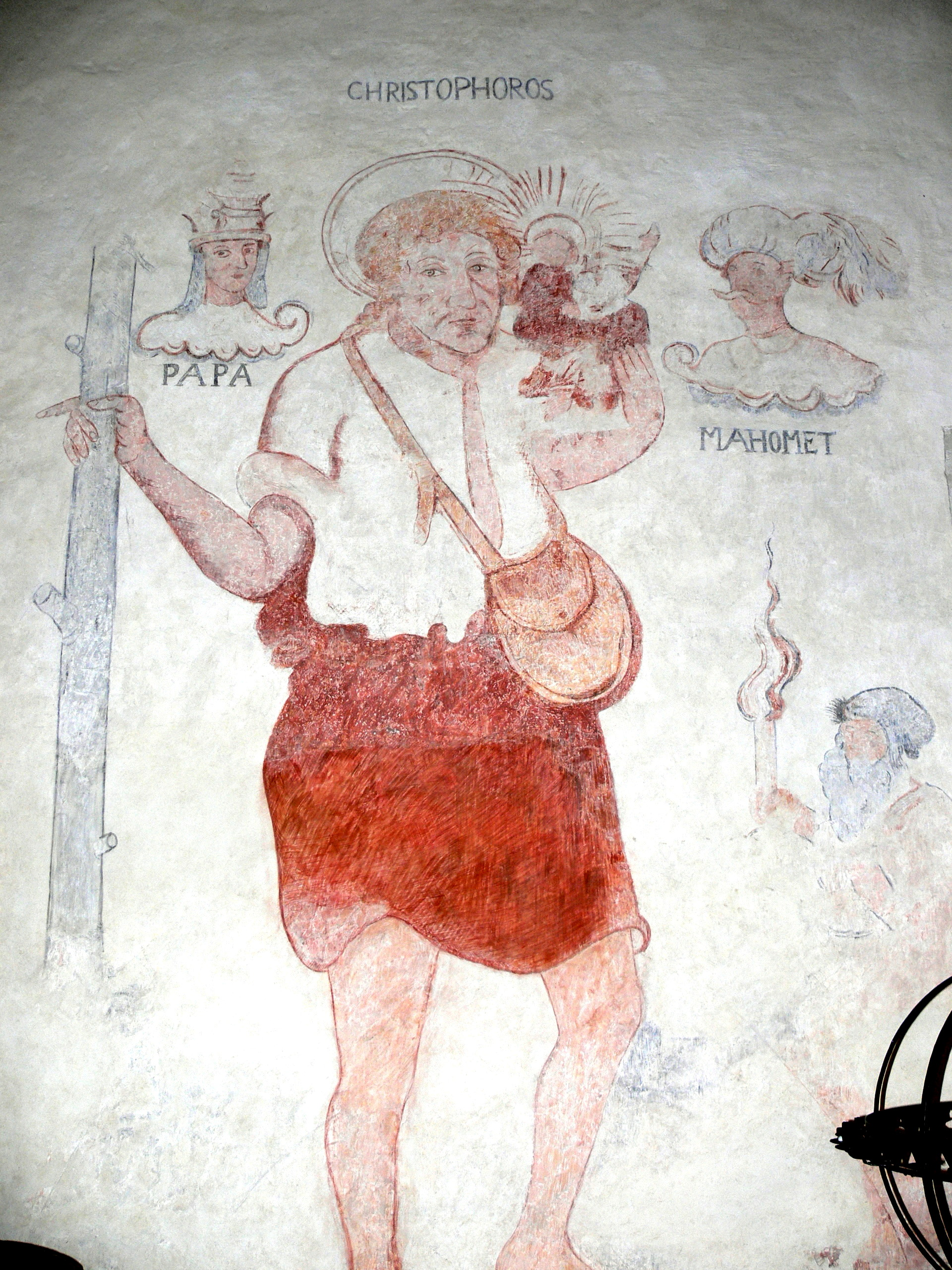
Saint Christophe entouré par le pape et Mahomet considérés comme les ennemis du protestantisme.
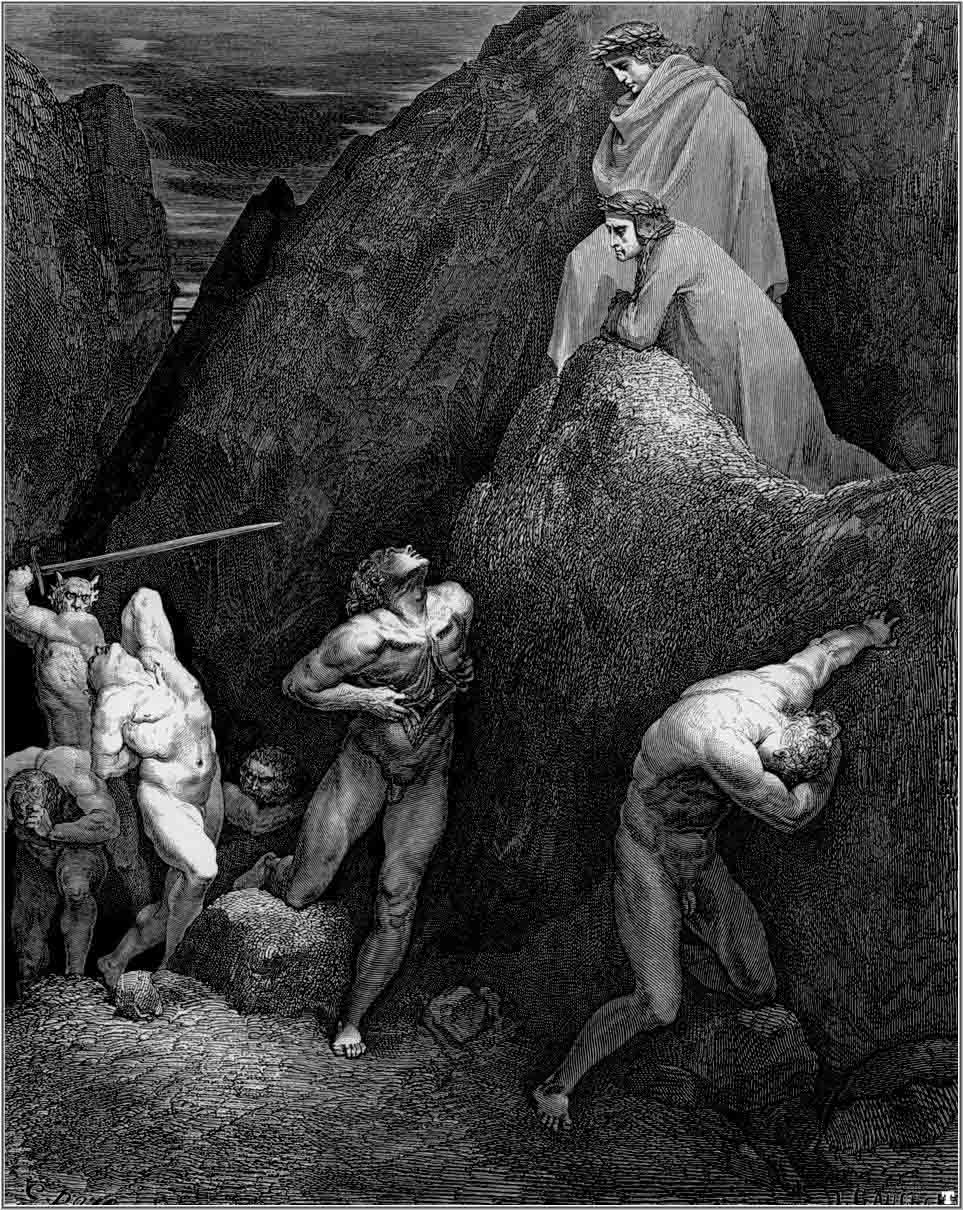
Mahomet dans une illustration de la Divine Comédie par Gustave Doré (1861).

Avec les croisades, le discours connait des variations et certains auteurs, comme Burchard de Strasbourg montrent une proximité des musulmans avec certaines valeurs communes. Pour Tolan, « au XIIIe siècle, alors même que la « légende de Saladin » est en marche et que la croisade a échoué, l’on songe de plus en plus à la conversion des musulmans. Or, comment les missionnaires pourraient-ils œuvrer avec efficacité en se contentant de leur « insouciante ignorance » ? De ce constat, on aboutit à la création d’écoles de langue pour les missionnaires, « surtout parmi les dominicains des XIIIe et XIVe siècles » » Au XVe siècle, la présentation de Mahomet par le cardinal humaniste Nicolas de Cues est déjà ambiguë, présentant des aspects négatifs et positifs.
Pendant la période de la Réforme, l'islam et Mahomet servent d'étalon. Pour les protestants, les catholiques sont « pires » que Mahomet dans leurs erreurs, tandis que les catholiques associent Mahomet, Calvin et Luther en enfer.

### XVIIIesiècle

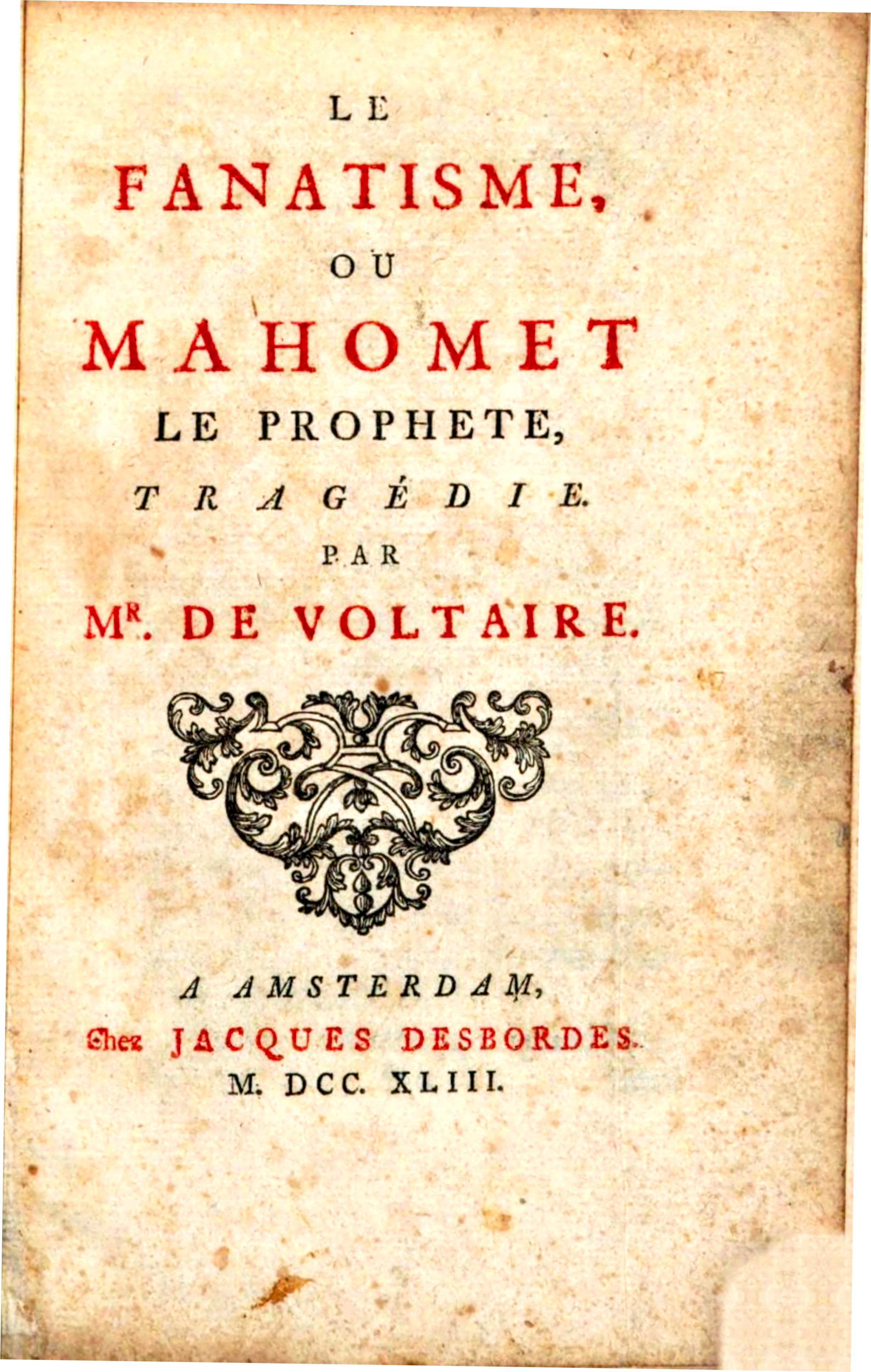
L'ouvrage de Voltaire.

Dans sa tragédie Le Fanatisme ou Mahomet le Prophète, Voltaire fait dire à l'un de ses personnages que Mahomet est un « imposteur », un « faux prophète », un « fanatique » et un « hypocrite »,. Selon le critique littéraire François Busnel, parlant de la pièce de Voltaire, « Le fanatisme ou Mahomet le prophète est une charge contre l'islam et, plus largement, contre toute religion monothéiste ». C'est pourtant « l'intolérance de l'Église catholique et les crimes commis au nom du Christ » qui étaient les premiers visés par le philosophe des Lumières. C'est ce qu'écrit Voltaire dans une lettre de 1742 : « Ma pièce représente, sous le nom de Mahomet, le prieur des Jacobins mettant le poignard à la main de Jacques Clément ». Ce double sens de la pièce est confirmé par le critique littéraire Julien Louis Geoffroy : « Mahomet est donc un mauvais charlatan, un caffard imprudent et téméraire : à travers son costume éblouissant, on reconnaît toujours le capuchon du révérend père Bourgoing ». Les dévots qui n'ont pas été dupes l'ont attaqué immédiatement en justice pour impiété et scélératesse, et Voltaire a dû retirer sa pièce.
Voltaire a souvent été hostile aux révélations religieuses qu'il considérait comme étant fallacieuses. Il évolue dans sa vision sur Mahomet en passant d'un « imposteur » à un « enthousiaste ». Ces évolutions s'inscrivent dans la découverte d'une tolérance dans le monde turc à partir des années 1740. À partir de 1763, sa « haine contre les dévots » augmente et s'exprime en élevant l'islam, quitte à modifier son histoire. Pour lui, l'islam sans Mahomet est un théisme qu'il défend : « Croire un seul Dieu tout puissant était le seul dogme, si on n’y avait pas ajouté que Mahomet est son prophète, c’eût été une religion aussi pure, aussi belle que celle des lettrés chinois ».
Entre 1742 (publication de Mahomet ou le fanatisme religieux) et 1770, les positions de Voltaire ont changé. Voltaire retient que « sa [Mahomet] religion est sage, sévère, chaste et humaine » mais nomme toujours Mahomet de « sublime et hardi charlatan » et donne raison à un homme qui aurait dit au mufti de Constantinople : « Mahomet n'était qu'un imposteur hardi qui trompa les imbéciles »..

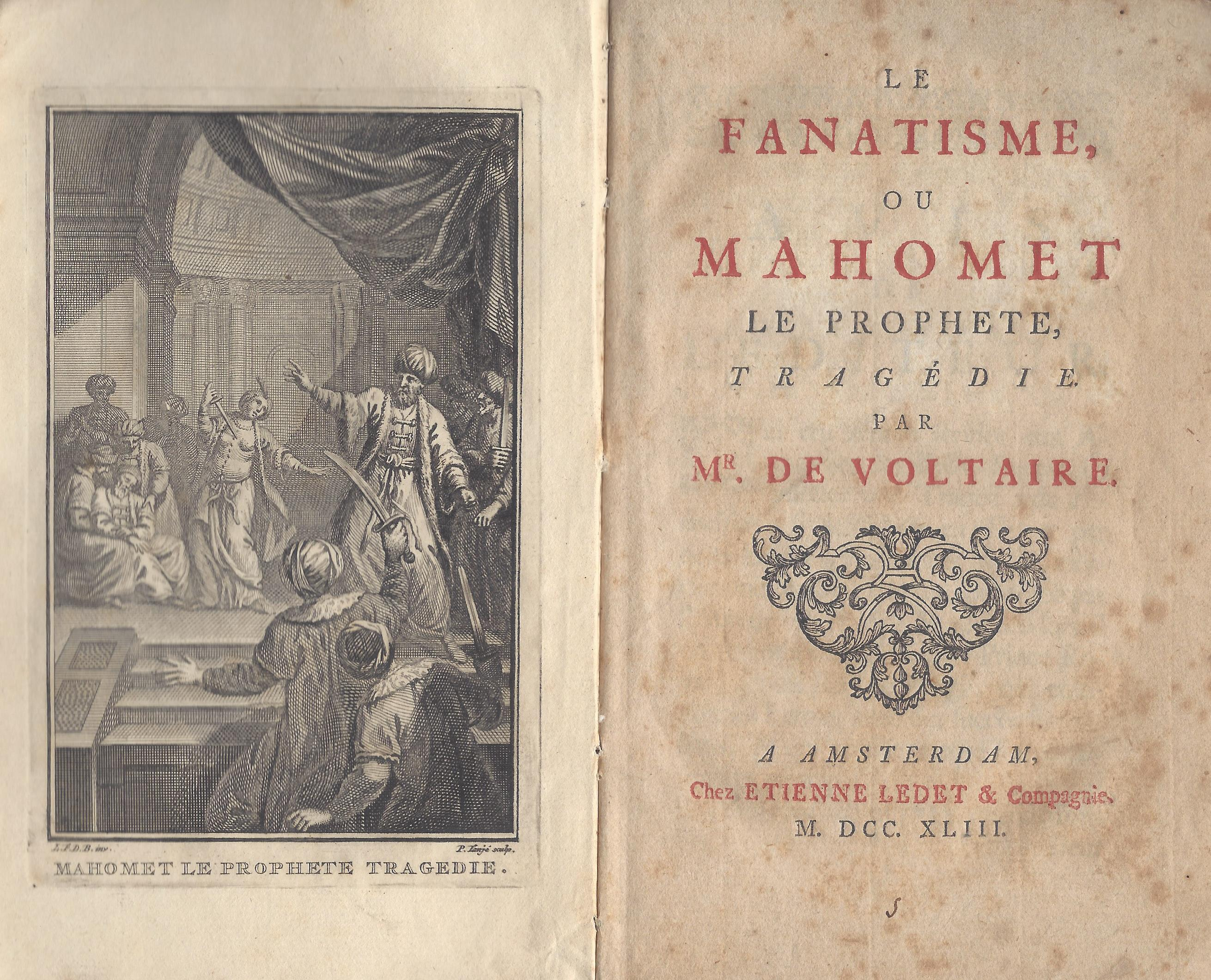
Tragédie Le Fanatisme, ou Mahomet le Prophète par Voltaire (Amsterdam, 1743).

Voltaire illustre l'évolution de la perception de Mahomet, — souvent considéré comme l'auteur du Coran[réf. nécessaire] —, au siècle des Lumières, durant lequel celui-ci est avant tout perçu comme un rationaliste et un réformateur. Il aurait été à l'origine d'un monothéisme pur correspondant aux idées anticléricales des Lumières. Selon Emmanuel Le Roy Ladurie, à propos de Voltaire, « le philosophe tenant du Déisme attribue d’abord au Coran l’immense mérite d’avoir affirmé avec plus de rigueur et de raison que le christianisme l’unicité de Dieu. Il a retiré toute l’Asie de l’Idolâtrie… ». Une louange de Mahomet, courante à cette époque comme chez Henri de Boulainvilliers, est une manière de critiquer l'Église. Pour Tolan, il faut davantage lire dans ces écrits une critique de l'Église qu'une véritable louange. Ainsi, pour l'auteur, l'évolution de Voltaire est davantage un choix stratégique qu'un véritable retournement.
L'autre forme de critique possible de la religion est de renvoyer les personnages religieux dos à dos. Au XVIIIe siècle, apparaît aussi sous le manteau le Traité des trois imposteurs, un livre blasphématoire où sont accusés d’imposture délibérée Moïse, Mahomet et Jésus-Christ. Le marquis de Sade fait émettre par son personnage moribond des critiques violentes contre l'ensemble des chefs religieux, dont Mahomet : « Ton Jésus ne vaut pas mieux que Mahomet, Mahomet pas mieux que Moïse, et tous trois pas mieux que Confucius qui pourtant dicta quelques bons principes pendant que les trois autres déraisonnaient; mais en général tous ces gens-là ne sont que des imposteurs, dont le philosophe s'est moqué, que la canaille a crus et que la justice aurait dû faire pendre. »

### XIXesiècle

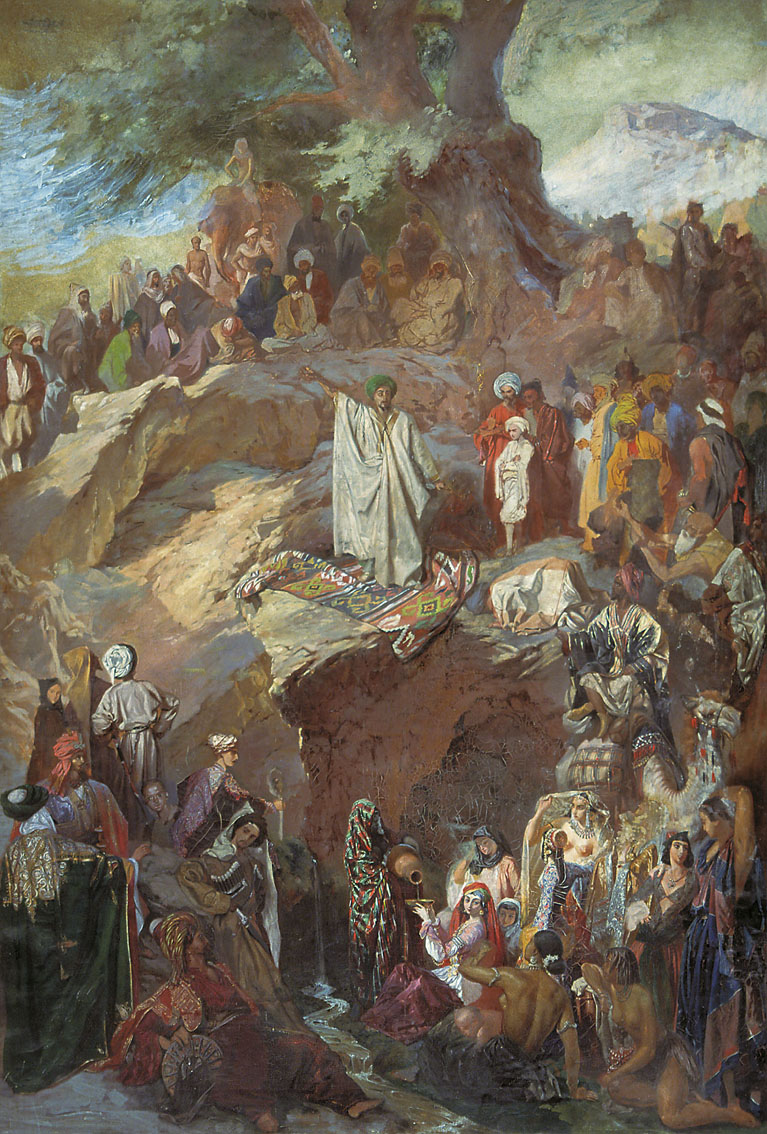
Grigori Gagarine, Sermon de Mahomet, (1840-1850, musée russe de Saint-Pétersbourg).

Ce siècle voit l'apparition d'une vision romantique de Mahomet. Celui-ci est alors comparé aux « grands hommes », créateurs d'empires, comme Alexandre le Grand. Cette vision s'appuie sur les textes abbassides présentant la vie de Mahomet et qui ont « pour but de légitimer la dynastie de califes et projetaient donc déjà cela sur le fondateur de l’islam ». Napoléon lui-même participe à la mise en place de cette figure de Mahomet comme législateur et conquérant.
Mahomet est aussi une pièce théâtrale de Johann Wolfgang Von Goethe. Goethe a appris l'arabe et il est allé en Arabie pour comprendre le personnage principal de sa pièce théâtrale Mahomet. Pour Goethe, au-delà du législateur déjà mis en avant par les auteurs des Lumières, Mahomet est le prophète par excellence et est vu comme un exemple d'un génie poétique.
Au-delà du conquérant et du poète, des auteurs du XIXe siècle vont mettre en avant l'aspect héroïque de la figure de Mahomet. Alphonse de Lamartine écrit en 1865 Les grands hommes de l’Orient : Mahomet, Tamerlan, le sultan Zizim. Cet auteur, comme les auteurs du romantisme, ne voient plus en Mahomet un imposteur, comme cela était le cas au XVIIIe siècle. Pour lui, les visions de Mahomet proviennent de son épilepsie. Sa description de Mahomet est fortement positive et la seule faiblesse de celui-ci est, pour l'auteur, sa sensualité. Victor Hugo, dans un poème de La Légende des siècles (1858), L'an neuf de l'Hégire, présentant la mort de Mahomet, s'inscrit dans le même courant.

### XXesiècleetXXIesiècle
En parallèle de réflexions religieuses, le XXe siècle voit le développement des études historiques sur Mahomet. Celles-ci soulèvent la difficulté d'écrire une biographie non religieuse.
Au XXe siècle, l'image de Mahomet comme législateur reste importante. Au-delà de l'hommage qui lui est rendu, cela permet, pour Tolan, « d'esquiver une question centrale : le rôle religieux du prophète ». C'est ainsi qu'il apparaît sur la frise sculptée en 1935 par A. Weinman, pour décorer la salle d'audience de la Cour suprême des États-Unis. Il est représenté parmi dix-huit législateurs importants.
Le XXe siècle voit aussi une réflexion de penseurs catholiques sur la « figure de Mahomet. Ainsi, Louis Massignon, qui souhaitait un dialogue avec les musulmans, voyait dans Mahomet un être inspiré par Dieu, qui prêcha la vérité et amena son peuple au culte du Dieu suprême et unique ». Néanmoins, celui-ci restait pour lui un « prophète négatif », n'ayant pas « su arriver à la vérité suprême du christianisme ». Certains auteurs, comme H. Küng, iront plus loin dans une volonté de reconnaissance de Mahomet comme prophète.
Pour J. Tolan, « Muhammad se trouve depuis toujours au cœur des discours européens sur l'islam ». En 1988, Salman Rushdie évoque Mahomet dans les Versets sataniques, qui provoquent une vaste polémique, assortie d'une fatwa du chiite Rouhollah Khomeini, réclamant l'année suivante l’exécution de l'auteur.
En 2005, la publication de douze caricatures de Mahomet par le journal danois Jyllands-Posten soulève la colère dans les pays musulmans. Des manifestations pour protester contre ces dessins ont lieu dans plusieurs pays, notamment devant le consulat italien à Benghazi en Libye, qui ont fait plusieurs morts lors d'émeutes. Le XXIe siècle voit la continuité d'un discours attaquant Mahomet pour discréditer l'islam. Ainsi, pour Geert Wilders, Mahomet est « terroriste, pédophile et psychopathe ».

## Critiques de la part des autres religions

### Mahomet vu par les chrétiens
Dans ses Chroniques, le moine byzantin Théophane le Confesseur (v. 759 - v. 818), qui a pris position en faveur des iconodoules lors de la querelle iconoclaste, dresse une violente critique contre Mahomet. En outre, il accuse une alliance entre Mahomet et les Juifs arabes afin de se dresser contre l'Occident. Surtout, il essaye de discréditer Mahomet qui, selon les musulmans, est le dernier maillon de la chaîne des prophètes, après Adam, Abraham, Jésus et Moïse. Tout d'abord, il présente Mahomet comme un individu malhonnête, qui aurait épousé une riche veuve du nom de Khadija afin de profiter de ses biens. Il le présente aussi comme un imposteur, associant les révélations de l'ange Gabriel à des crises d'épilepsie. Théophane met également en avant une prise de position de Mahomet qui est contraire à certains versets du Coran ; d'après Théophane, Mahomet pense que les hommes qui se rendent au paradis peuvent y consommer de la viande et de la boisson ainsi que goûter les plaisirs de la chair. L'idée pour Théophane est de montrer que Mahomet ne peut pas endosser le rôle qu'il prétend avoir.